# Троллейбус

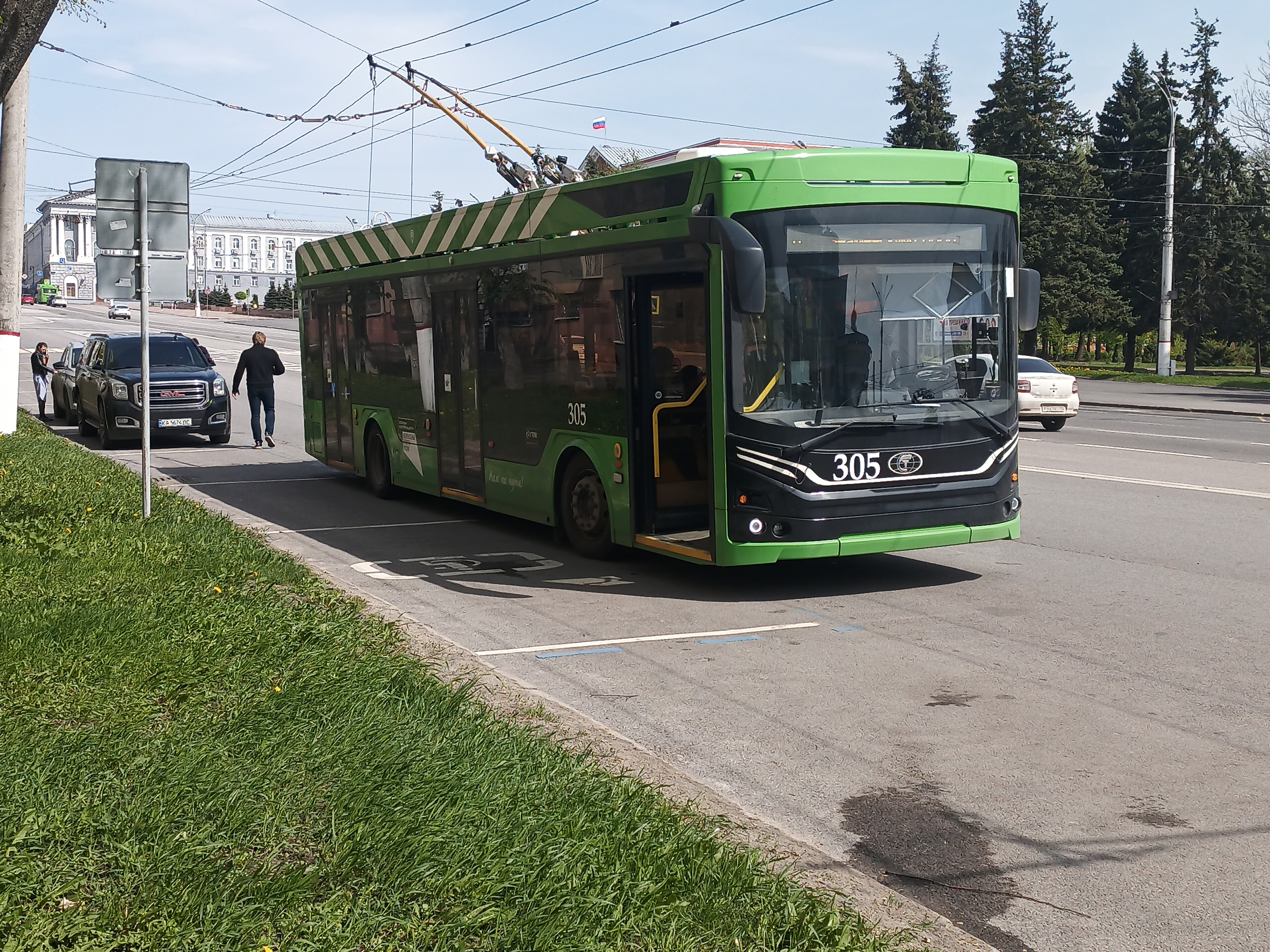
Курский троллейбус ПКТС-6281.01 «Адмирал»

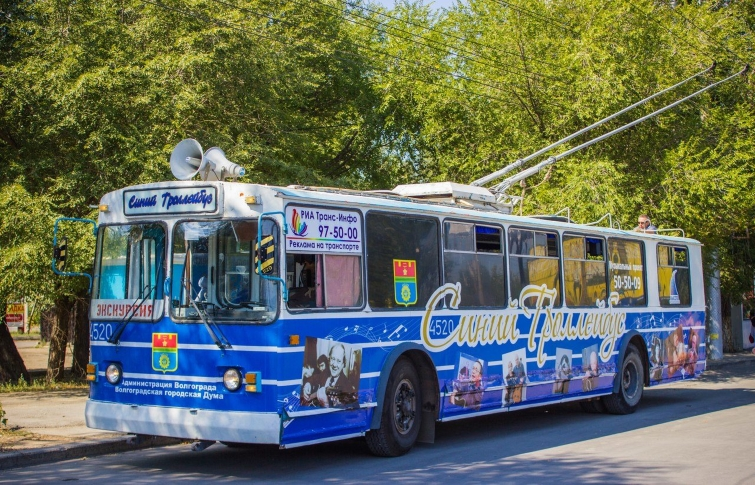
Самый массовый в мире троллейбус ЗиУ-9/682

Тролле́йбус (троллей + бус) — безрельсовое механическое транспортное средство (преимущественно пассажирское, хотя встречаются троллейбусы грузовые и специального назначения) контактного типа с электрическим приводом, получающее электрический ток от внешнего источника питания (от центральных электрических станций) через двухпроводную контактную сеть постоянного тока с помощью штангового токоприёмника и сочетающее в себе как преимущества, так и недостатки трамвая и автобуса.
По современной классификации троллейбус является разновидностью электробуса с питанием в движении (англ. in-motion-feeding (IMF) bus) от контактной сети.
К комбинированному подвижному составу электрического транспорта относятся троллейбусы, дополнительно оснащённые системами автономного хода на аккумуляторах, также называемые электробусами с зарядкой в движении (IMC), суперконденсаторах, двигателях внутреннего сгорания или топливных элементах. Троллейбус, имеющий на борту два тяговых двигателя — электрический и внутреннего сгорания — получающие питание раздельно, и имеющие независимый привод на ведущие колёса, называется дуобусом. Если же тяговым является только электродвигатель, а тепловой двигатель (внутреннего или внешнего сгорания) питает его через тяговый электрогенератор и не имеет прямого привода на ведущие колёса, то такой транспорт называется теплоэлектробусом.
Троллейбусы используются преимущественно в городах, но также существуют междугородные и пригородные троллейбусы. В СССР изначально рассматривались как пригородный транспорт, но позднее ими стали заменять трамваи на участках, где использование последних затруднено — например, в исторических центрах городов с узкими улицами. В СССР, лидировавшем в мире по троллейбусным перевозкам, ежегодно перевозилось более 10 млрд пассажиров в 178 городах, в 122 из которых во внутригородских перевозках грузов использовались грузовые троллейбусы. Советские троллейбусы семейства ЗиУ-9/682 были самыми массовыми в мире, выпущенными в количестве 42 тысяч единиц и эксплуатировавшимися в более чем двух десятках стран. На 1990 год Москва была «троллейбусной столицей» мира ввиду самой масштабной сети.

## Этимология
Слово «троллейбус» заимствовано из англ. trolley bus. Это английское название возникло, по одной из версий, как сочетание американизма trolley («трамвайный вагон» — ср. брит. streetcar, tram) и английского bus («автобус») — первые троллейбусы воспринимались публикой как «гибрид автобуса и трамвайного вагона» (в ранних публикациях на русском языке троллейбус описывался как «безрельсовый трамвай»). По другой версии, в этом сочетании слово trolley используется в значении «тележка» и содержит ссылку на токосъёмник в виде катящейся по проводам тележки, использовавшейся в первых троллейбусах, что в дальнейшем привело к заимствованию термина «тролле́й».

## История
|  |

Первый троллейбус был создан в Германии инженером Вернером фон Сименсом, вероятно, под влиянием идеи его брата, проживавшего в Англии доктора Вильгельма Сименса, высказанной 18 мая 1881 года на двадцать втором заседании Королевского научного общества. Электросъём осуществлялся восьмиколёсной тележкой (Kontaktwagen), катившейся по двум параллельным контактным проводам. Провода располагались достаточно близко друг от друга, и при сильном ветре нередко перехлёстывались, что приводило к коротким замыканиям. Экспериментальная троллейбусная линия протяжённостью 540 м (591 ярд), открытая компанией Siemens & Halske в предместье Берлина Галензе (Halensee), действовала с 29 апреля по 13 июня 1882 года.

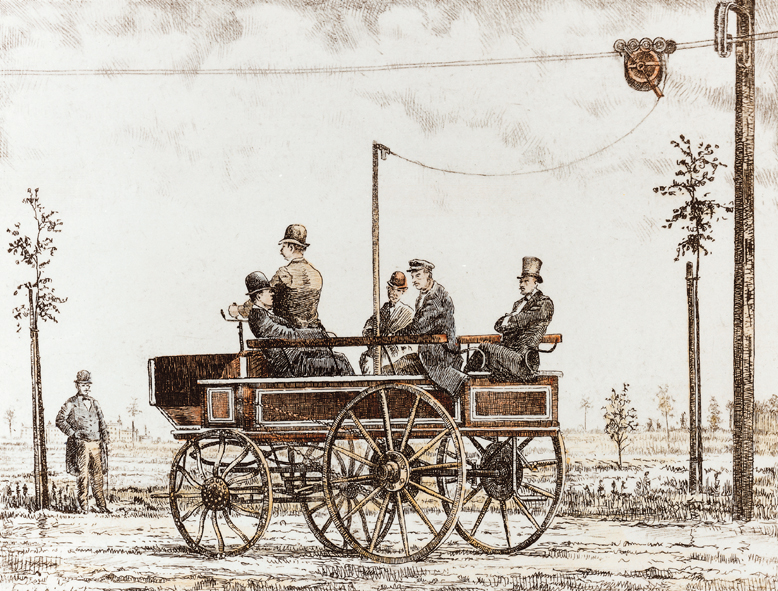
Электромот (троллейбус из Германии, Electromote) — первое в мире электрическое транспортное средство, получавшее питание от контактной сети, прародитель троллейбуса. Он был представлен общественности 29 апреля 1882 изобретателем доктором Вернером фон Сименсом в Халензе, пригороде Берлина

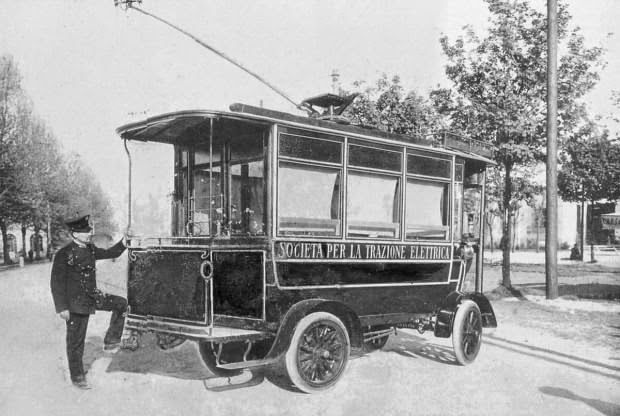
троллейбус в 1906 г.

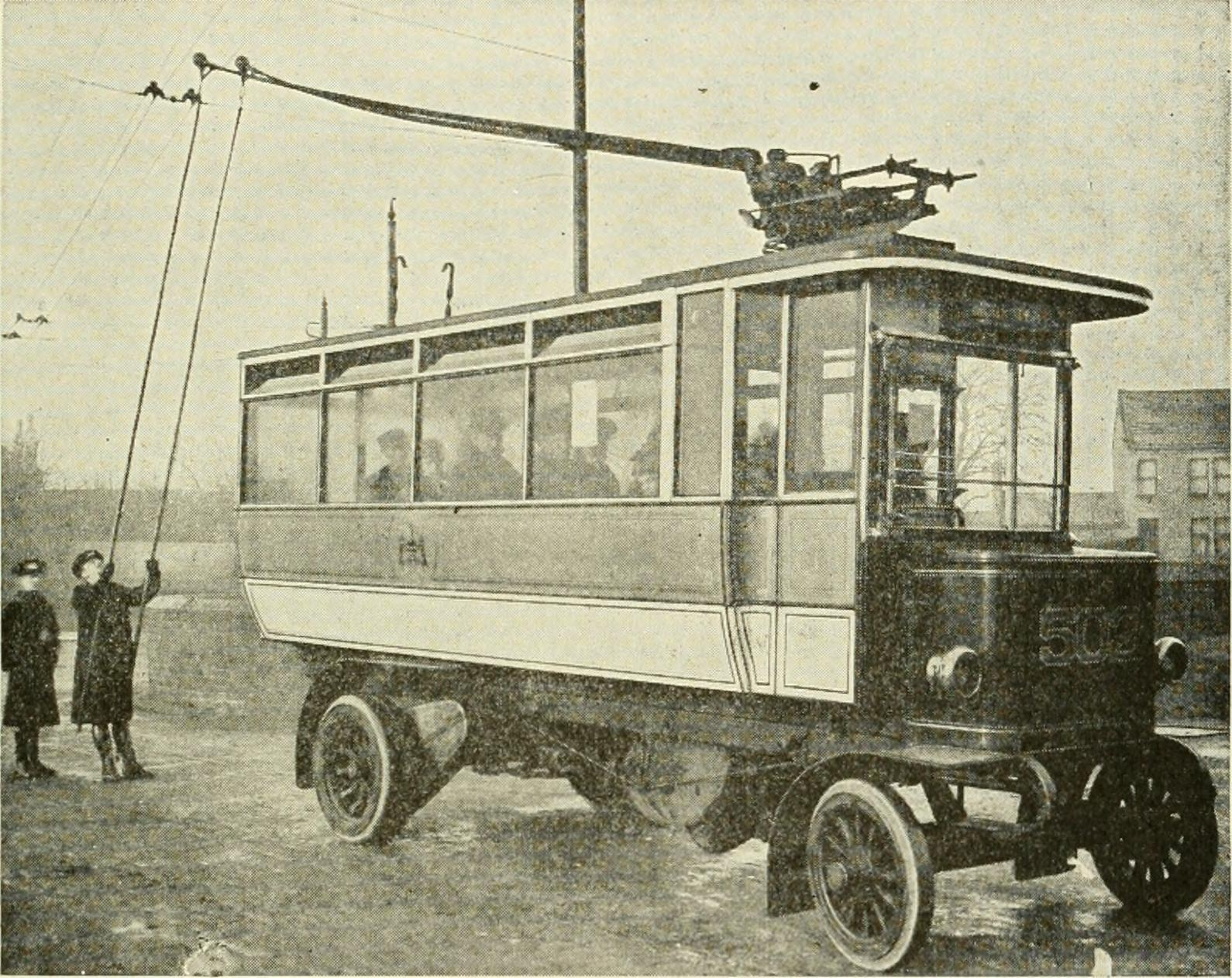
Троллейбус в 1916 г.

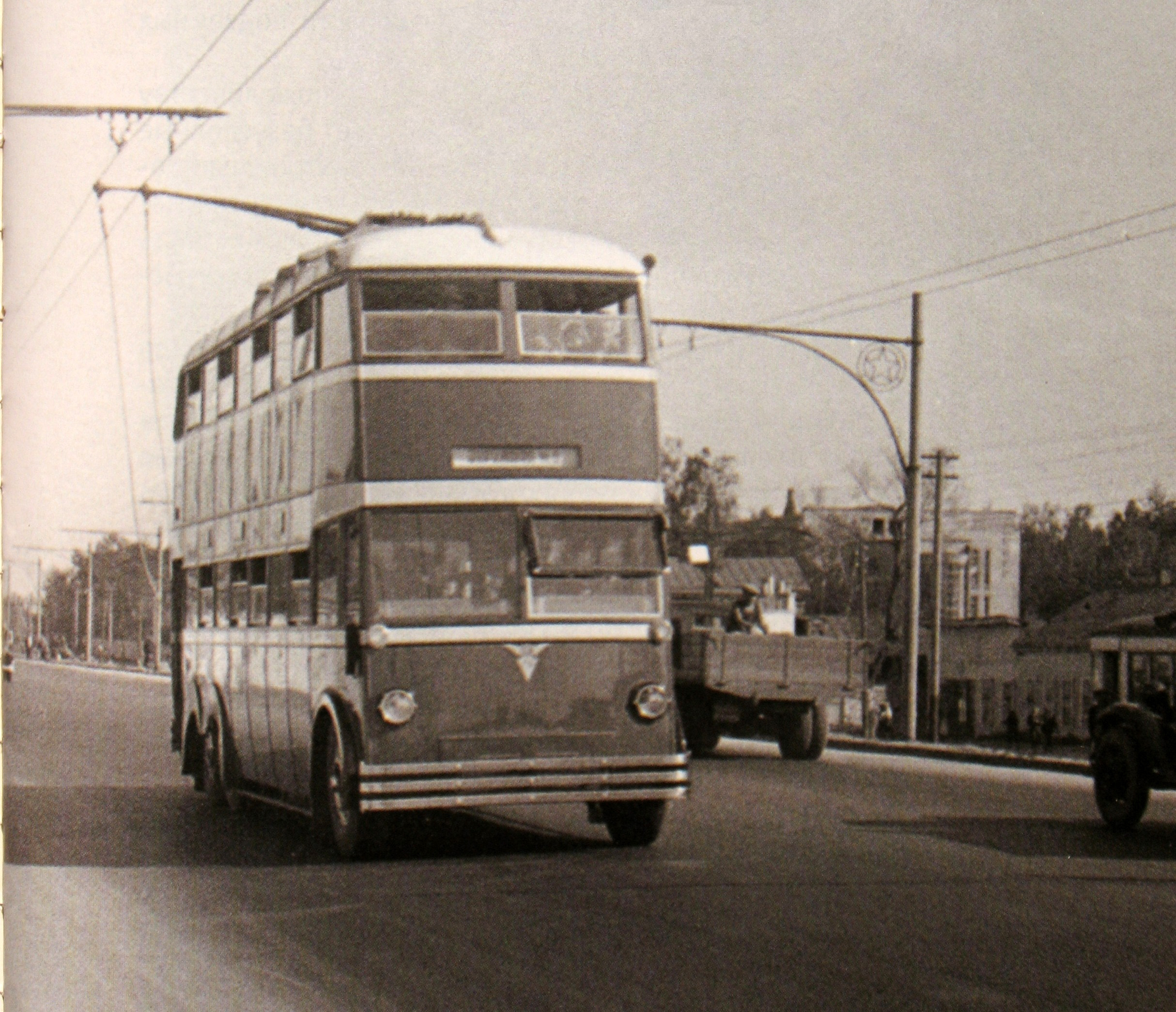
Двухэтажный английский троллейбус в Москве в 1937 г.

В том же году в США бельгиец Шарль Ван Депуле запатентовал «троллейбусный ролик» — токоприёмник в виде штанги с роликом на конце. Более надёжный штанговый токоприёмник изобрёл и в 1888 году внедрил в трамвайной сети Френк Спрейг. Но на троллейбус штанговые токоприёмники Спрейга установил лишь в 1909 году Макс Шиманн (Max Schiemann), и его система с многочисленными усовершенствованиями дожила до наших дней.
В начале XX века троллейбусы существовали только в качестве вспомогательного варианта для трамвайных путей, без перспективы использования в оживлённых городских центрах, работая для «растущего, но разобщённого населения».
В России впервые троллейбус был испытан 31 марта (13 апреля) 1902 года на петербургском заводе «Фрезе и К°».
В 1904—1905 годах инженер В. И. Шуберский предложил проект троллейбусной линии Новороссийск — Сухум. Несмотря на глубокую проработку проекта, он так и не был осуществлён. В СССР первая троллейбусная линия была построена в 1933 году в Москве.

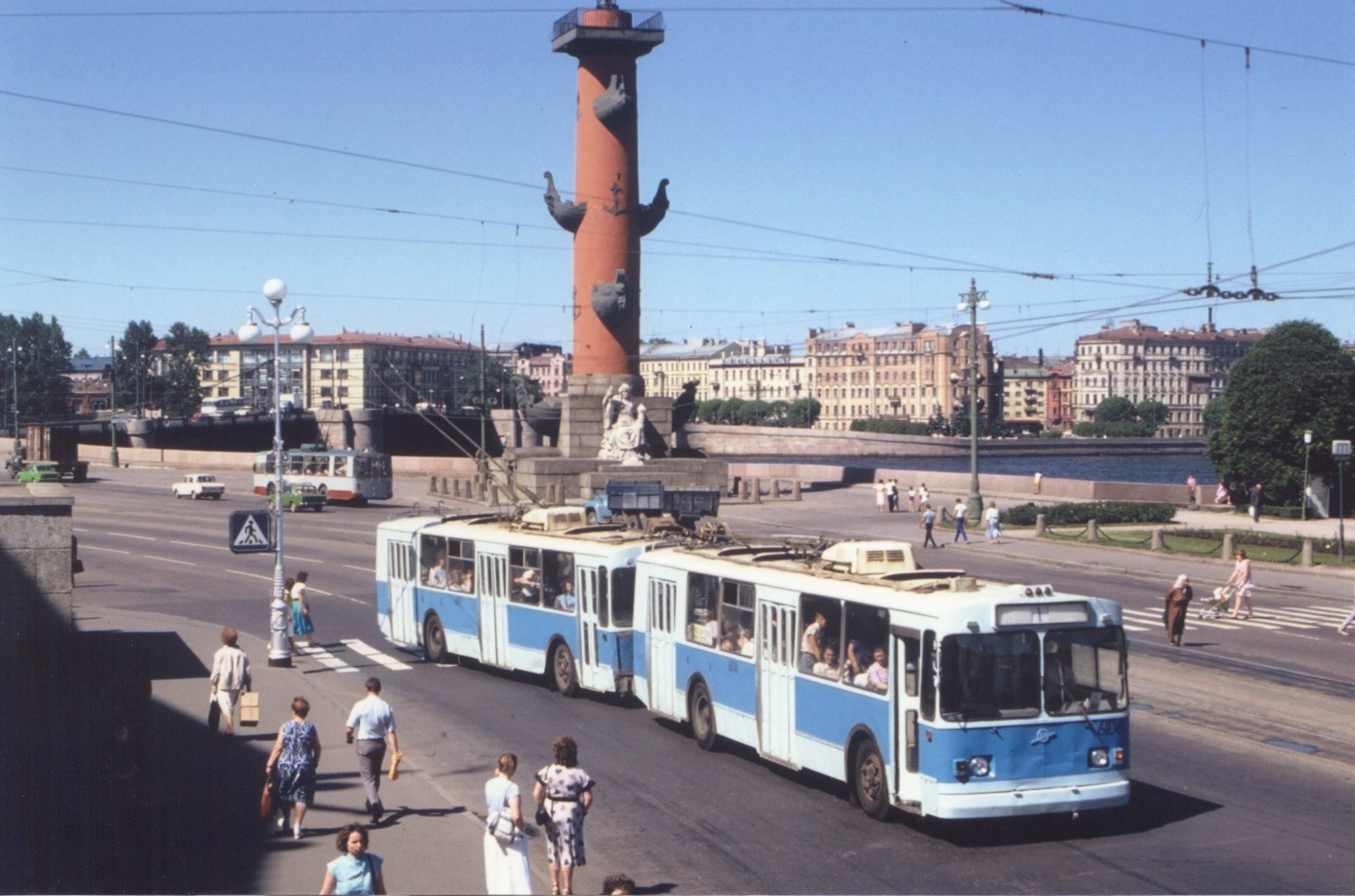
троллейбусный поезд СМЕ в Ленинграде

Двухэтажные троллейбусы были широко распространены во многих европейских городах, однако более продуктивным для повышения пассажировместимости оказалось использование прицепов, троллейбусных поездов и особенно сочленённых троллейбусов, появившихся к концу 1950-х — началу 1960-х годов. От троллейбусов с прицепом вскоре отказались в пользу сочленённых троллейбусов. В СССР сочленённые троллейбусы выпускались в явно недостаточном количестве, поэтому достаточно широкое распространение получили троллейбусные поезда, соединяющиеся по системе Владимира Веклича. В Киеве 12 июня 1966 года Владимир Веклич создал свой первый троллейбусный поезд, который впоследствии успешно применялся более чем в 20 городах бывшего СССР. Использование 296 поездов только в Киеве позволило высвободить более 800 водителей и на ряде маршрутов реализовать провозную способность до 12 тысяч пассажиров в час в одном направлении.
Пик развития троллейбусных перевозок в мире пришёлся на период между мировыми войнами и раннее послевоенное время. Троллейбус воспринимался как альтернатива трамваю. Нехватка автомобильного транспорта (в том числе обычных автобусов), равно как и автомобильного топлива, в военное и раннее послевоенное время дополнительно способствовала повышенному интересу к троллейбусу. Эти проблемы утратили свою остроту в 60-е годы, в результате чего эксплуатация троллейбуса начала становиться невыгодной, а троллейбусные сети — закрываться. Как правило, троллейбус сохранился там, где не имелось возможности заменить его автобусами — в основном из-за сложного рельефа, либо там, где стоимость электроэнергии была низка. К началу XXI века в Австралии, Бельгии и Финляндии полностью отказались от троллейбусов, а в Австрии, Германии, Испании, Италии, Канаде, Нидерландах, США, Франции, Японии сохранились лишь единичные троллейбусные системы.
В СССР, тем не менее, троллейбус продолжил своё развитие. В первую очередь это было связано со сравнительной дешевизной электроэнергии. Вместе с тем, имеется и ряд чисто технических причин: механическая часть троллейбуса более проста в сравнении с автобусной, не имеет топливной системы и сложной системы охлаждения, коробки передач, не требует смазки под давлением. Вследствие этого снижается трудоёмкость регламентных работ, отпадает необходимость в ряде технологических жидкостей — моторного масла, антифриза.
Из восточноевропейских государств лишь в Польше количество троллейбусных систем неуклонно сокращалось, с 12 в середине 1970-х годов до трёх к 1990 году. Вместе с тем, за тот же период в России были введены в эксплуатацию четыре новые троллейбусные системы (закрыты 5), на Украине — 2 (и две закрыты), в Чехии — 1, в Словакии — 2. В настоящее время[когда?]

, несмотря на значительные экономические трудности, во многих бывших социалистических странах продолжает эксплуатироваться большинство троллейбусных систем.

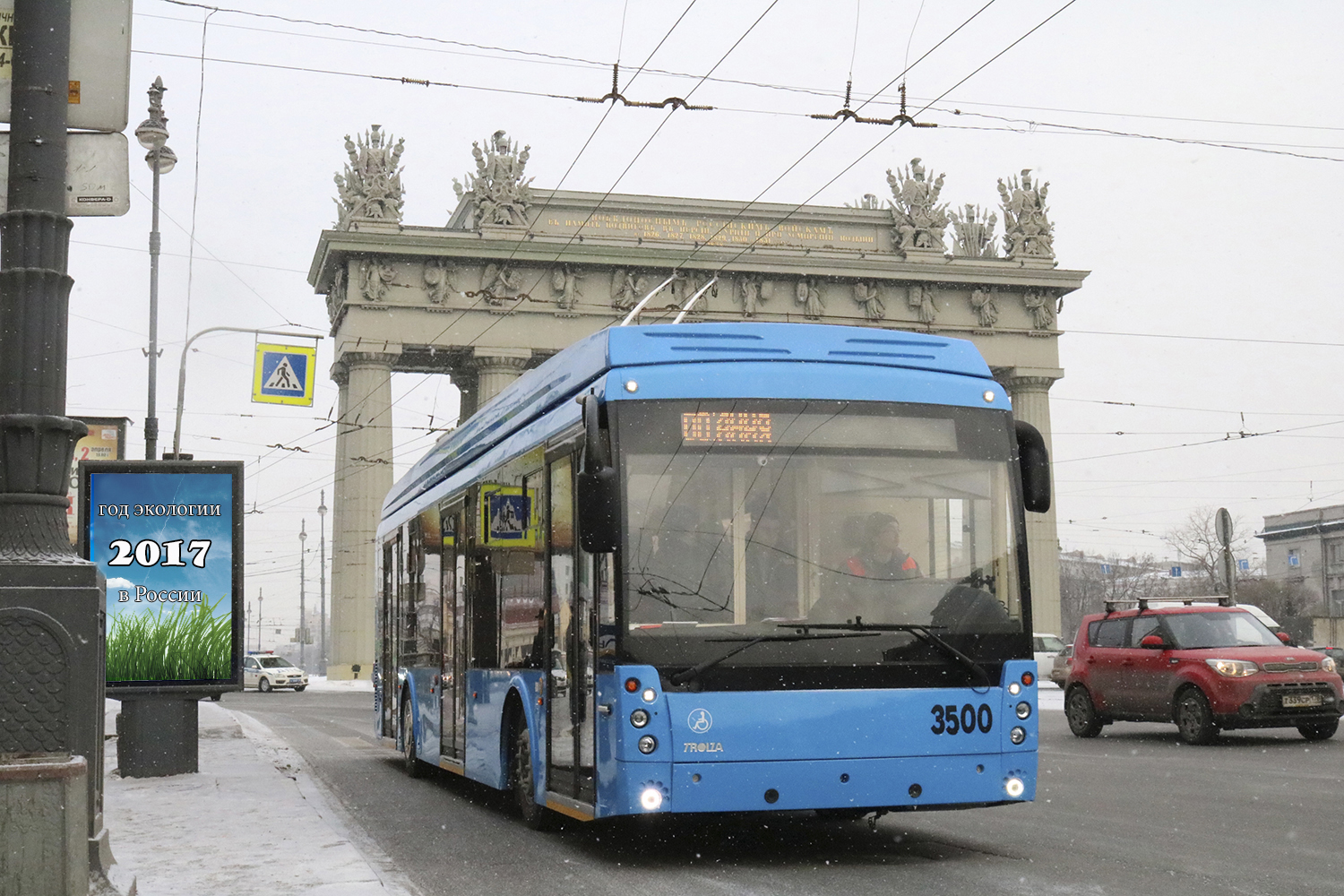
Электробус с динамической подзарядкой в Санкт-Петербурге, 2017

В конце XX — начале XXI века экологические, экономические и иные проблемы, вызванные массовой автомобилизацией, возродили интерес к городскому электротранспорту и в Западной Европе. Большинство европейских стран сделали ставку на трамвай, как более энергоэффективный и более пассажироёмкий.
В 2000-х годах благодаря развитию силовой электроники и созданию лёгких и ёмких аккумуляторов на основе лития (литий-ионных, литий-железо-фосфатных и литий-титанатных) появилась возможность создать тяговые аккумуляторные батареи, способные обеспечить достаточно большой пробег транспорту на одном заряде и стал распространяться такой вид транспорта, как электробус. Одним из направлений развития электробусов стал вариант с подзарядкой в движении (IMC), также называемого троллейбусом с увеличенным автономным ходом (ТУАХ), совмещающий ряд преимуществ троллейбуса и электробуса. Его особенностью является возможность эксплуатации существующей инфраструктуры троллейбуса в городах без значительной её переделки, отсутствие потребности в строительстве зарядных станций. Зарядка батарей троллейбуса осуществляется в процессе движения под контактной сетью и занимает в среднем до 20 минут. За счёт большой ёмкости аккумуляторов троллейбусы такого типа могут стабильно работать вдали от места прохождения контактной сети, что позволяет гибко менять маршруты и открывать новые без строительства инфраструктуры. Они способны полноценно заменить автобусный маршрут (в редких случаях и трамвай, если движение закрыто по форс-мажорным обстоятельствам). Одними из первых городов-эксплуататоров троллейбусов такого рода в России на рубеже 2010-х годов, стали Тула, Нальчик и Санкт-Петербург. В странах Европы, где ещё с 1980-х гг. в качестве аварийной силовой установки использовались дизель-генераторные установки (ДГУ), в настоящее время ведётся замены троллейбусов с ДГУ на электробусы типа IMC (т.е. с автономным ходом за счёт ёмкости аккумуляторных батарей).

## Инфраструктура и организация движения

### Дорожная сеть
Троллейбус, как и автобус, движется по автомобильной дороге с твёрдым покрытием, что позволяет использовать существующую дорожную сеть города практически без переоборудования. Тем не менее, троллейбус требует более качественных доро́г, чем автобус или автомобиль: плохое состояние дорожного покрытия не только ухудшает комфортность езды и ускоряет износ подвесок, но и может вызвать сход штанг с контактных проводов, иногда приводящий к коротким замыканиям и повреждению контактной сети. Так, в России троллейбус должен эксплуатироваться на дорогах категорий Т или П с покрытием капитального типа, соответствующих ГОСТ Р 50597-93.

### Электропитание

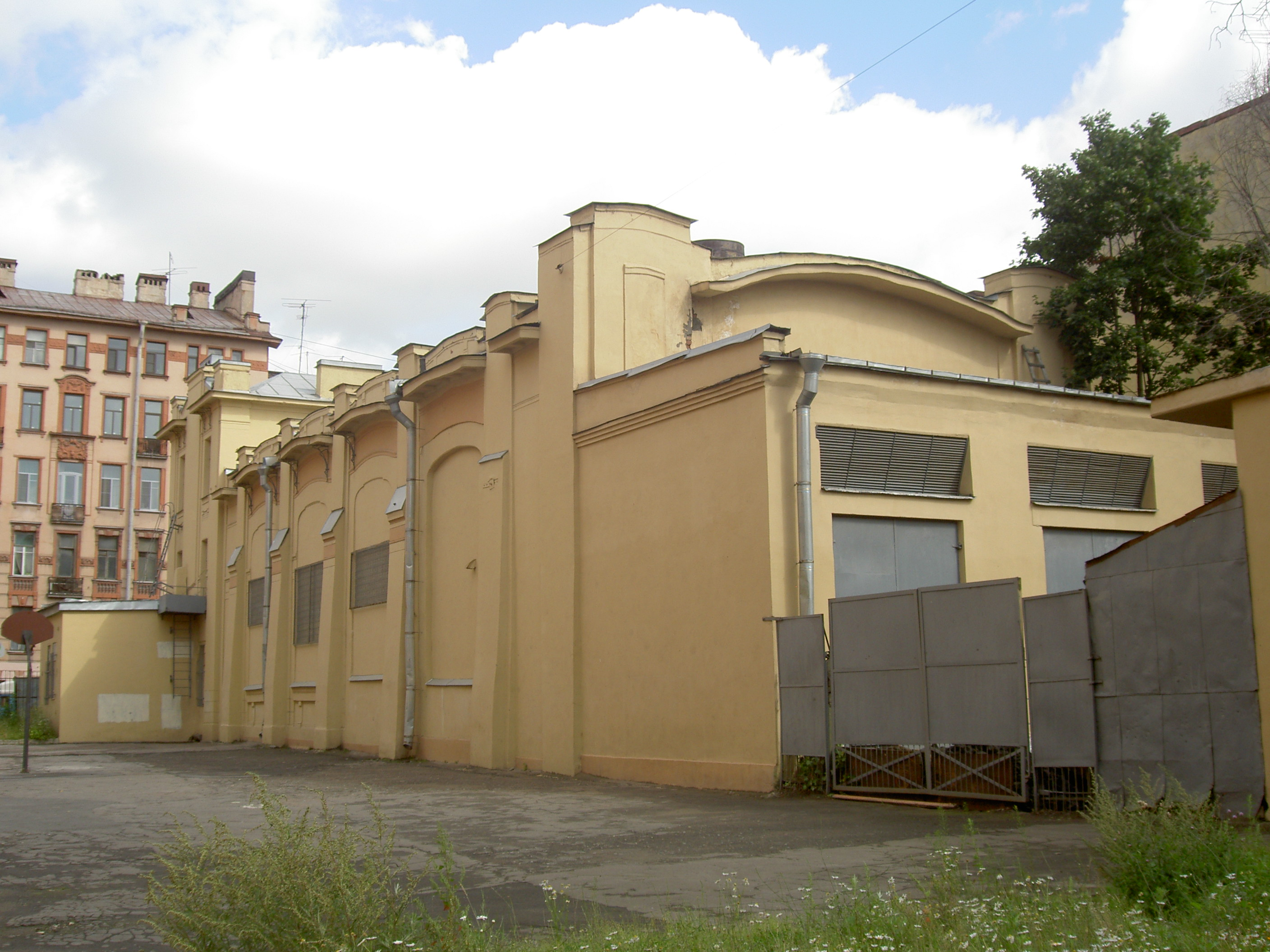
Тяговая подстанция «Горэлектротранс» в Санкт-Петербурге

Контактная сеть троллейбуса разделена на сегменты, изолируемые друг от друга секционными изоляторами. Каждый сегмент подключается к одной или нескольким тяговым подстанциям посредством подземных или воздушных фидерных линий. Такая схема позволяет избирательно отключить отдельную секцию в случае её повреждения либо для проведения ремонтных работ. В случае неисправности питающих кабелей на секционные изоляторы могут быть установлены перемычки, в результате чего секция будет получать питание от соседней. Однако такой режим работы не является штатным (нерекомендуемый), поскольку может перегрузить питающий фидер.
Тяговые подстанции осуществляют преобразование поступающего из энергосистемы переменного тока (в России — обычно 6-10 кВ — среднее второе напряжение) в постоянный, напряжением 600 вольт. По техническим нормам падение напряжения в любой точке контактной сети не должно превышать 15 %. В городах, где трамвай сосуществует с троллейбусом, эти виды транспорта, как правило, имеют общее энергохозяйство.

### Контактная сеть
Контактная сеть троллейбуса двухпроводная — в отличие от контактной сети трамвая, где в качестве второго провода используются рельсы, — и как следствие, значительно сложнее и тяжелее. Провода разных полюсов расположены на относительно небольшом расстоянии друг от друга, и поэтому должны быть тщательно защищены от сближения. Помимо этого, они должны быть изолированы в местах пересечений и ветвлений линий контактной сети или пересечений с трамвайной линией, что требует устройства стрелок и специальных пересечений с трамвайной или другой троллейбусной линией, и более тщательной регулировки натяжения во избежание захлёстывания проводов при сильном ветре. В связи с этим также затруднено использование в качестве токоприёмника бугеля или пантографа. Двухпроводные сети, рассчитанные на использование пантографов, существуют, но они применяются в основном для грузового движения. В троллейбусах используется в основном штанговый токоприёмник. Но, в отличие от пантографа, штанга более чувствительна к дефектам контактной сети, и хотя сами по себе они редко становятся причиной повреждения токоприёмников, соскочивший с провода токоприёмник может повредить контактную сеть и близко расположенные строения. Также причиной схода штанги может быть слишком малый радиус поворота контактной сети. По строительным нормам, угол излома в местах крепления контактного провода к спецчасти не должен превышать 4°. Поэтому при повороте на угол более 10-12° устанавливаются специальные кривые держатели. Кроме того, башмак штангового токосъёмника движется вдоль провода и не может самостоятельно менять направление вместе с троллейбусом. Чтобы машина пошла в нужном направлении, необходимо туда же направить обе её штанги, эту функцию и выполняет троллейбусная стрелка. В городах, где используются трамваи с штанговым токоприёмником, троллейбус и трамвай могут иметь общие для обоих видов транспорта участки контактной сети.

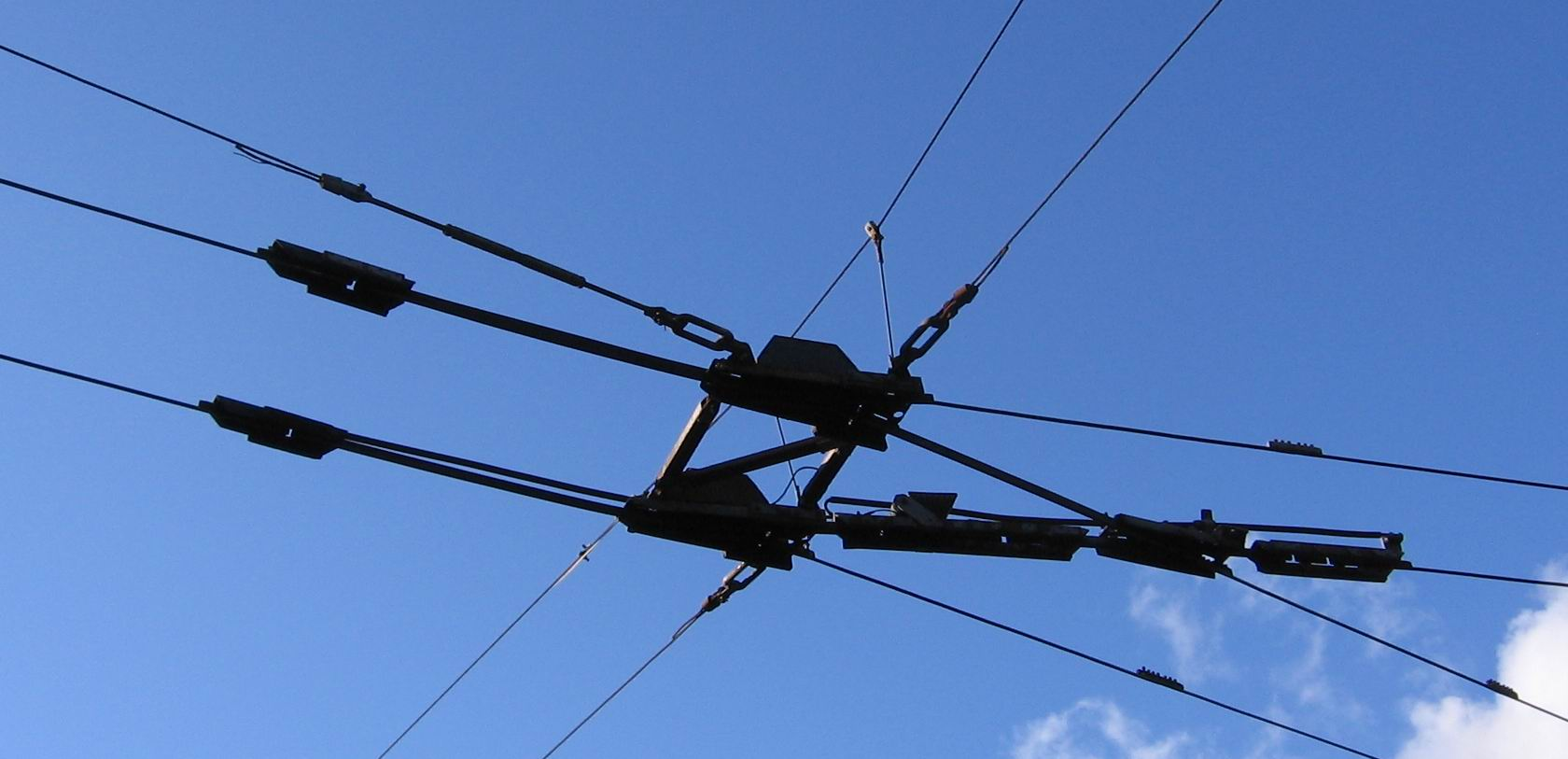
Троллейбусная стрелка, типичная для систем бывшего СССР.
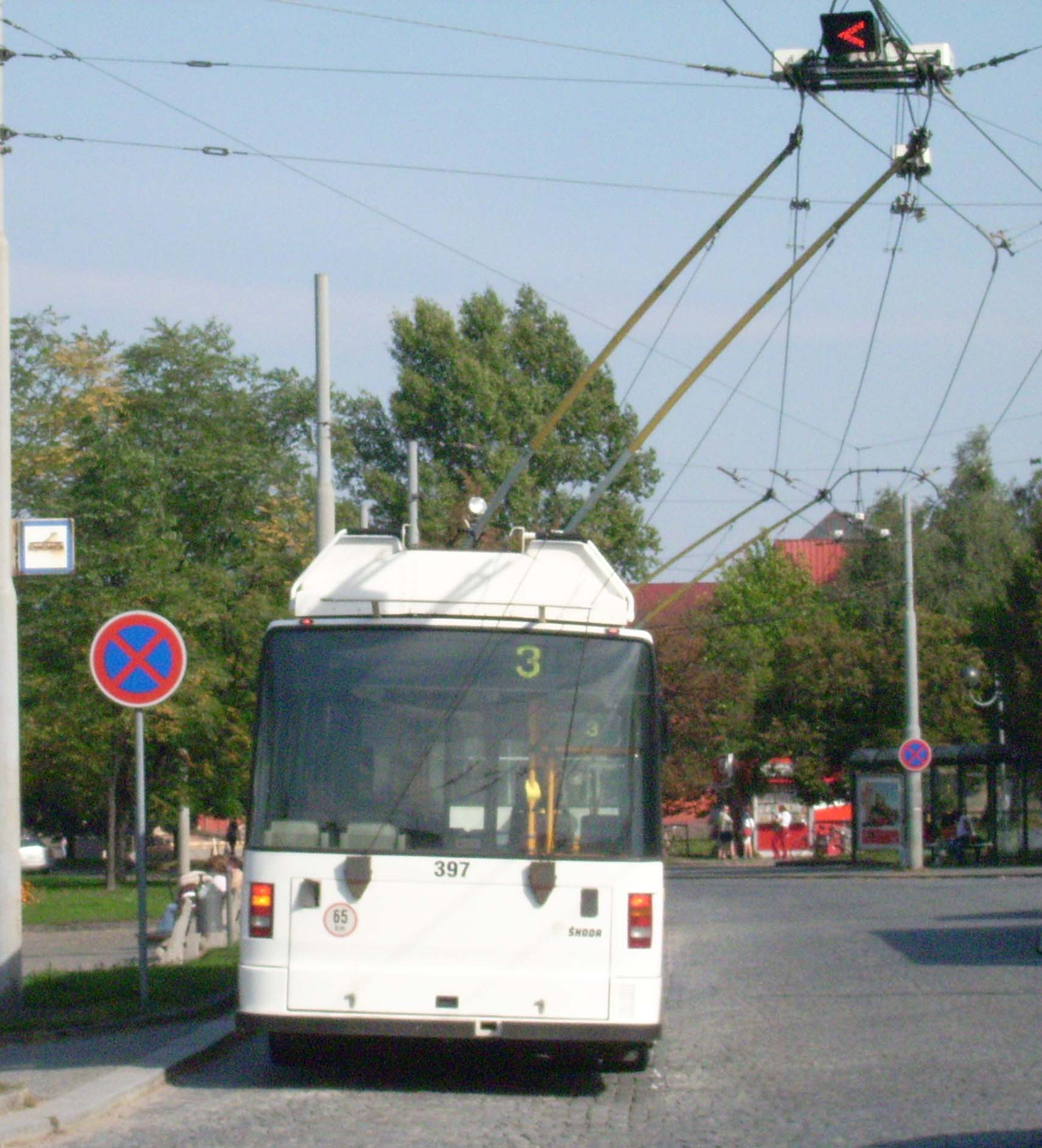
Троллейбусная стрелка с указателем направления.
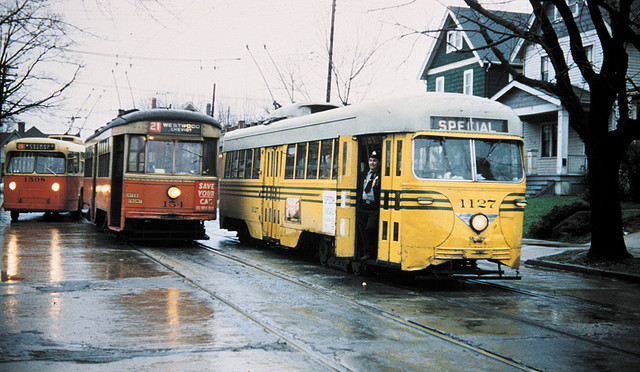
Трамваи и троллейбус в Цинциннати за неделю до закрытия трамвайной линии. Используется общая контактная сеть.
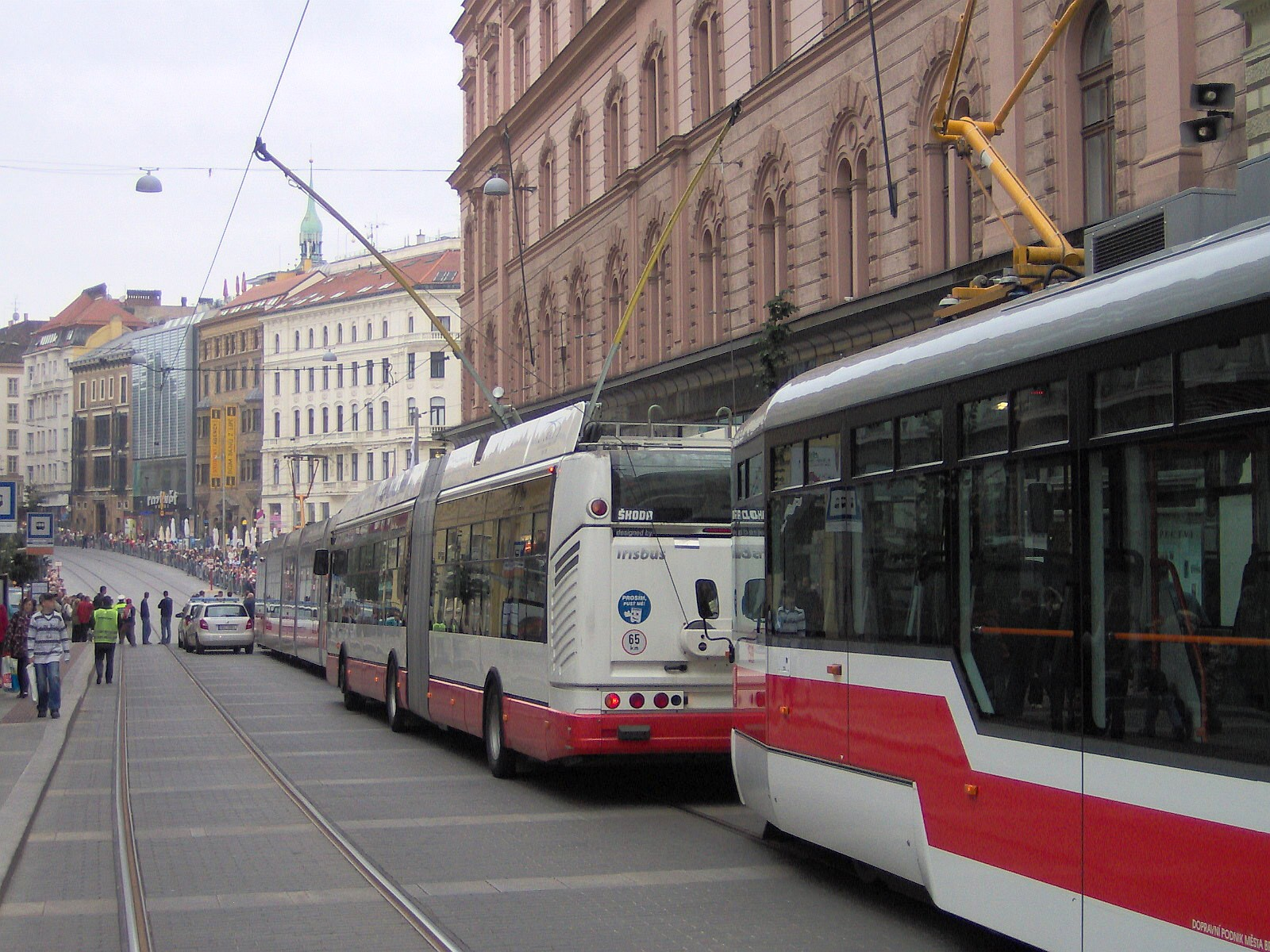
Троллейбус следует в составе колонны в честь 140-летия общественного транспорта в Брно, используя контактную сеть трамвая, временно переоборудованную для движения троллейбусов.

### Остановки
Остановки троллейбуса обычно совмещены с автобусными, однако при большом пассажиропотоке они могут быть раздельными или даже многопозиционными (каждая позиция для своего маршрута). В России автобусная и троллейбусная остановка обозначается одним и тем же дорожным знаком. То, что на остановке останавливается троллейбус, обычно пишется на щите с расписанием движения и названием остановки («аншлаге»).

Таблички — «аншлаги» указывают, что здесь останавливается как автобус, так и троллейбус. Расписания отсутствуют, нанесён только номер маршрута троллейбуса и название остановки
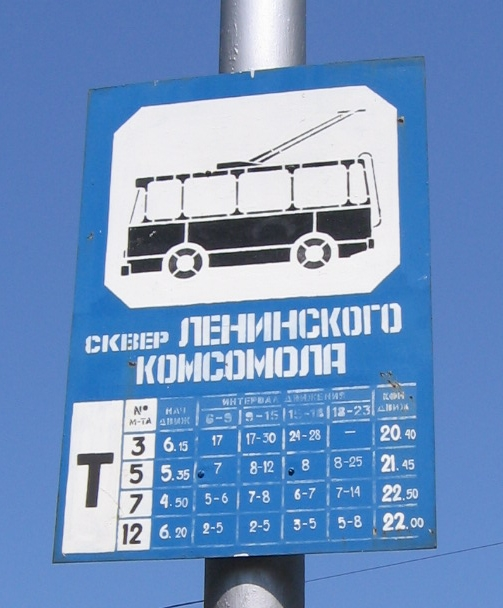
Табличка с расписанием на троллейбусной остановке в Севастополе
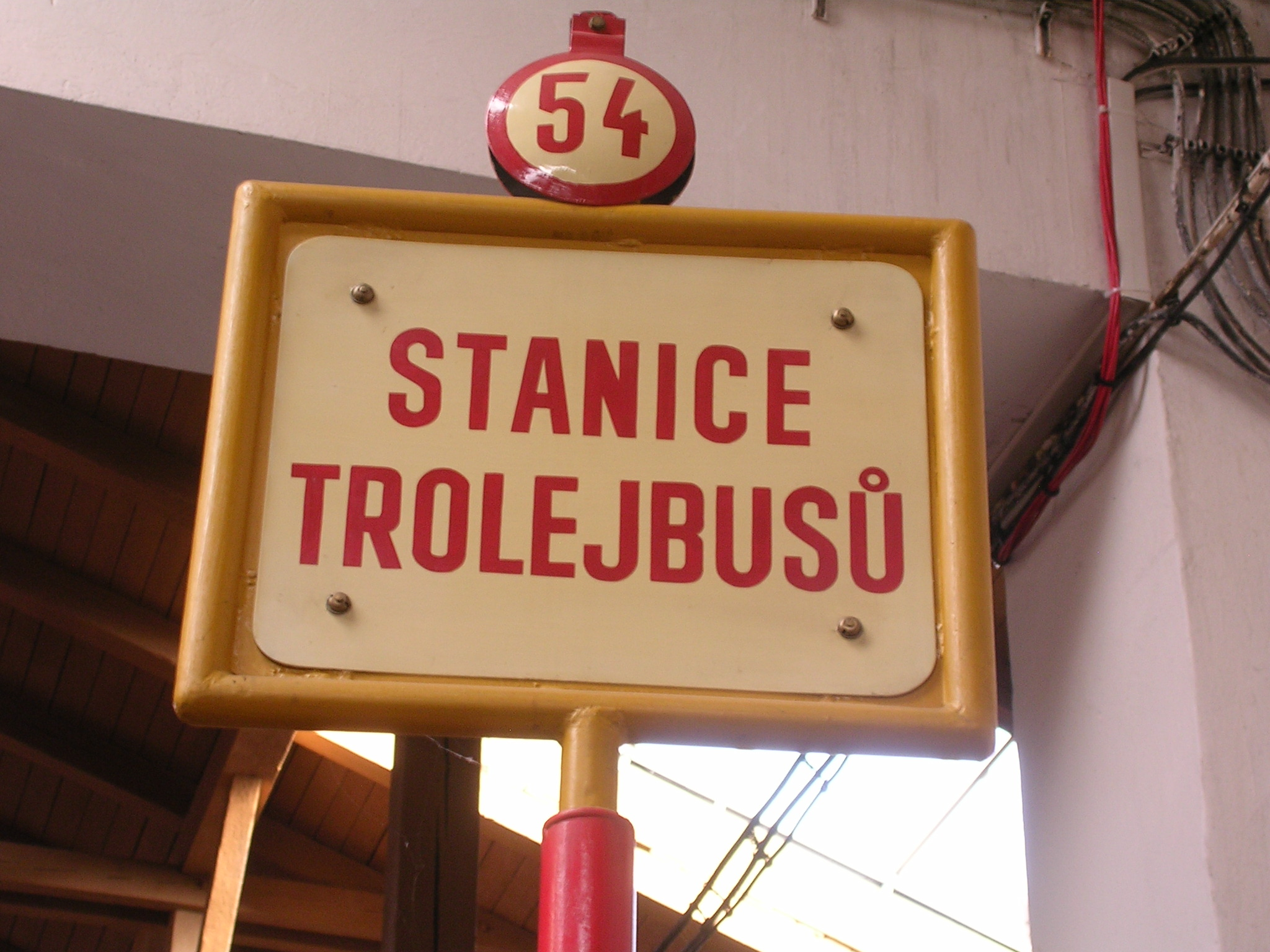
Старая троллейбусная табличка в Праге
В некоторых странах, например в Польше, Чехии, Украине[43] существуют дорожные знаки, обозначающие троллейбусную остановку

### Троллейбусные предприятия
Хранение, ремонт и техническое обслуживание подвижного состава производится в троллейбусных депо (в некоторых городах называемых парками). В депо могут быть как открытые стоянки с разветвлённой контактной сетью, так и закрытые боксы. На территории троллейбусных депо размещаются также цеха по обслуживанию и ремонту троллейбусов, гаражи для специальной техники, склады для хранения расходных материалов (шин, контактных вставок, смазочных материалов и т. д.) и инструментария, помещения для окраски, сушки, медпункт, диспетчерский пункт, комнаты отдыха и т. д. Существуют совмещённые трамвайно-троллейбусные или автобусно-троллейбусные депо.

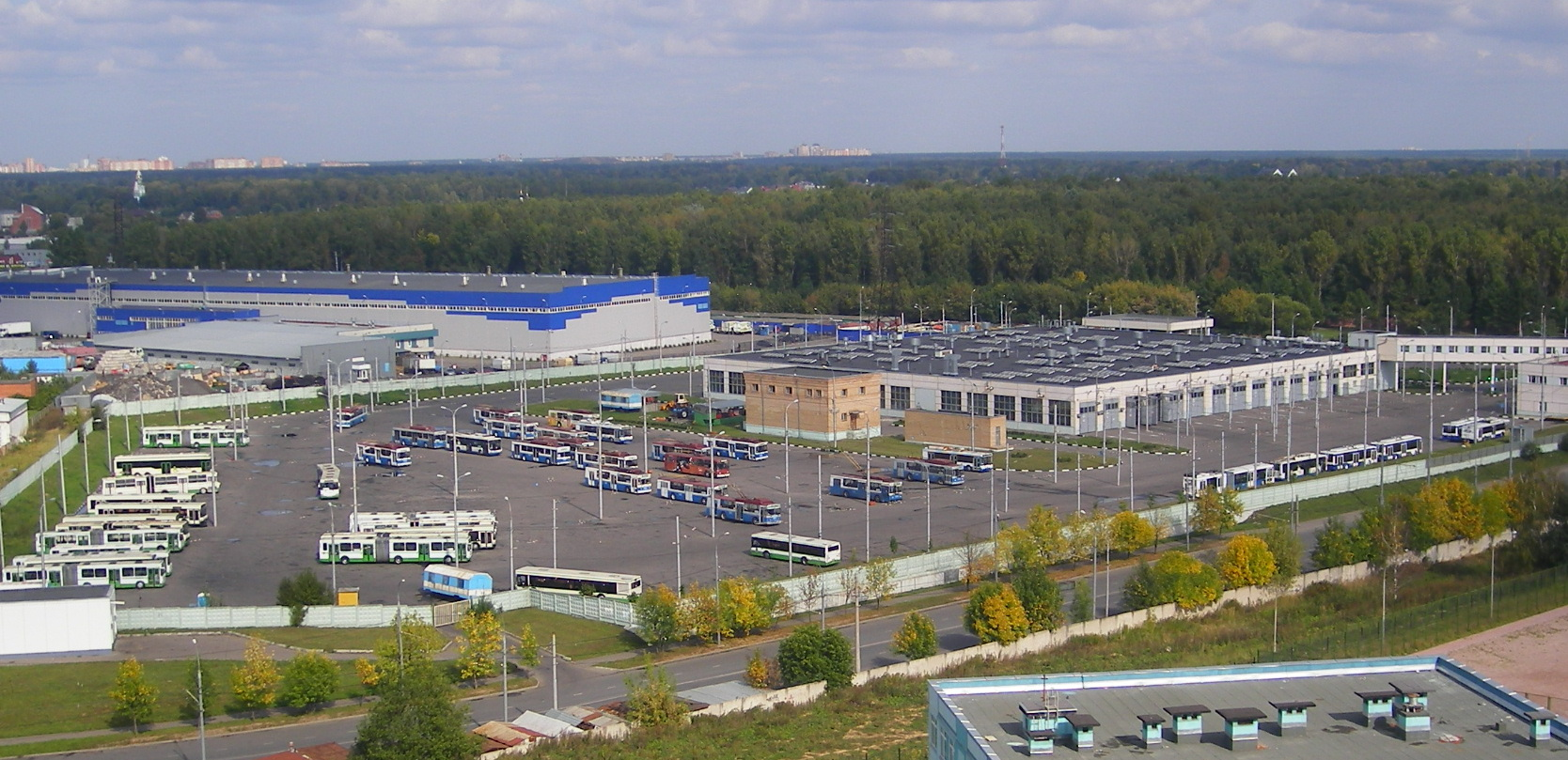
Новокосинский автобусно-троллейбусный парк в Москве
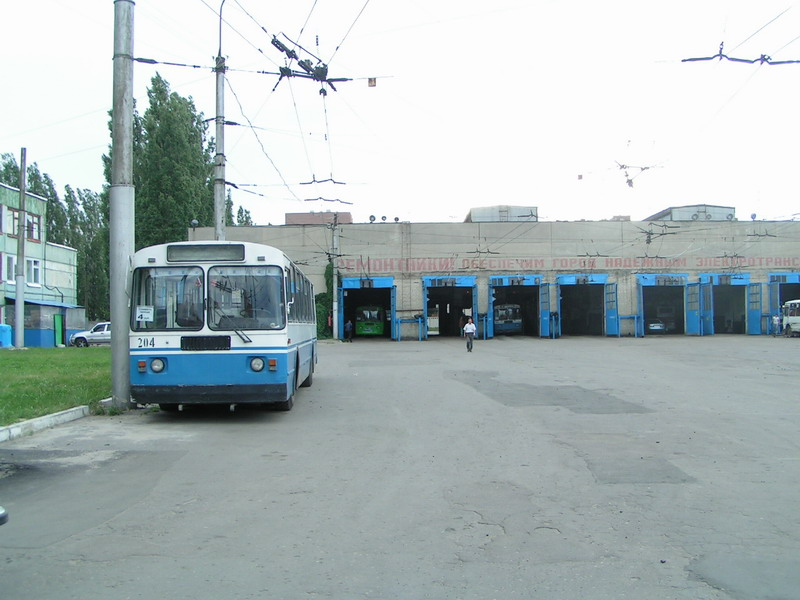
Боксы второго троллейбусного парка Воронежа
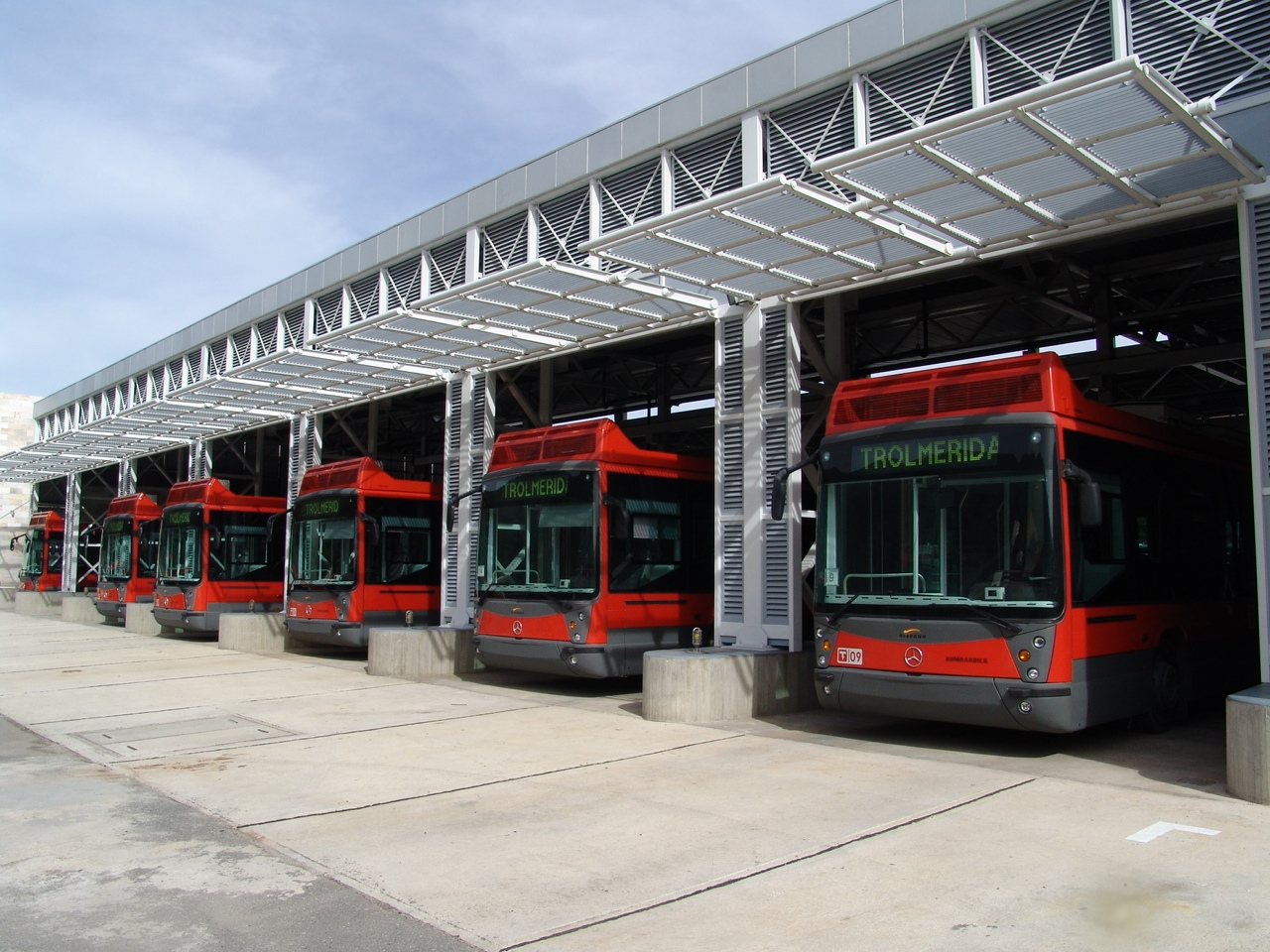
Депо в Мериде, Венесуэла, эксплуатирующее дуобусы
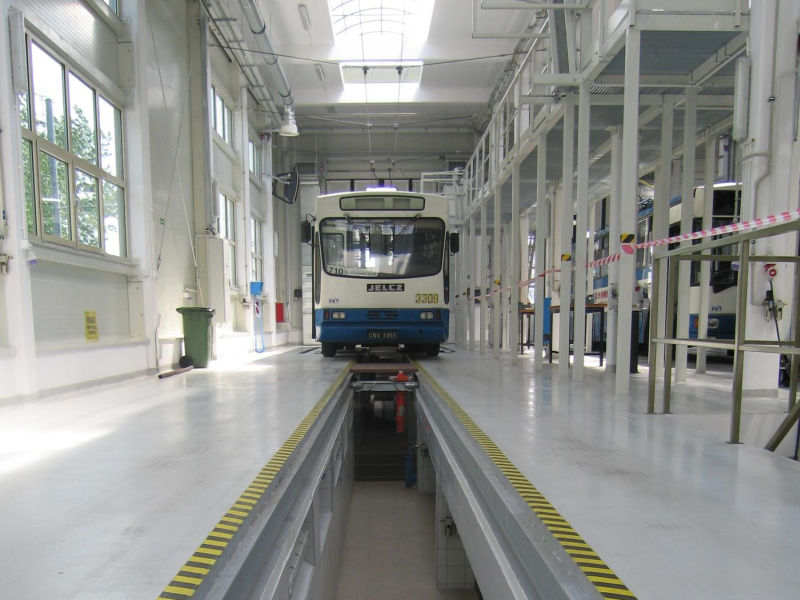
Троллейбус Jelcz 120ME въезжает на смотровую яму в депо в Гдыне

### Разворотные пункты
Конечные пункты троллейбусов имеют оборотные кольца. В первых троллейбусных системах на конечных пунктах устраивались треугольники (например в Инстербурге). Обычно есть разветвления контактной сети для возможности отстоя троллейбусов, обгона различных маршрутов. (Современные троллейбусы с системами автономного хода и с дистанционно управляемым подъёмом-опусканием токосъёмных штанг уже не нуждаются в таком разветвлении.) Иногда обустраиваются пункты контроля технического состояния, диспетчерские пункты. В пунктах контроля технического состояния производится прежде всего проверка сопротивления изоляции, состояния штанг, тормозов и прочих узлов, от которых зависит безопасность движения.
Примеры конечных остановок и оборотных колец

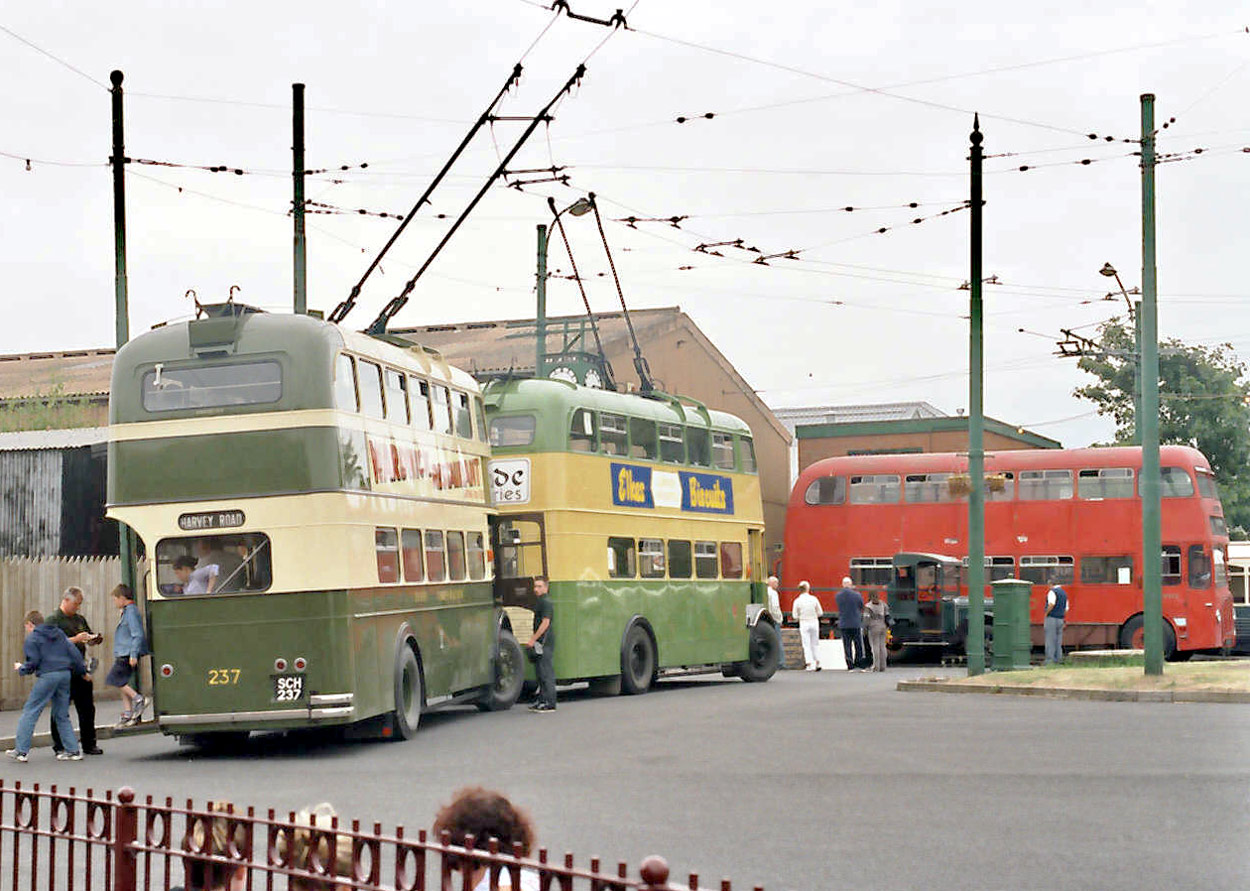
Музей под открытым небом Блэк Кантри в Дадли, Великобритания
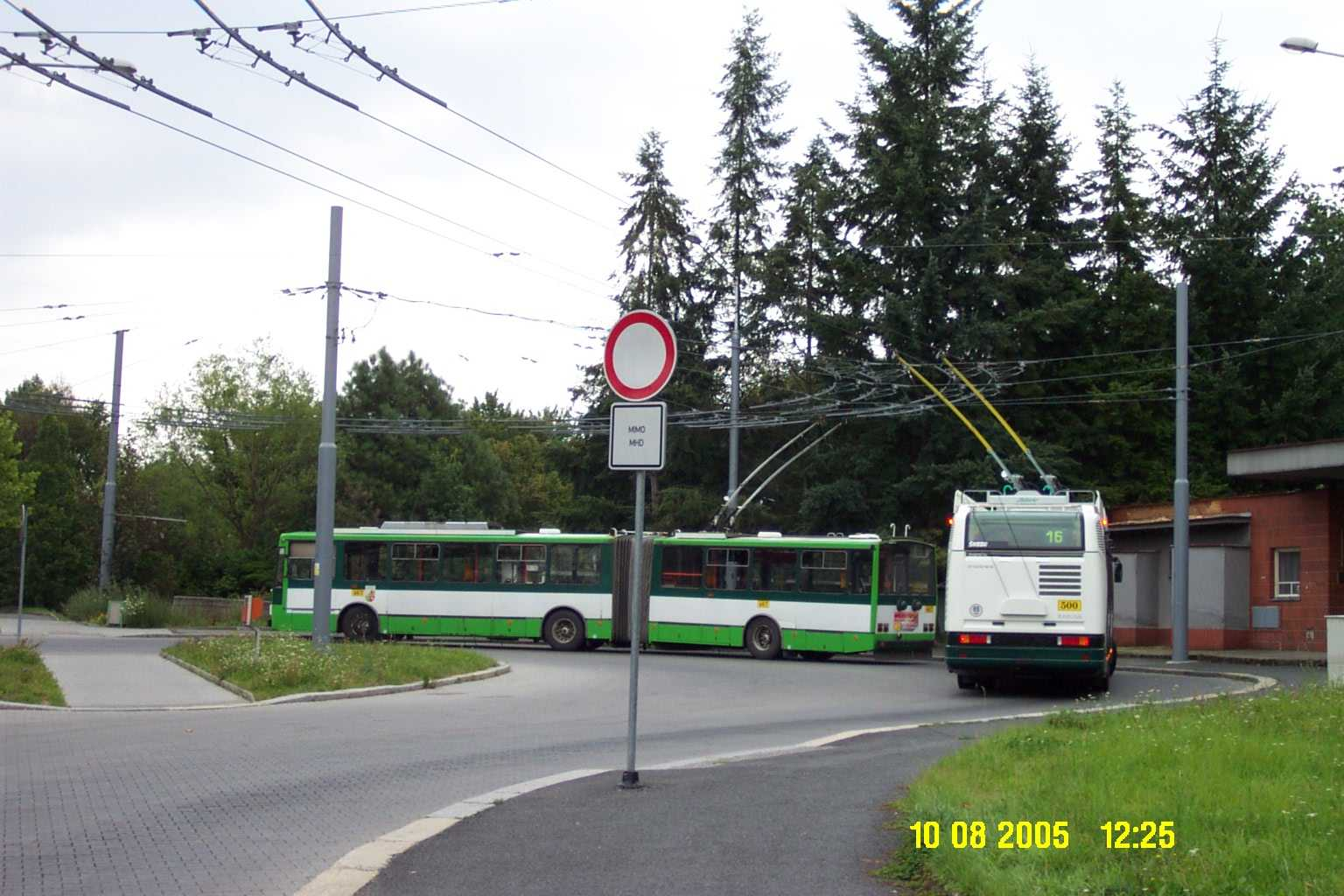
Пльзень, Чехия
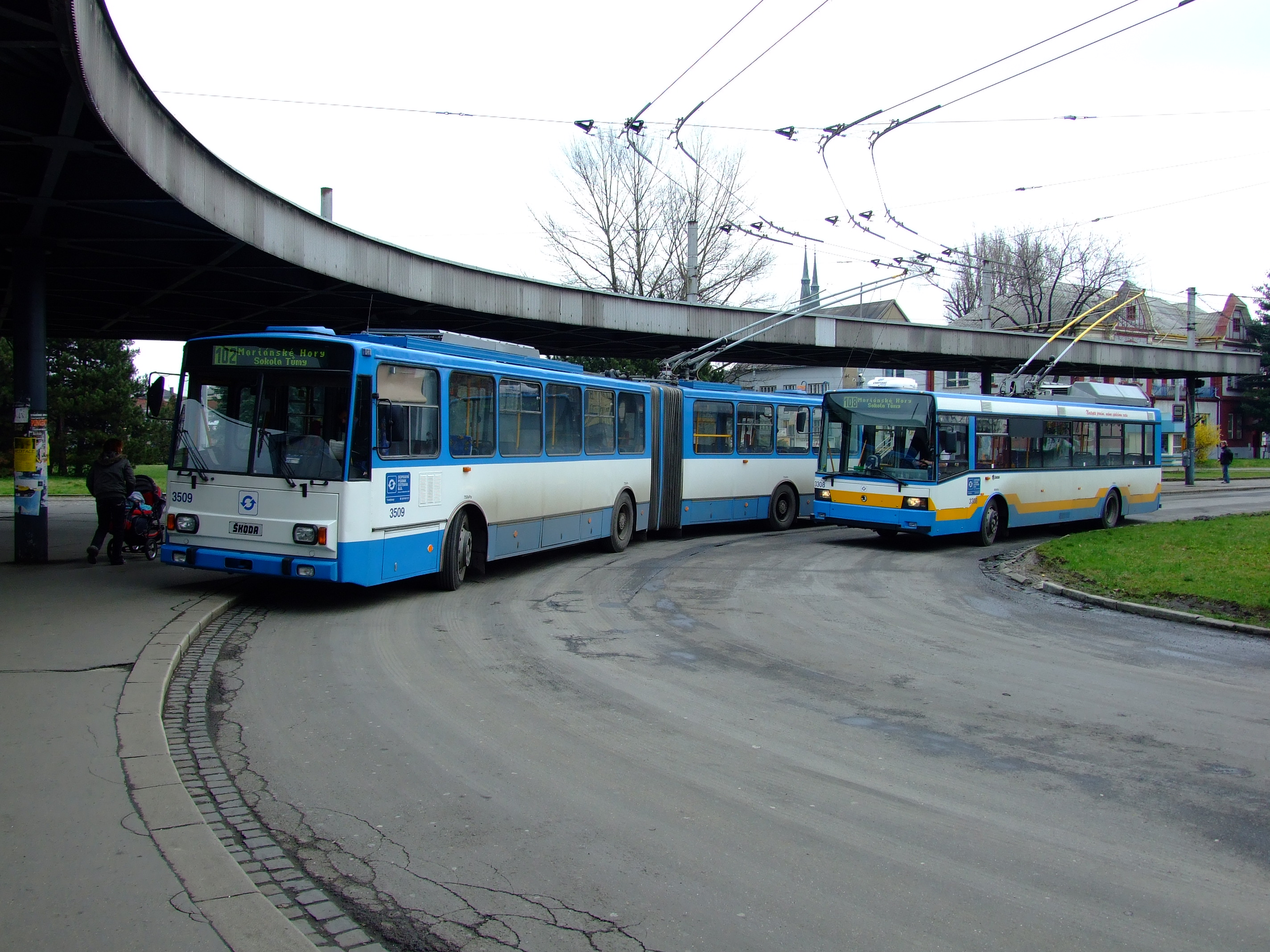
Острава, Чехия
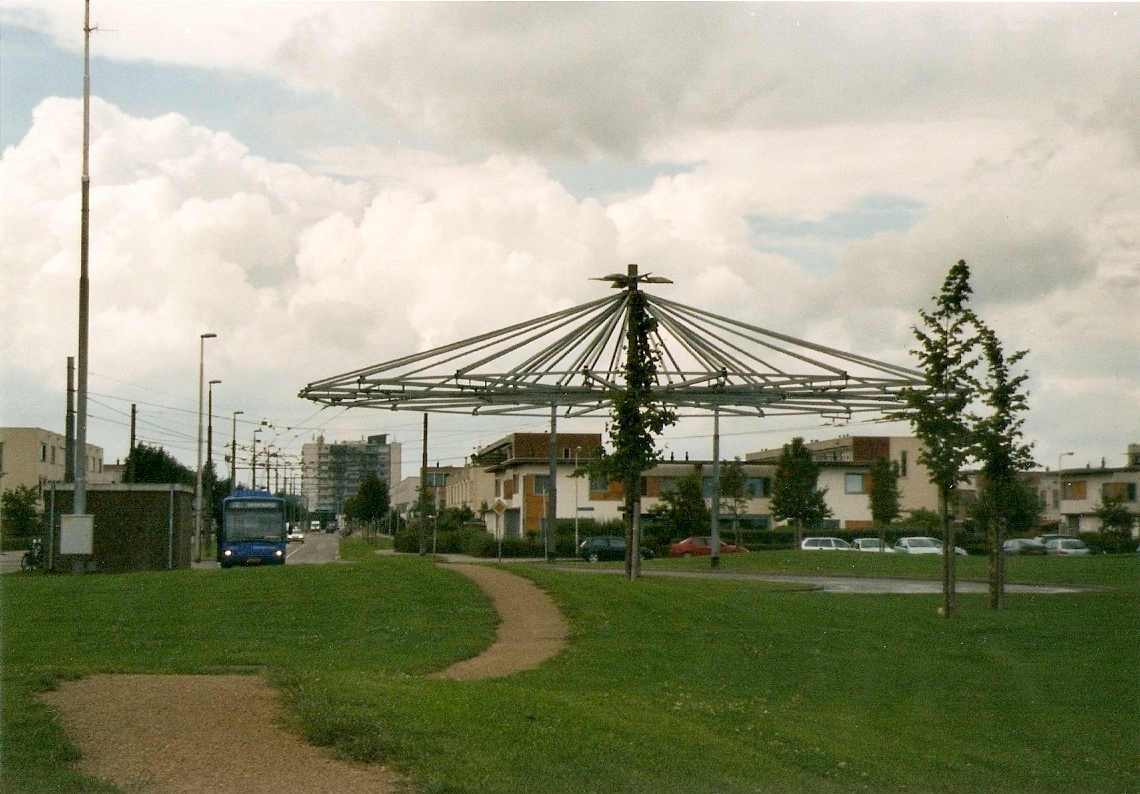
Арнем, Нидерланды

### Скорость движения
Обычно в технических характеристиках троллейбусов указывается максимальная конструкционная скорость 60-75 км/ч. В новых троллейбусах можно встретить установленные в контроллере ограничения, не позволяющие двигаться с большей скоростью. Теоретически возможно создание троллейбусных линий, работающих на большей установившейся скорости, но основным ограничением является контактная сеть и токосъёмники. Проблема в том, что штанговый токоприёмник очень чувствителен к дефектам контактной сети и дорожного покрытия. Также вероятность схода токоприёмника увеличивается при отклонении троллейбуса от контактной сети, что очень сильно ограничивает манёвренность троллейбуса на большой скорости. Для достижения большей скорости требуется применять более сложную подвеску контактной сети (в частности цепную) и увеличивать прижимную силу токоприёмника (что приводит к ускоренному износу контактных вставок и контактной сети). Поэтому троллейбусы достаточно редко используются на междугородних линиях — они применяются в основном в городах, где разрешено движение с максимальной скоростью 60 км/ч, и где более ценным является их свойство  преодолевать крутые подъёмы до 8-12 %.
Также причиной ограничений скорости троллейбуса являются спецчасти контактной сети. Применяемые в большинстве городов стран СНГ спецчасти имеют следующие ограничения по скорости прохождения:
- пересечение троллейбусных линий: 20 км/ч;
- троллейбусные стрелки: 10 км/ч;
- спецчасти разводных мостов: 5 км/ч.

В большинстве европейских стран, в США и Канаде используются современные спецчасти, рассчитанные на нормальную скорость их прохождения (скорость транспортного потока, т.е. 30-50 км/ч). При этом троллейбусы не сбрасывают скорость при их прохождении, проходят стрелки и пересечения контактных сетей с обычной скоростью и таким образом не тормозят транспортный поток. Однако на территории России и большинства стран бывшего СССР такие спецчасти практически не используются.
В некоторых городах, например, в Золингене (Германия), — применение современных спецчастей позволяет использовать троллейбусы-гармошки в качестве пригородного транспорта для связи города с густонаселёнными пригородами.

## Подвижной состав
Кроме пассажирских троллейбусов, составляющих основную часть парка, в ведении троллейбусных управлений могут находиться учебные, экскурсионные, служебные, грузовые троллейбусы, машины обслуживания контактной сети, тягачи-эвакуаторы для буксировки неисправных или оказавшихся на обесточенных участках контактной сети троллейбусов.
Грузовой троллейбус (троллейвоз, троллейтрак, или троллейкар) широко использовался на заре развития троллейбусного транспорта: к примеру, довольно успешными были системы грузовых перевозок Макса Шиманна. В России он не нашёл широкого распространения в связи с тем, что стоимость эксплуатации троллейвоза оказалась выше, чем грузовика. В основном, грузовые троллейбусы использовались во время Великой Отечественной войны, когда большинство грузовиков было отправлено на фронт. В большинстве случаев требуется наличие систем автономного хода, обычно на основе дизельных генераторов. На сегодняшний день в большинстве своём сохранившиеся троллейвозы переоборудованы в тягачи для буксировки неисправных троллейбусов или в лаборатории технадзора контактной сети, а иногда даже просто в грузовики.
Среди машин для обслуживания контактной сети (троллейбусы специального назначения) — передвижные лаборатории технадзора, ремонтные вышки и иногда инеесбиватели для борьбы с обледенением контактного провода. Чаще всего для борьбы с обледенением просто пускают на линию на всю ночь несколько троллейбусов с металлическими вставками вместо графитовых.
Специальные троллейбусы и спецтехника

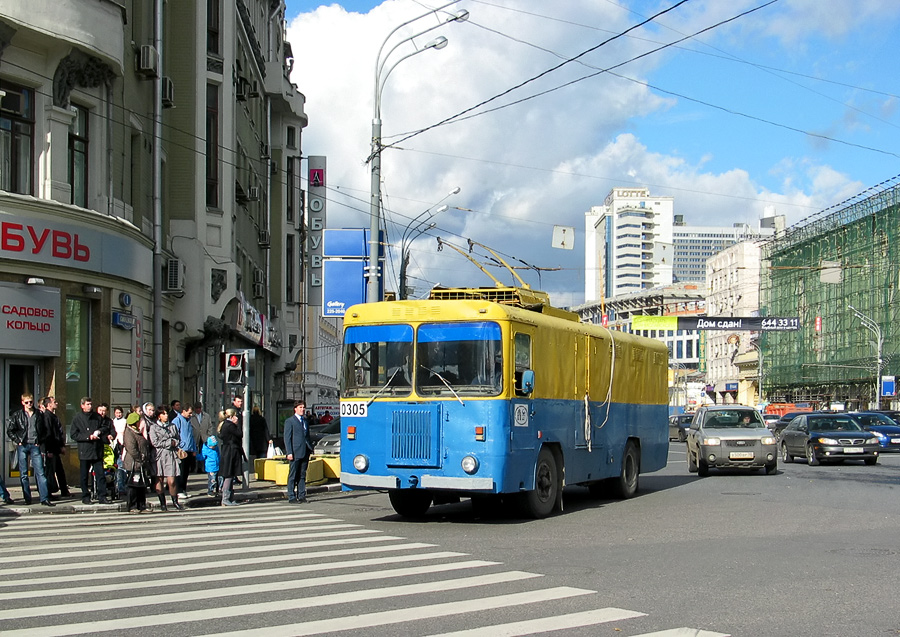
Грузовой троллейбус КТГ-1 в Москве
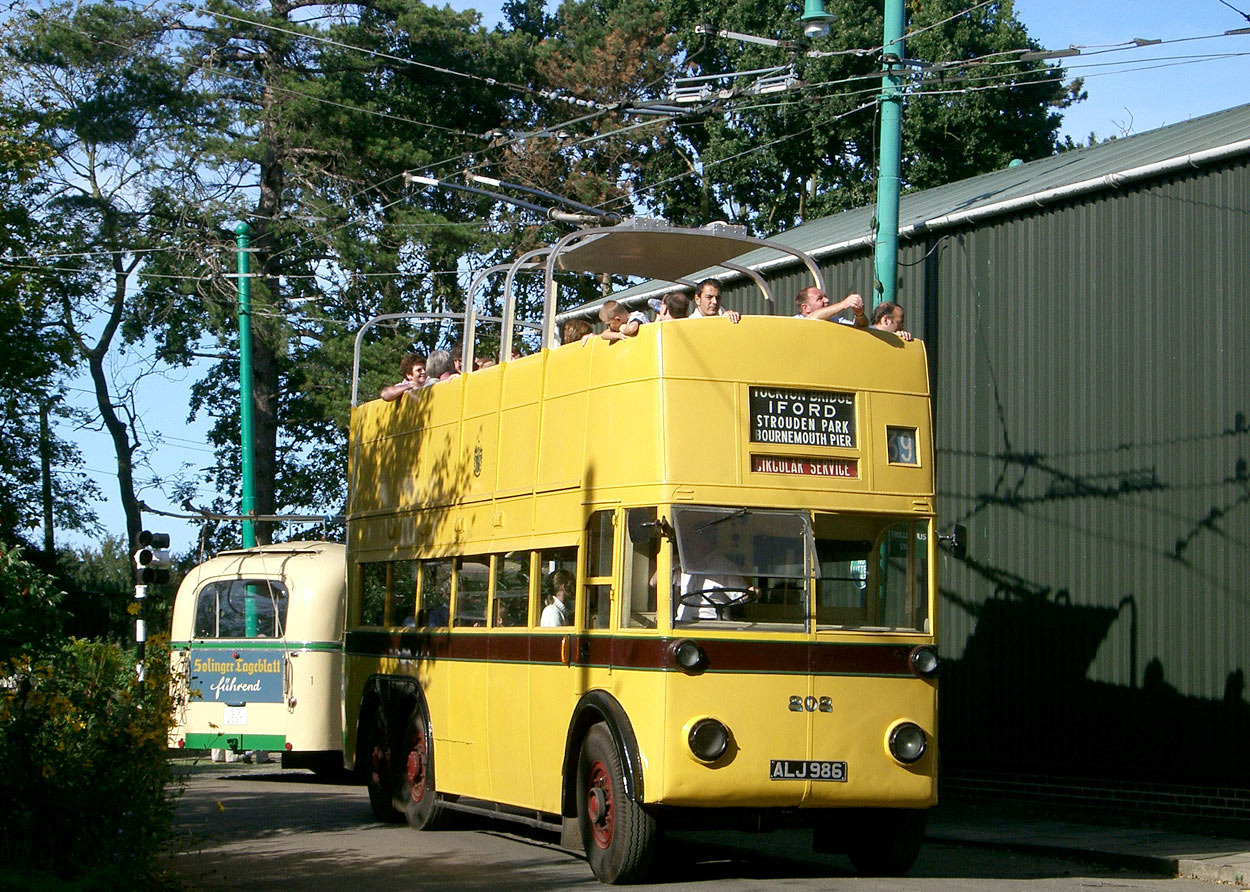
Троллейбус с открытой площадкой предназначен для проведения экскурсий
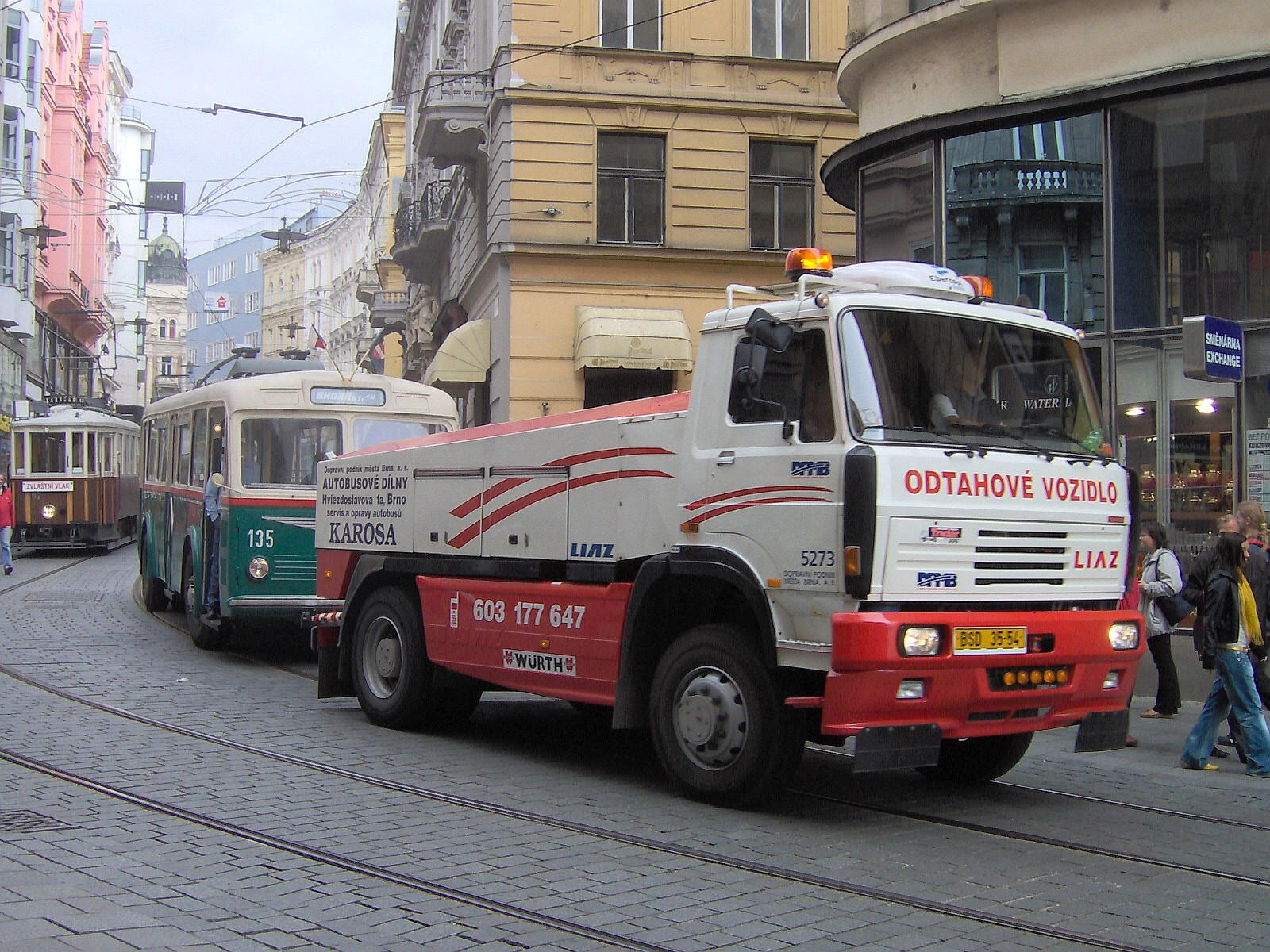
Тягач отвозит троллейбус в депо
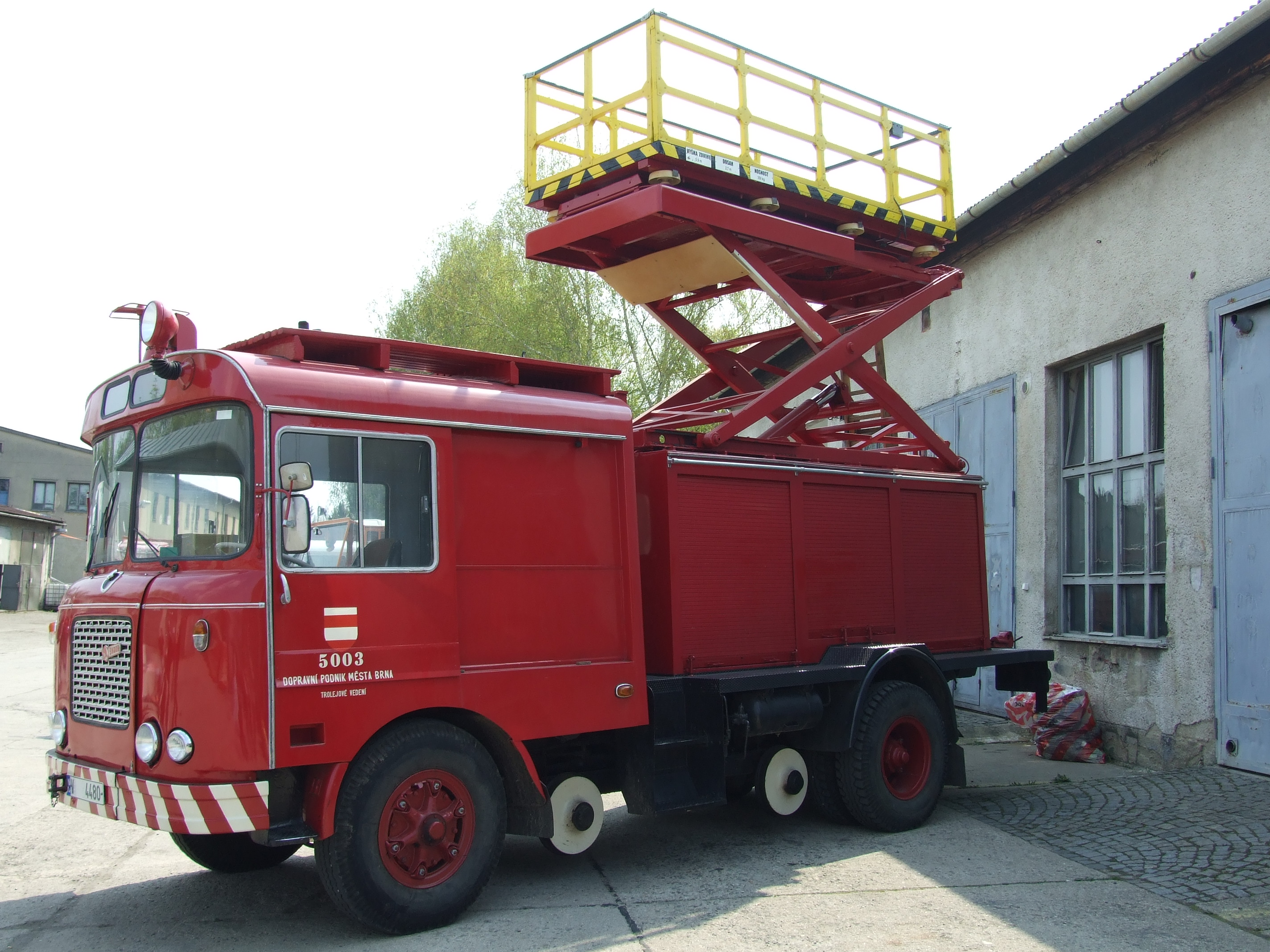
Вышка для обслуживания контактной сети

## Устройство троллейбуса
Троллейбус по конструкции близок к автобусу. Многие производители (например, ЛиАЗ) строят троллейбусы на платформе серийных автобусов. Иногда в троллейбусы переделывали старые автобусы, ранее выходившие на линию, но выработавшие ресурс двигателя (при условии, что состояние кузова позволяло дальнейшую его эксплуатацию). Такие модификации производил, к примеру, Сокольнический вагоноремонтно-строительный завод. Тем не менее, конструкция троллейбуса имеет существенные отличия. Вся ходовая часть, тяговая передача и частично органы управления схожи с оборудованием автобусов. А тяговый электродвигатель, система электрического управления и электроаппаратура имеют много общего с электрооборудованием подвижного состава электрических железных дорог.
|  |

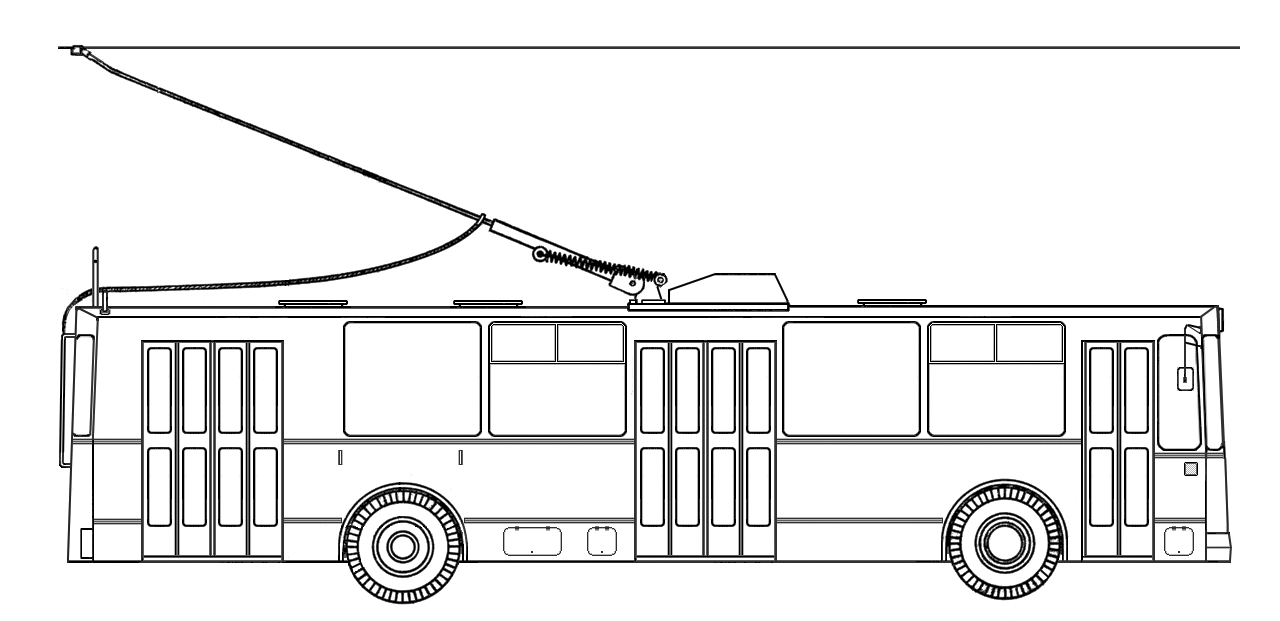
Элементы конструкции троллейбуса (на примере ЗиУ-682В)

К основным составным частям троллейбуса относят:
- кузов (с рамой, или несущий);
- тяговый электродвигатель;
- тяговую передачу;
- ходовую часть, включая:
  - раму (если есть),
  - передний мост,
  - задний мост,
  - ступицы с колёсами,
  - подвеску и амортизаторы;
- рулевое управление;
- тормозное оборудование;
- пневматическое оборудование;
- пускорегулирующую аппаратуру;
- вспомогательное электрическое оборудование.

### Шасси и компоновка
Шасси может иметь рамную или безрамную конструкцию. При использовании рамной конструкции узлы, агрегаты и кузов крепятся к раме, которая воспринимает динамические нагрузки и обеспечивает прочность конструкции. В безрамной конструкции узлы крепятся непосредственно к кузову, для чего в кузове сделаны соответствующие посадочные места, а все нагрузки распределяются по элементам кузова.

#### Кузов
Как и кузов автобуса, кузов троллейбуса по компоновке может быть однообъёмным или сочленённым, одно- и двухэтажным. Есть отдельные случаи компоновки в виде седельного тягача с пассажирским полуприцепом.

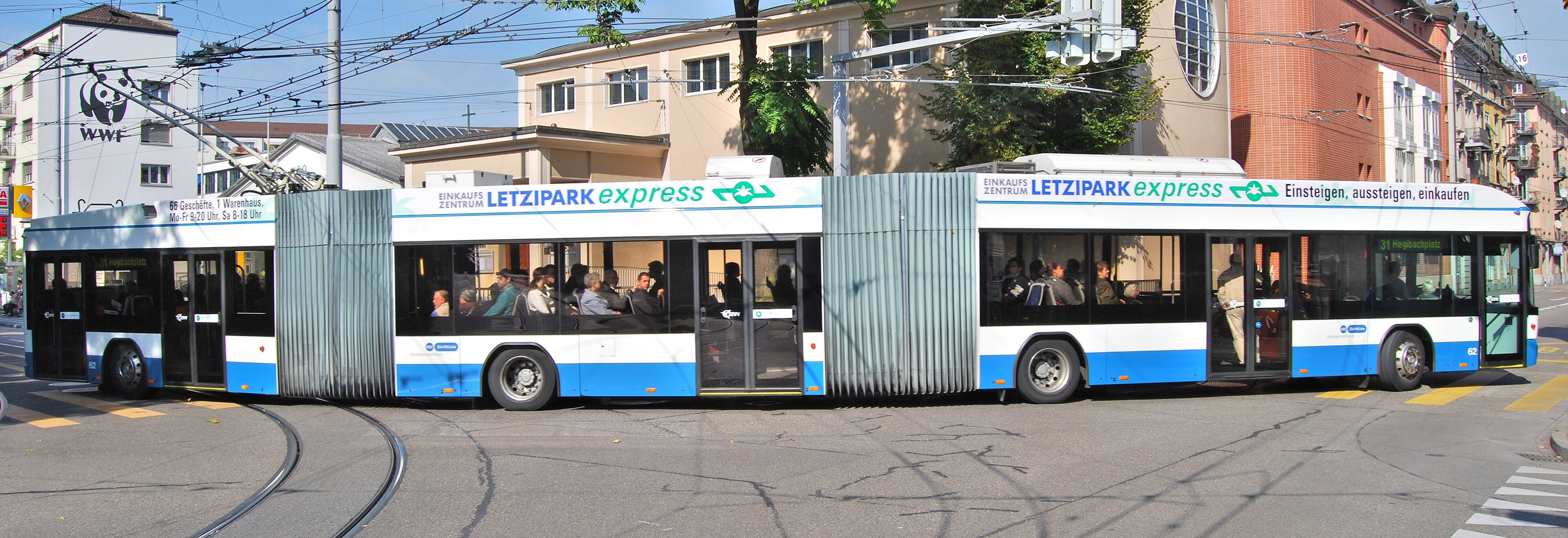
Трёхсекционный сочленённый троллейбус Hess lighTram 3 в Цюрихе

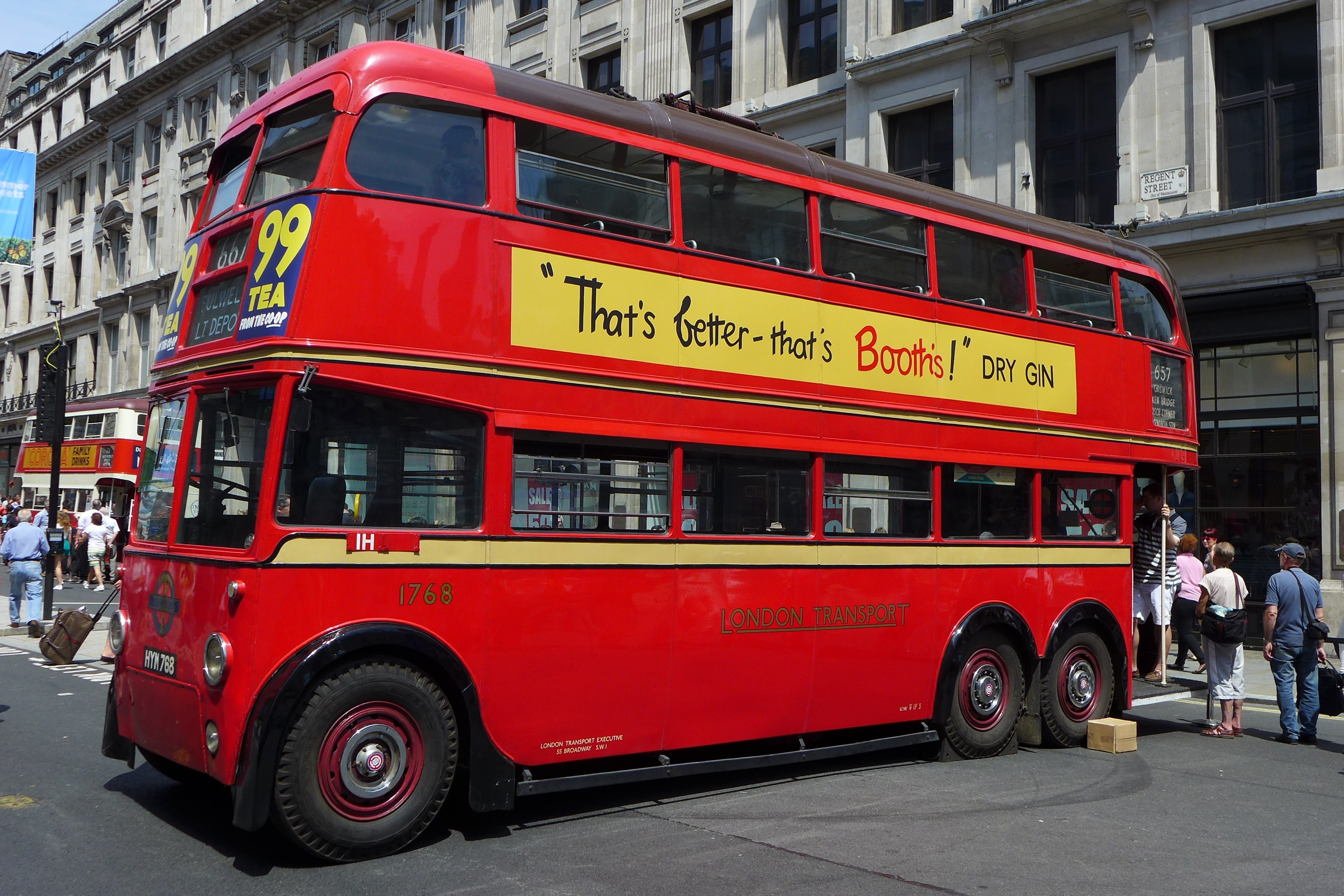
Двухэтажный троллейбус Q1 в Лондоне в 2014 г.

По уровню пола троллейбусы бывают высокопольными, полунизкопольными и низкопольными. Основное преимущество низкопольных троллейбусов в удобстве и скорости посадки и высадки пассажиров (включая погрузку и выгрузку багажа). В низкопольный троллейбус гораздо удобнее внести крупногабаритный багаж, а также детские коляски, велосипеды, проще посадка для пожилых людей. Часто низкопольные троллейбусы оборудуют выдвижным пандусом для инвалидов в колясках. Основной недостаток низкопольного кузова — в некотором уменьшении вместимости, так как колёсные арки занимают больше места в салоне и разместить на них сидения гораздо сложнее. Кроме того, полунизкопольные троллейбусы имеют либо ступеньку в салоне, либо наклонный пол, неудобный для стоящих пассажиров. В целом, однако, низкопольный троллейбус получается более вместительным, чем низкопольный автобус,
потому что значительную часть электрооборудования троллейбуса можно разместить на крыше (что позволяет также снизить уровень шума в салоне от системы управления), а тяговый электродвигатель занимает совсем немного места, по сравнению с двигателем автобуса.
Для входа и выхода пассажиров в кузове имеются дверные порталы (на российских троллейбусах например только по правому борту). Количество дверных порталов может быть от одного (например в некоторых экземплярах троллейбуса ЯТБ-3) до пяти (в сочленённых троллейбусах). Двери могут быть ширмовыми, поворотно-сдвижными, сдвижными или прислонно-сдвижными. Преимущество поворотно-сдвижных дверей в том, что они легко закрываются даже в переполненном троллейбусе. Прислонно-сдвижные двери обеспечивают наибольшую среди описанных конструкций герметичность, обеспечивая защиту от сквозняков и брызг. Привод дверей может быть пневматическим или электрическим.
Створки дверей выполняются из металла и обязательно оснащаются резиновыми уплотнениями, предотвращающими проникновение влаги, снега и пыли в пассажирское помещение.
В Великобритании некоторые двухэтажные троллейбусы не имели дверей. Вход и выход осуществлялся через открытую площадку, аналогично тому, как это было сделано в автобусах рутмастер.
Двери современных троллейбусов оснащаются функцией противозащемления, системой аварийного открывания дверей снаружи и изнутри троллейбуса, а также сигнализацией требования пассажиров о необходимости их открывания (связь с водителем).

#### Салон
Пассажирский салон — это пространство, предназначенное для пассажиров, за исключением любого пространства, в котором расположены закреплённые элементы оборудования, такие как буфеты, кухни или туалеты.
Салон троллейбуса может быть предназначен:
- для перевозки стоящих пассажиров, обеспечивающий возможность пассажирообмена;
- для перевозки, главным образом, сидящих пассажиров, также предусматриваться перевозка стоящих пассажиров, находящихся в проходах и/или зонах, не превосходящих по своей площади пространства, необходимого для размещения двух двойных сидений (наиболее распространён в России);
- исключительно для перевозки сидящих пассажиров.

Пассажирские сидения могут быть как совместного, так и раздельного типа. Крепление сидений обычно консольное, обеспечивающее возможность механической уборки салона.
В среднем одно сидячее место занимает столько же пространства, сколько три стоячих. Поэтому в троллейбусах иногда устанавливаются откидные сидения, позволяющие экономить место в часы пик. Для стоящих пассажиров, в целях безопасности, по обеим сторонам дверей и вдоль всей или большей части салона предусматриваются металлические поручни, хромированные, крашеные или покрытые пластиком. Верхние горизонтальные поручни оснащены кожаными или пластиковыми ручками. Концы вертикальных поручней закреплены в полу и на потолке напрямую или через горизонтальные поручни.
Перед дверями устраиваются накопительные площадки, на которых располагаются пассажиры, только что вошедшие в салон или готовящиеся к высадке. Также на них обычно располагаются пассажиры с крупногабаритными грузами, например с детскими колясками.
Особенность двухэтажных троллейбусов в том, что перевозка стоящих пассажиров в них, во избежание потери устойчивости троллейбуса, разрешается лишь на первом этаже. Кондуктор обязан строго за этим следить. Сложность контроля заполнения такого троллейбуса — одна из причин, по которой двухэтажные троллейбусы в СССР не прижились.
Для удобства посадки и высадки пассажиров у основания дверей сделаны подножки (у низкопольных троллейбусов отсутствуют), скрытые при закрытых дверях. Высота дверного проёма обычно составляет не менее двух метров. Подножки изготавливаются из металла и покрываются резиной, а края подножек окантованы резиновыми угольниками — это защищает пассажиров от возможного воздействия токов утечки. В тёмное время суток подножки должны освещаться.

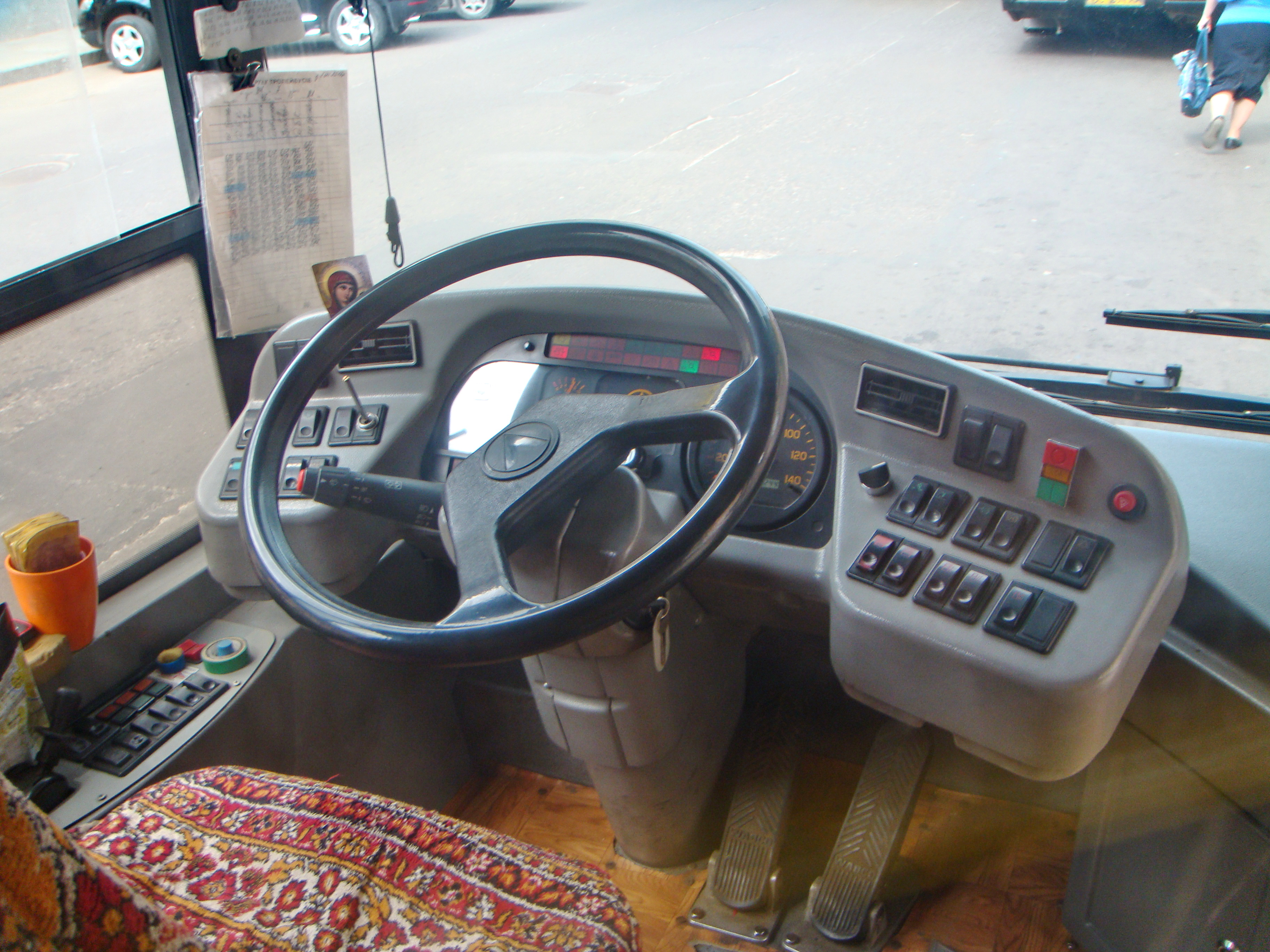
В кабине водителя троллейбуса ElectroLAZ-12
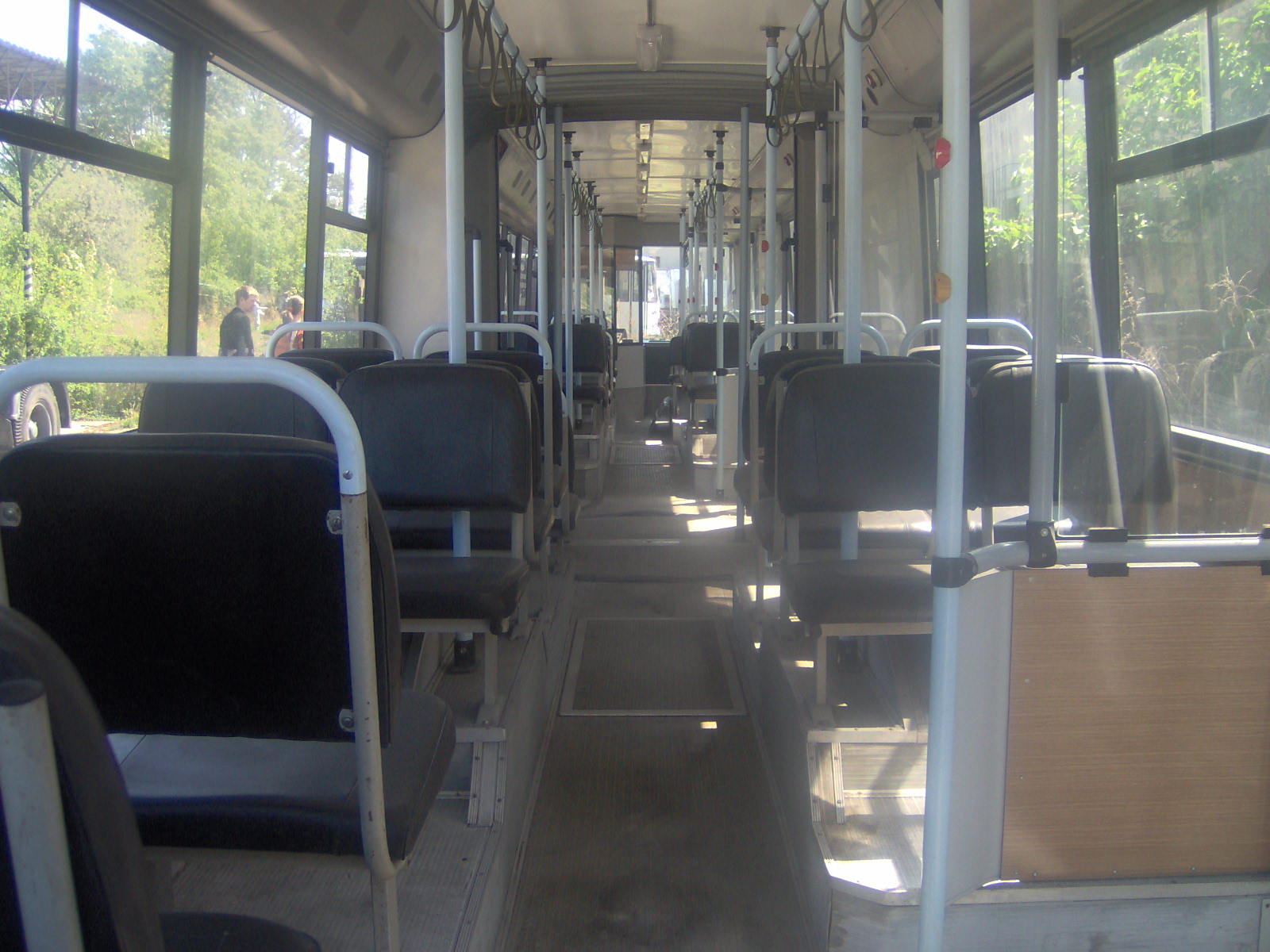
В салоне троллейбуса Škoda 22TrG
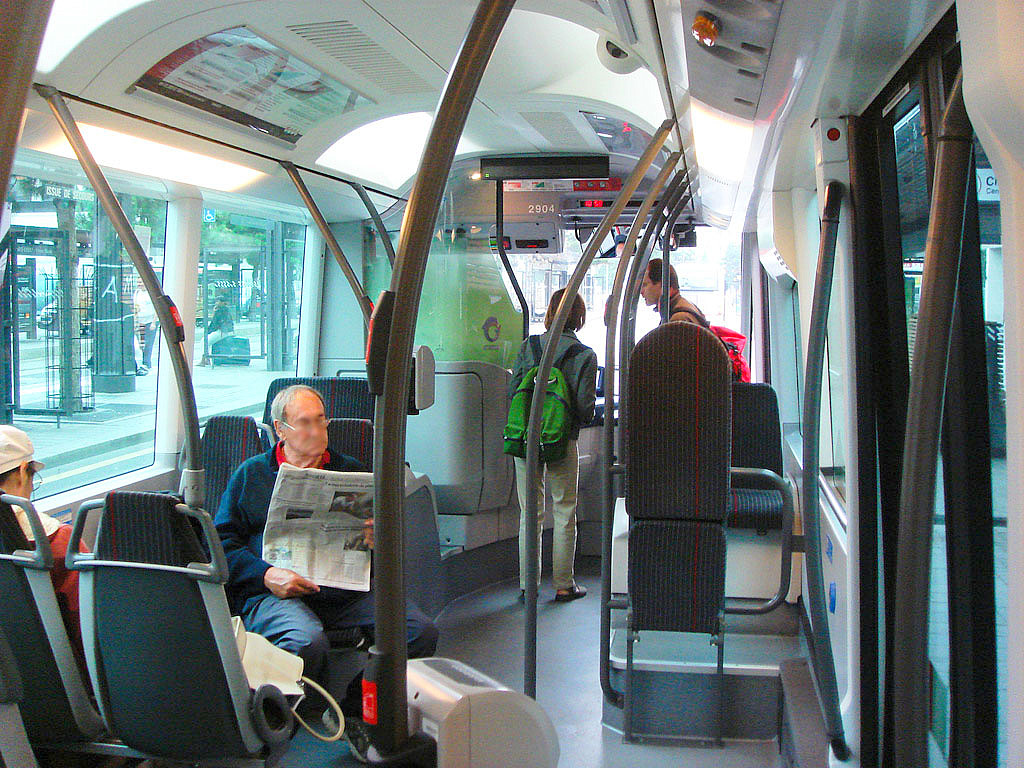
В салоне троллейбуса Irisbus Cristalis
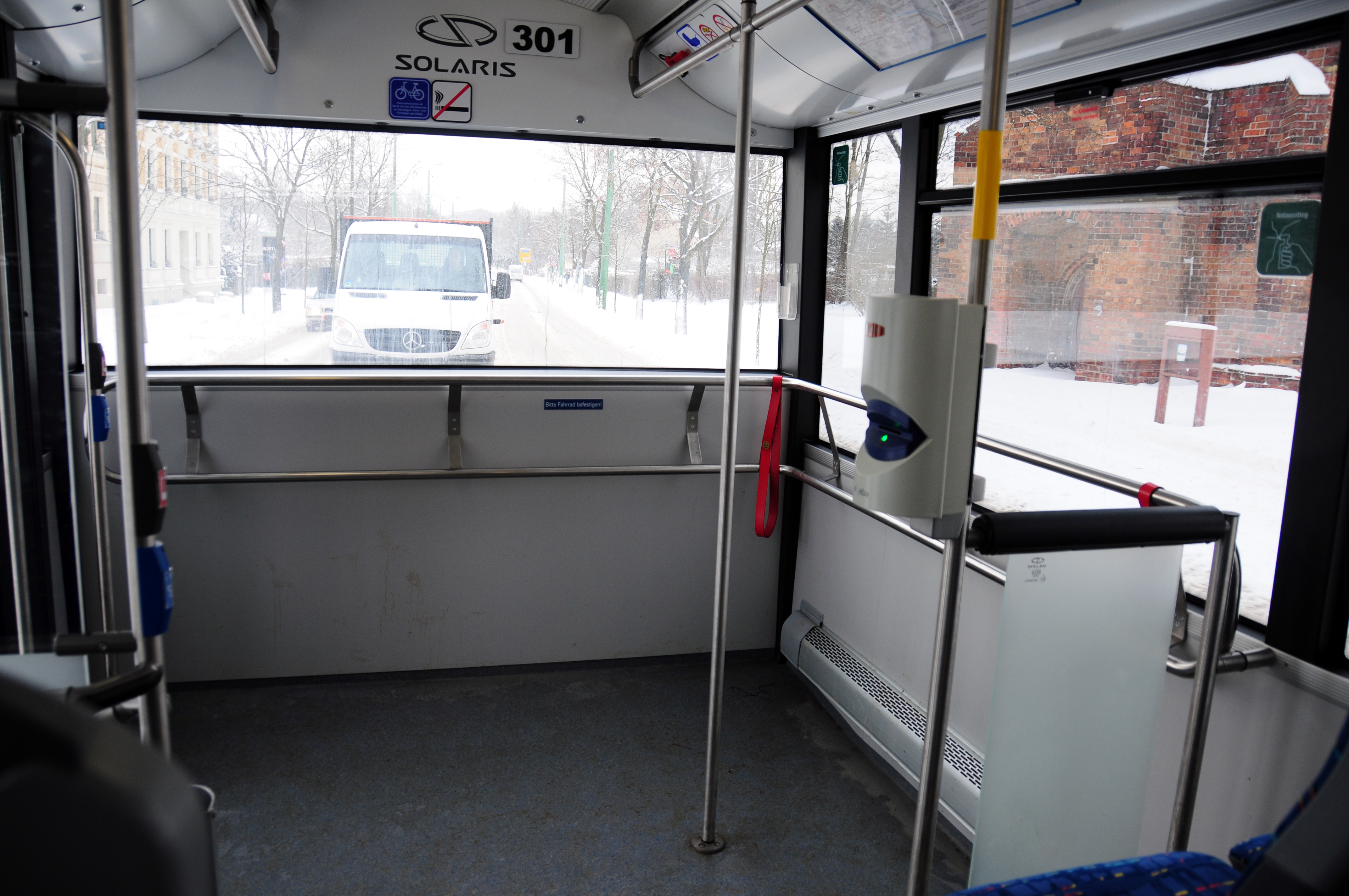
Задняя накопительная площадка троллейбуса Solaris Trollino 18AC

#### Номерной знак и маршрутоуказатели
Во многих странах, в том числе в России, троллейбус не имеет номерного знака. Есть лишь парковый номер, нанесённый на кузове и на стёклах. Это связано с тем, что троллейбус не может передвигаться автономно (без наличия контактной сети), следовательно, его невозможно угнать в корыстных целях. Соответственно, у дуобуса, который может передвигаться автономно, номерной знак должен быть. Также троллейбус должен иметь маршрутоуказатель, на котором обозначается номер маршрута, начальная, конечная и, если возможно, промежуточные станции. Маршрутный указатель располагают в специальных нишах или держателях спереди, сзади и по правому борту в странах с правосторонним движением (соответственно, в странах с левосторонним движением — по левому). В последнее время распространены электронные маршрутоуказатели, на которых маршрут отображается на специальном матричном индикаторе.

### Ходовая часть и трансмиссия

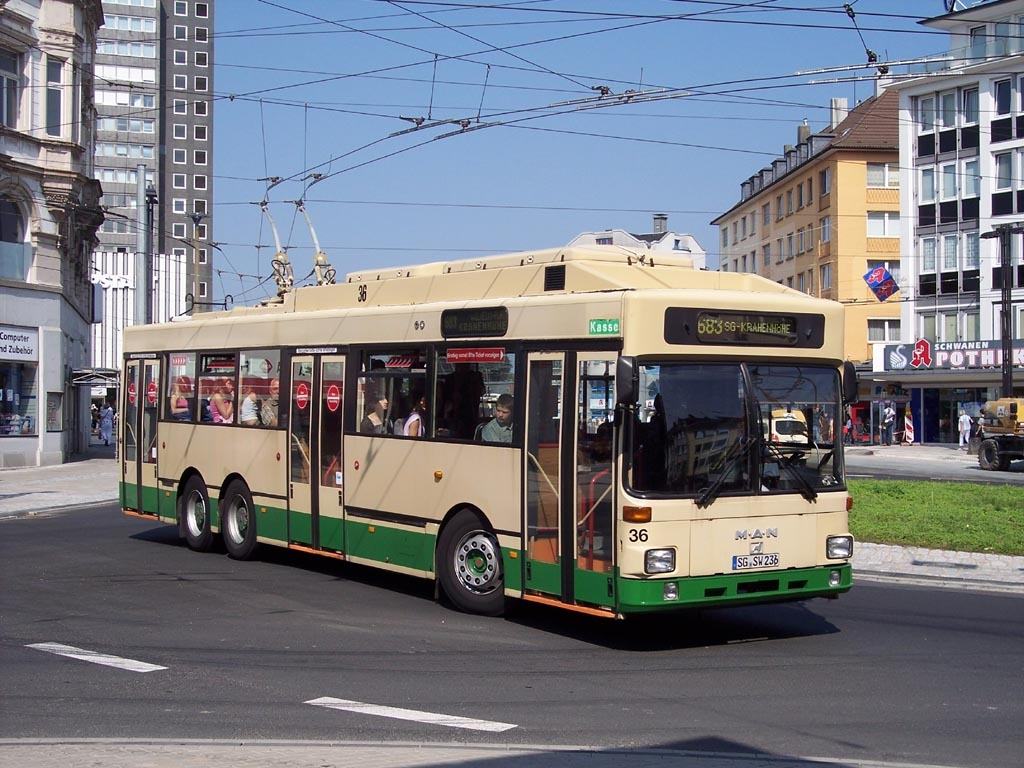
Троллейбус MAN SL 172 HO троллейбусной сети Золингена со сдвоенной задней осью

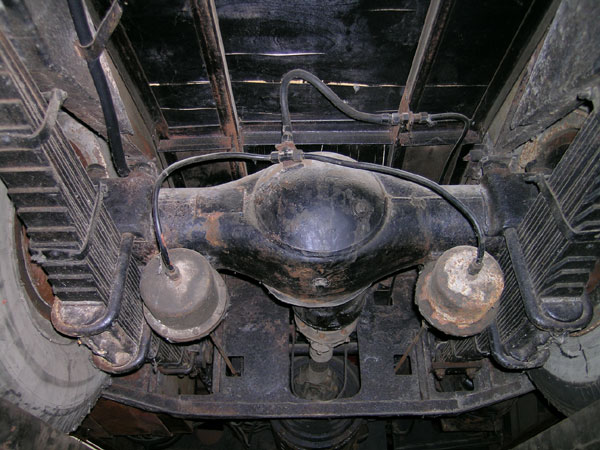
Задний мост троллейбуса ЗиУ-5. Видны карданный вал и тяговый двигатель

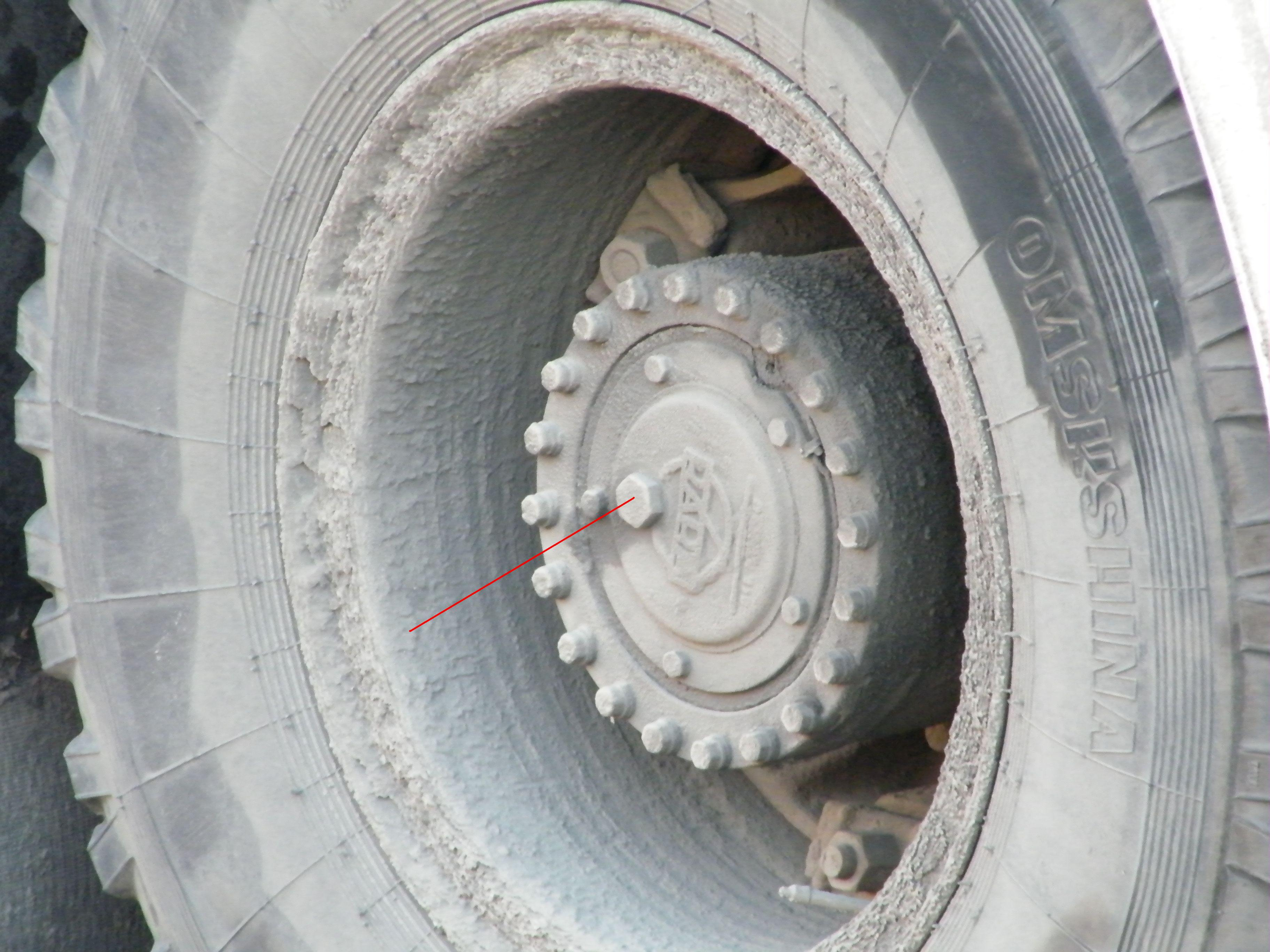
Планетарный редуктор задних колёс троллейбуса. Стрелкой указано место для заливки трансмиссионного масла, завинченное пробкой

Колёса, полуоси, элементы тормозных механизмов и подвески собраны в отдельный конструктивный узел — мост. На специальных опорах обоих мостов устанавливаются ступицы с колёсами, передающие его нагрузку на дорогу. Мост шарнирно соединяется с кузовом при помощи рессорной или иной подвески, а также передаёт нагрузку своей части (передней или задней) троллейбуса на дорогу через колёса. Передний и задний мосты существенно различаются по конструкции, так как, помимо общих функций, они выполняют свои специфические задачи.
Передний мост является менее массивным, но более сложным по устройству. Он содержит в себе механизм поворота колёс.
Задний мост, обычно ведущий (обеспечивает реализацию силы тяги), состоит из полуосей, дифференциала и иногда колёсных редукторов; все это заключено в корпус, образующий балку заднего моста. Иногда задний мост может быть сдвоенным, в этом случае задние колёса зачастую имеют дополнительный механизм поворота для улучшения манёвренности.
Портальный мост — ведущий мост, который, в отличие от обычного, имеет колёсные редукторы, что позволяет разместить его ниже или выше оси колёс. Для городского транспорта актуально расположение моста ниже оси колёс, что позволяет значительно понизить уровень пола в районе ведущего моста. Кроме того, его полуоси обычно имеют разную длину, что позволяет вынести карданный вал и двигатель в сторону от середины салона, а значит — избавиться от повышения уровня пола в задней его части.
Подвеска смягчает и поглощает удары и толчки, возникающие при качении колёса по поверхности дороги. Ранее применялась полностью рессорная подвеска, но на современных троллейбусах применяется подвеска с пневматическими упругими элементами (мембранными или сильфонными «пневмоподушками»). Пневмоподвеска позволяет достичь большей плавности хода, поддерживать неизменный дорожный просвет при изменении нагрузки, а в современных моделях — также управлять дорожным просветом с места водителя, позволяя уменьшать его наклоняя кузов на остановке для удобства посадки и высадки пассажиров. Тем не менее в подвеске троллейбуса могут одновременно с пневмоподушками использоваться и листовые рессоры, играющие вспомогательную роль (как это сделано в троллейбусе ЗиУ-682): рессоры воспринимают усилия, возникающие при трогании и торможении, в то время как толчки от неровностей дороги смягчаются пневмоподушками. Колебания кузова, возникающие при движении по неровностям дороги, гасят амортизаторы.
Применение электродвигателя устраняет необходимость использования коробки передач. Тяговый электродвигатель обычно располагается вблизи ведущего моста, в результате чего троллейбусная трансмиссия получается конструктивно более простой, нежели автобусная. Она содержит карданный вал, редуктор ведущего моста с дифференциалом, и иногда — колёсные редукторы.
Существуют конструкции ведущих мостов, в которых полуось каждого колеса приводится в движением отдельным электродвигателем, или даже с мотор-колёсами, что позволяет обойтись без дифференциала. Такие мосты, в частности, мост ZF AVE 130, получили широкое распространение на электробусах. Однако на троллейбусах применяются редко из-за сложности обеспечения двойной изоляции двигателя от кузова в такой конструкции, а также сложности применения жидкостного охлаждения двигателей.
Наиболее распространёнными являются следующие виды тяговых передач:
1. Тяговая передача имеет один ТЭД, расположенный впереди ведущего моста (наиболее распространённая схема).
2. Тяговая передача имеет один ТЭД, расположенный позади ведущего моста (минимальная протяжённость электропроводки, лучше изоляция, меньше утечка тока).
3. Тяговая передача имеет два ТЭД, расположенных впереди ведущего моста, вращающий момент от каждого ТЭД передаётся своему ведущему колесу (отсутствие дифференциала, тяговые свойства используются более полно).

### Электрооборудование

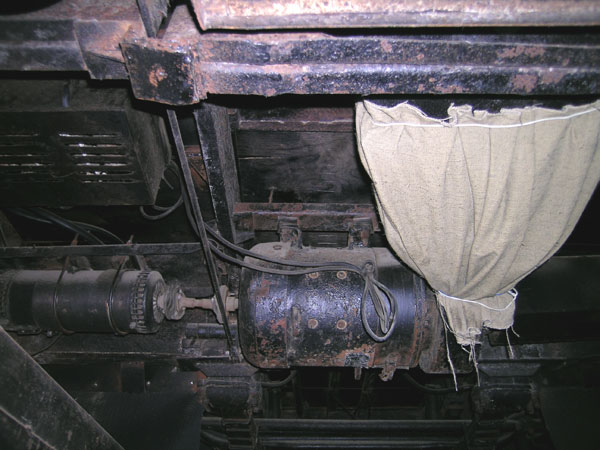
Мотор-генератор троллейбуса ЗиУ-5

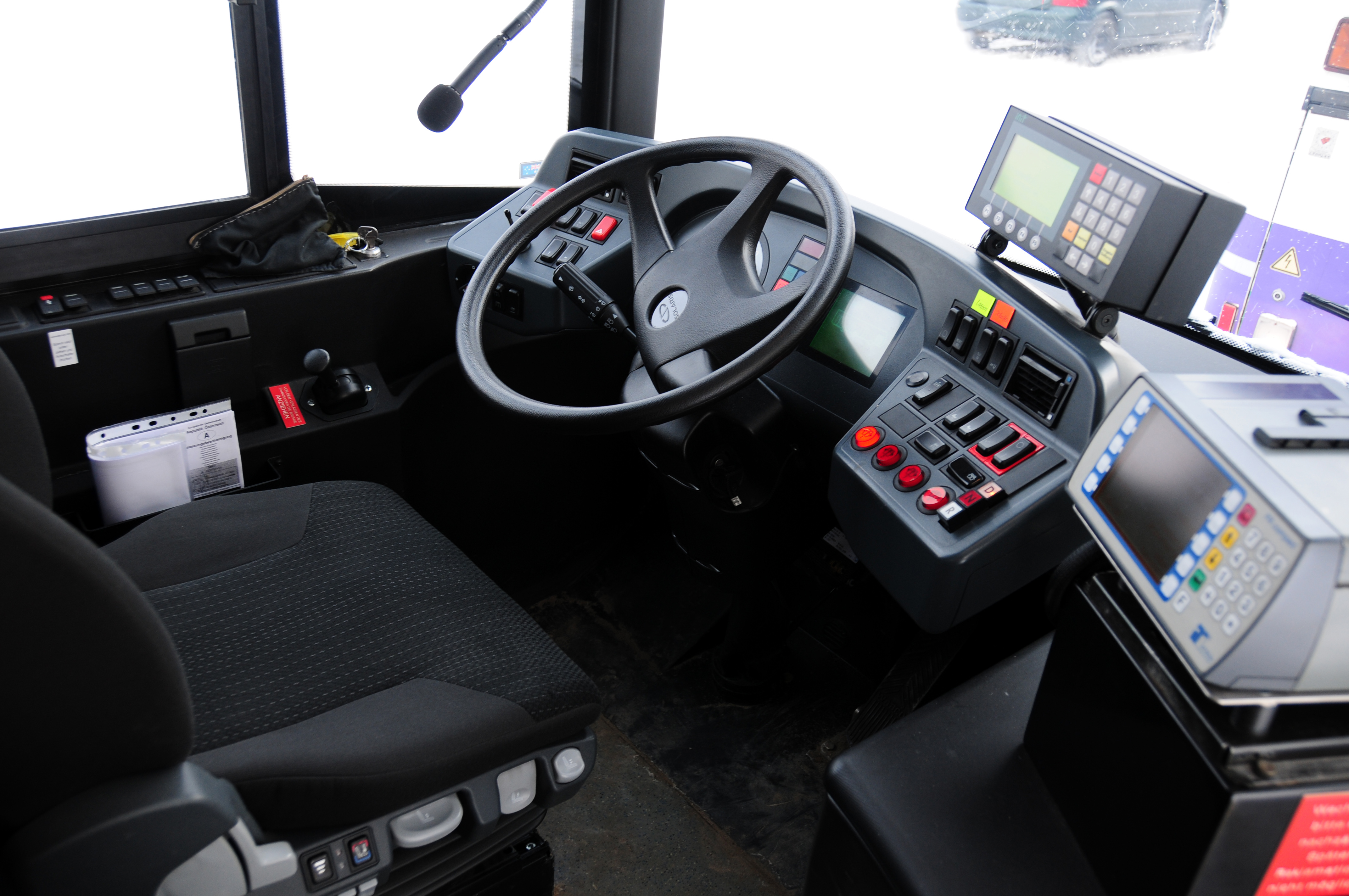
Бортовой компьютер устанавливается на современные троллейбусы — такие, как Solaris Trollino 18

Электрическую схему троллейбуса условно делят на высоковольтные (550 В) и низковольтные (12, 24 или 28 В) цепи. Высоковольтные цепи получают напряжение от контактной сети посредством токоприёмников. Непосредственно за токоприёмниками включается радиореактор (так называемый «домик») — электрический фильтр, предотвращающий попадание помех из контактной сети в цепи троллейбуса (что может привести к сбоям в работе систем управления) и обратно (для предотвращения помех радиоприёму). От перегрузок и коротких замыканий высоковольтные цепи защищают с помощью плавких вставок и автоматических выключателей. В сеть высокого напряжения включаются:
- Силовая цепь: включённый через систему управления тяговый электродвигатель;
- Устройство автономного хода для движения троллейбуса при опущенных токоприёмниках и при пропадании напряжения в контактной сети;
- Мотор-компрессор для работы пневматических приводов;
- Мотор-вентиляторы для охлаждения электрических приборов, рассеивающих большую мощность (пускотормозных реостатов, тягового двигателя и т.д);
- Маслонасос гидроусилителя руля;
- Устройства отопления и кондиционирования пассажирского салона и кабины водителя;
- Преобразователи напряжения для питания низковольтных цепей, а также (при необходимости) — цепей переменного тока 220/380 В 50 Гц[5].

Низковольтные цепи в современных троллейбусах имеют гальваническую развязку от высоковольтных, и предназначены для безопасного питания устройств, потребляющих небольшую мощность, таких как:
- Приводы вспомогательных механизмов (открывание дверей, стеклоочистители и т. д.);
- Наружное и внутреннее освещение;
- Световая и звуковая сигнализация;
- Контрольно-измерительная и управляющая аппаратура (управляющие цепи системы управления двигателем, бортовой компьютер);
- Средства связи и навигации.

Для питания низковольтных цепей в отсутствие высокого напряжения (при опущенных токоприёмниках или при пропадании напряжения в контактной сети) устанавливается аккумуляторная батарея.
В кабине современных троллейбусов не должно быть высоковольтного оборудования, доступного для водителя. Приборная панель обычно содержит, по крайней мере:
- индикатор напряжения в контактной сети;
- индикатор отсутствия напряжения в контактной сети;
- индикатор состояния главного автоматического выключателя напряжения контактной сети;
- индикатор степени заряженности аккумуляторных батарей;
- индикатор опасного уровня потенциала на корпусе или тока утечки, превышающего допустимое значение.

Аккумуляторные батареи размещаются отдельно от пассажирского салона и хорошо обдуваются наружным воздухом.

#### Тяговый электродвигатель

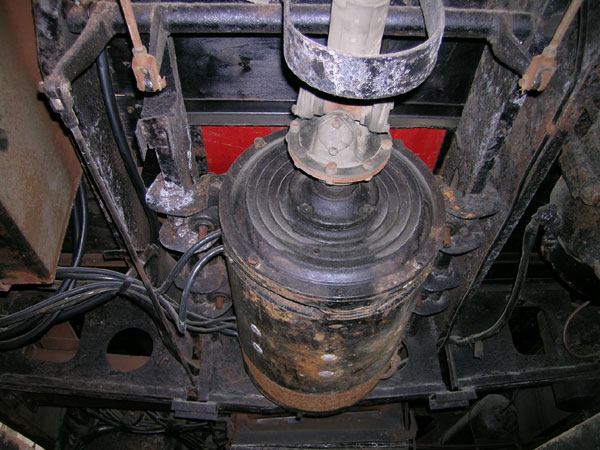
Тяговый электродвигатель ДК-207А троллейбуса ЗиУ-5

Тяговый электродвигатель (или электродвигатели, если их несколько) приводит троллейбус в движение посредством передачи создаваемого им вращающего момента через специальные механизмы (тяговая передача) ведущим колёсам, а также используется в процессе электродинамического или рекуперативного торможения. С момента появления троллейбусов виды используемых ТЭД менялись, и можно выделить следующие фазы их развития:
- Низкооборотный ТЭД постоянного тока последовательного возбуждения — такие электромоторы устанавливались на самых первых троллейбусах.

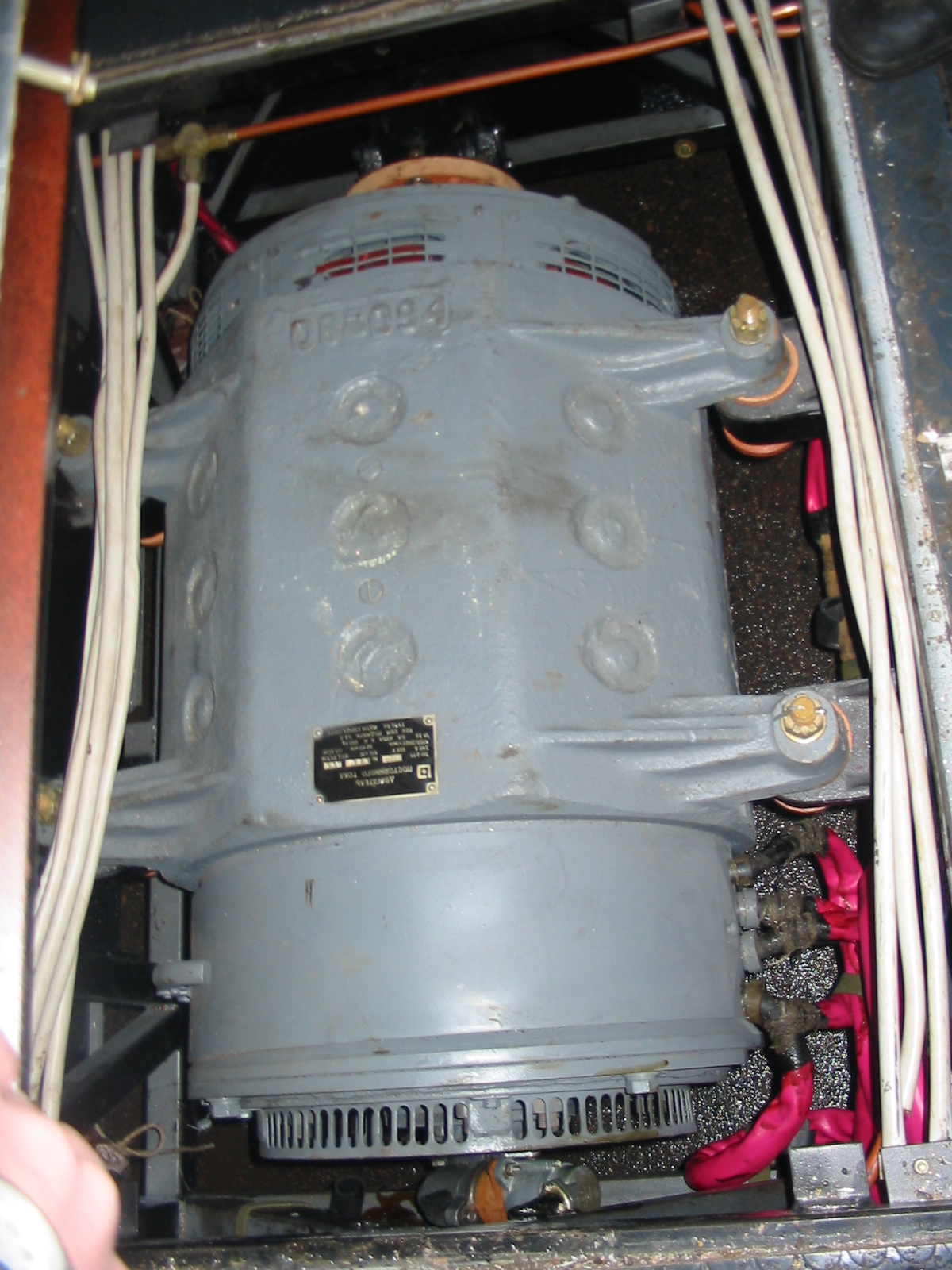
Вид на тяговый двигатель высокопольного троллейбуса сверху из люка в полу салона. Двигатель мощностью 170KW для сочленёного ЗиУ-6205

- Вид на тяговый двигатель высокопольного троллейбуса сверху из люка в полу салона. Двигатель мощностью 170KW для сочленёного ЗиУ-6205Быстроходный ТЭД постоянного тока смешанного возбуждения — в СССР появились в 1945 г. на троллейбусе МТБ-82 и с тех пор являются основным типом ТЭД троллейбусов в России вплоть до конца XX в. Его преимуществами являются сравнительная простота конструкции и управления, сочетание в одном устройстве выгод от последовательного и параллельного возбуждения двигателя.
- Асинхронный электродвигатель — применяется в современных моделях троллейбусов. Главными преимуществами асинхронного ТЭД являются простота конструкции и малые габариты. Из-за отсутствия щёточно-коллекторного узла, асинхронный двигатель свободен от таких недостатков коллекторных двигателей как износ щёток и элементов коллектора от взаимного трения, искрения и подгорания при плохом их контакте, необходимости постоянного наблюдения за их состоянием. Асинхронный двигатель как двигатель переменного тока работает только совместно с тяговым преобразователем, вырабатывающим переменное напряжение из постоянного с требуемой амплитудой и частотой. В наиболее совершенных изделиях используется векторное управление током двигателя. Недостатком такого решения является стоимость и сложность тягового преобразователя, представляющего собой изделие силовой электроники.
- Синхронный электродвигатель также применяется в современных моделях. Преимущества перед асинхронными двигателями заключаются в большей компактности, меньшей массе, более высоком КПД; основной недостаток — большая стоимость в связи с применением постоянных магнитов на основе редкоземельных металлов в конструкции ротора.

#### Система управления двигателем
Устройство регулирования тока через ТЭД называется системой управления. Системы управления (СУ) подразделяются на следующие виды:
- В простейшем случае регулировка тока через двигатель осуществляется с помощью мощных сопротивлений, которые подключают последовательно с двигателем дискретно. Такая система управления бывает трёх типов:
  - Непосредственная система управления (НСУ) — исторически первый вид СУ на троллейбусах[1]. Водитель посредством рычагов или валов, соединённых с контактами, непосредственно коммутирует резисторы в электрических цепях якоря и обмоток ТД.
  - Косвенная неавтоматическая реостатно-контакторная система управления (РКСУ) — в этой системе водитель с помощью педали контроллера осуществляет коммутацию низковольтных электрических сигналов, которыми управляются высоковольтные контакторы. Такая система применялась, например, на троллейбусе МТБ-82.
  - Косвенная автоматическая РКСУ — в ней коммутацией резисторов управляет специальный серводвигатель при помощи высоковольтных кулачковых контактов. Динамика разгона и торможения определяется специальным реле ускорения, отслеживающим ток ТЭД. Узел коммутации силовой цепи в сборе с устройством-посредником иначе называется контроллером. СУ данного типа широко применялась во многих серийных троллейбусах, в частности, ей оборудована самая массовая модель ЗиУ-9/682, оборудованные данной системой троллейбусы работают во многих системах и сегодня.
- Более современными и экономичными являются системы, в которых вместо пусковых сопротивлений используются мощные электронные ключи, обеспечивающие широтно-импульсную модуляцию. Двигатель питается импульсами входного напряжения, меняя скважность которых можно изменять среднее значение напряжения, что позволяет избежать потерь на нагрев пусковых реостатов. Кроме того, к преимуществам систем относится высокая отзывчивость на нажатие педалей, так как не требуется время на переключение контакторов. Подобные системы могут быть следующих разновидностей:
  - Тиристорно-импульсная система управления (ТИСУ) — СУ, использующая в качестве ключей сильноточные тиристоры. Данный тип СУ используется совместно с двигателями постоянного тока, позволяя реализовать безреостатный пуск. Кроме того, ТИСУ также может осуществлять рекуперационное торможение. Недостатком тиристоров является низкая скорость коммутации.
  - Электронная система управления (транзисторная СУ) — построена на основе IGBT-транзисторов с микропроцессорным управлением. Наиболее современная система управления, позволяющая вырабатывать трёхфазное переменное напряжение с необходимыми в данный момент напряжением и частотой, реализуя частотно-регулируемый привод, что позволяет отказаться от коллекторных двигателей и использовать более простые и неприхотливые двигатели переменного тока: асинхронные или синхронные. Недостатками являются высокая стоимость силовой электроники, возможность существование программных ошибок.

#### Системы автономного хода

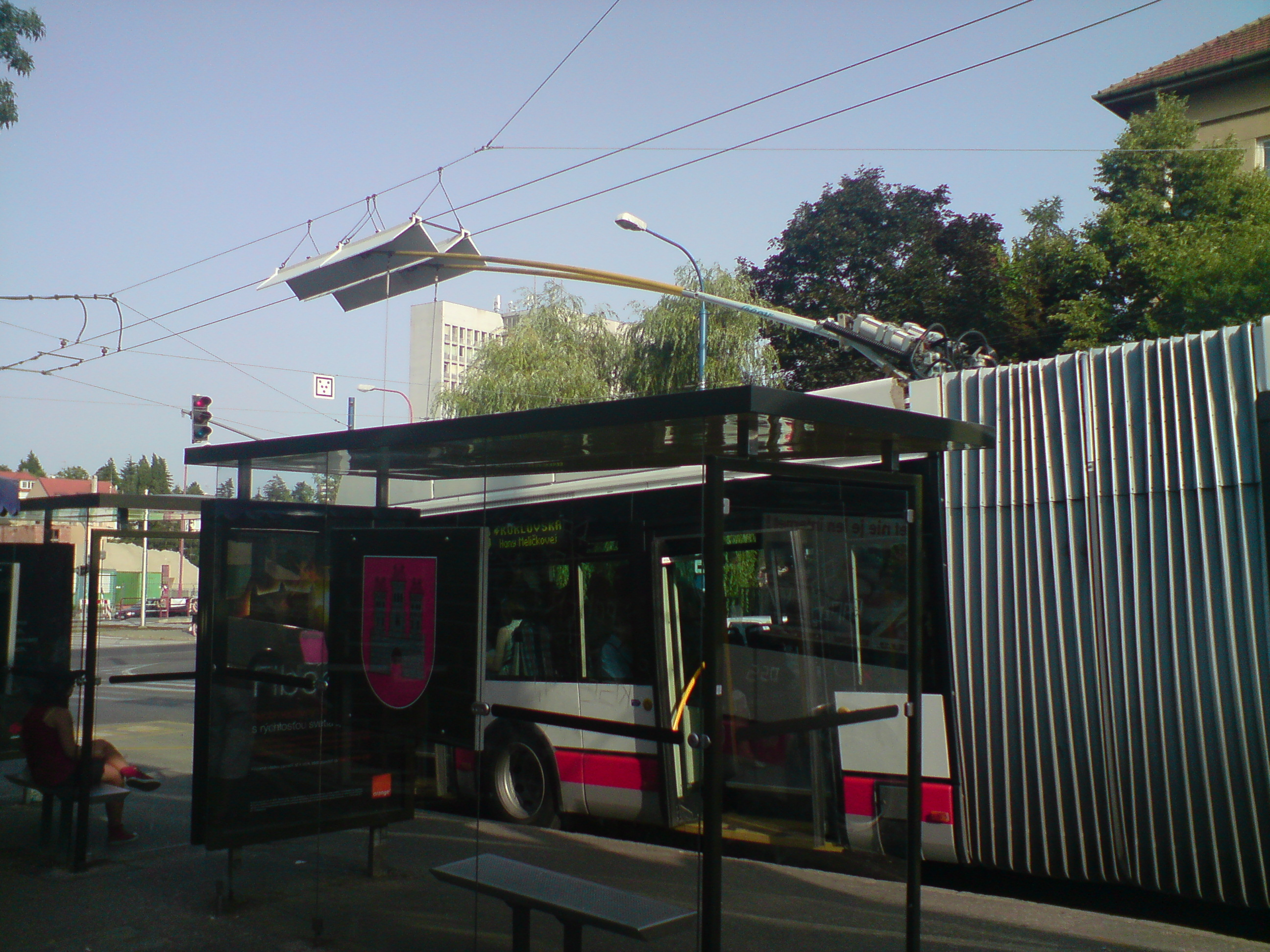
«Ловушка» для токоприёмников

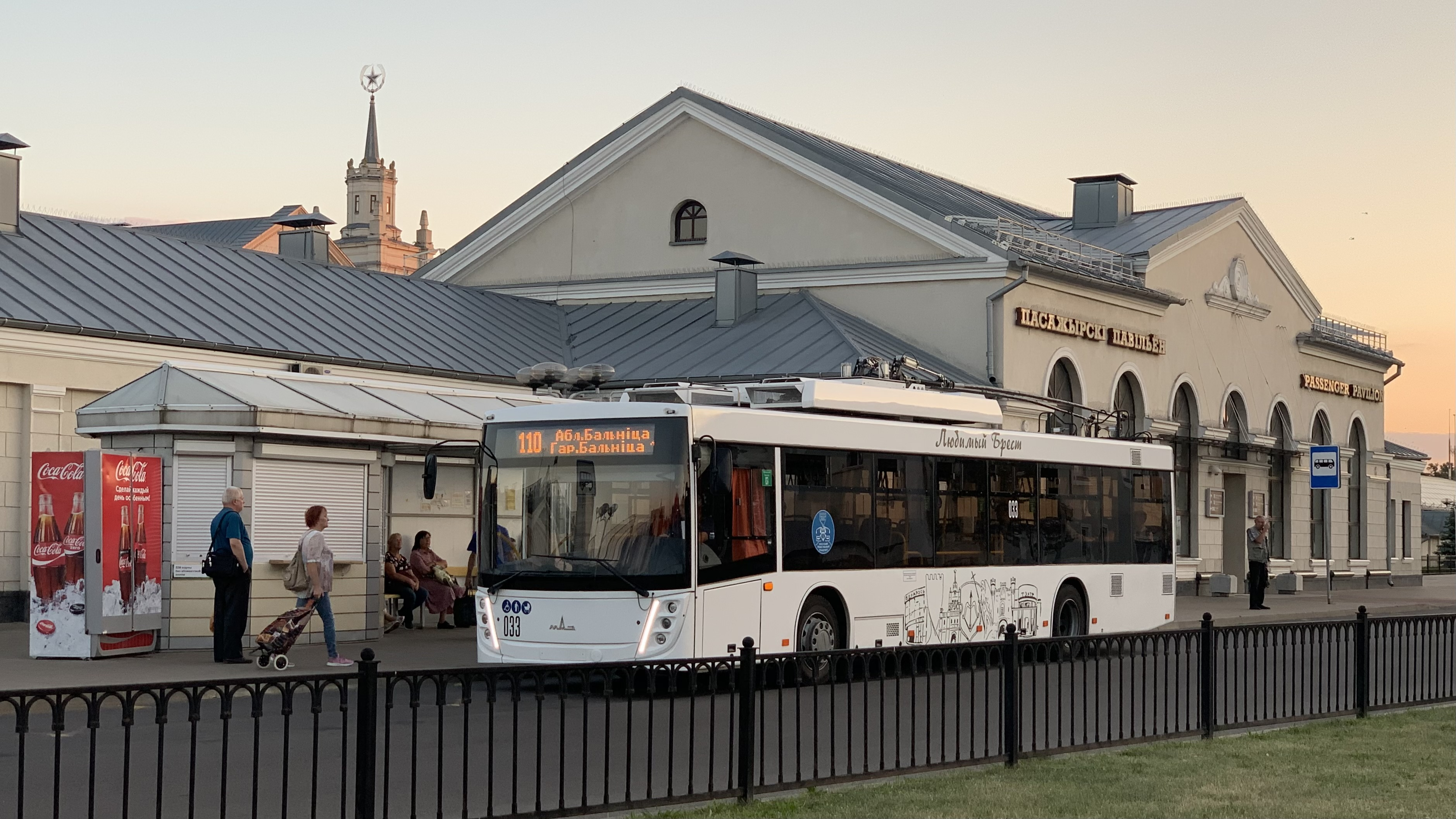
Брестский троллейбус МАЗ-203Т № 110 с динамической подзарядкой

Троллейбус может оснащаться системой автономного хода, которая позволяет снабжать электроэнергией двигатель троллейбуса в случае, если по каким-то причинам троллейбус не имеет доступа к контактной сети, либо в случае отключения напряжения в последней. В качестве источника электроэнергии может использоваться аккумулятор или суперконденсатор, либо генератор, работающий от двигателя внутреннего сгорания. Также получают распространение системы автономного хода на основе суперконденсаторов и топливных элементов.
Системы автономного хода различаются на аварийные и системы с увеличенным автономным ходом.
- Аварийная система строится, как правило, на основе свинцово-кислотных аккумуляторов небольшой ёмкости и предназначена для движения на небольшое расстояние с ограниченной скоростью. Аварийный автономный ход предназначен для объезда препятствий и обесточенных участков контактной сети и не может использоваться в нормальном маршрутном движении. Аккумулятор в такой системе обеспечивает возможность питания только тягового привода, при этом компрессор пневмосистемы, гидроусилитель руля, салонный кондиционер и система отопления отключаются.
- Троллейбус с увеличенным автономным ходом, также классифицируемый как электробус с подзарядкой в движении, использует литий-железо-фосфатную, литий-титанатную или литий-ионную аккумуляторную батарею высокой ёмкости, что позволяет проезжать большое расстояние с нормальной маршрутной скоростью. Такой троллейбус (электробус) используется для создания маршрутов, часть которых проходит по участкам, не оборудованным контактной сетью. Кроме обеспечения тяги, аккумуляторы в такой системе обеспечивают питанием всё высоковольтное оборудование: компрессор пневмосистемы, гидроусилитель руля, электроотопление салона и кондиционер (при его наличии). Троллейбусы с увеличенным автономным ходом используются в Санкт-Петербурге, Челябинске, Братске, Барнауле, Туле, Владимире, Нальчике и других городах России. В отличие от других разновидностей электробусов, требующих строительства отдельных зарядных станций, троллейбус с увеличенным автономным ходом позволяет использовать существующую инфраструктуру проводного троллейбуса. В местах присоединения к контактной сети, устанавливаются специальные ловушки, упрощающие установку токоприёмников на провода контактной сети, позволяя делать это с помощью дистанционного управления из кабины водителя.

#### Вспомогательная электроаппаратура
Вспомогательная электрическая аппаратура включает и выключает электродвигатели компрессоров и вентиляторов, аккумуляторные батареи, реле и регуляторы, необходимые для обеспечения правильной их работы, цепи освещения, отопления, сигнализации, электронные маршрутоуказатели, бортовой компьютер, системы связи и навигации и т. п. В современных троллейбусах большинство вспомогательных устройств (за исключением потребляющих большое количество электроэнергии, таких как отопители, компрессоры и т. д.) питаются от отдельного низковольтного источника (12 или 24 В), гальванически развязанного от высоковольтных цепей. Получение низкого напряжения из напряжения контактной сети обеспечивается посредством мотор-генератора, либо статического преобразователя. В случае отсутствия высокого напряжения (при срыве штанг, падении напряжения в контактной сети либо на стоянке) низковольтное электрооборудование получает питание от аккумуляторов.
В ранних конструкциях троллейбусов (например, МТБ-82) гальваническая развязка низковольтного оборудования от высоковольтных цепей отсутствовала, низковольтные потребители подключались либо последовательно, либо через балластные сопротивления. Недостатками такой схемы являются опасность поражения электрическим током, повышенный расход электроэнергии, которая рассеивается на балластных сопротивлениях, нестабильность низкого напряжения и проникновение помех в низковольтные цепи.

#### Электробезопасность
Обеспечение электрической безопасности является важнейшей задачей при проектировании электрооборудования троллейбуса. В связи с низкой проводимостью шин и дорожного покрытия, между кузовом троллейбуса и землёй при утечке тока на кузов может возникнуть опасная для человека разность потенциалов. Это особенно опасно при посадке и высадке пассажиров, так как при этом ноги человека оказываются на земле, а рука держится за поручень троллейбуса. Также токи утечки опасны для обслуживающего персонала, особенно в моечных цехах. Поэтому предъявляются очень жёсткие требования к проектированию, производству и содержанию троллейбусов. В частности изоляция электрооборудования от кузова троллейбуса должна быть двойной (II класс защиты от поражения электрическим током). Изоляторы должны сохранять свои свойства в условиях загрязнения и попадания влаги. Тяговый двигатель должен быть отделён от карданного вала изолирующей текстолитовой шайбой. Такая же шайба должна быть в соединении карданного вала с ведущим мостом. Поручни и ступеньки посадочных площадок также изолируют от кузова. В некоторых странах для троллейбусов используются специальные электропроводящие шины. В процессе эксплуатации троллейбуса требуется ежедневно продувать сжатым воздухом и протирать сухой ветошью опорные изоляторы электрооборудования и измерять токи утечки на кузов троллейбуса. Запрещается эксплуатация троллейбуса, если токи утечки на кузов превышают 3 мА.
Ранее большая часть силового электрооборудования троллейбуса располагалась под полом. На крышу обычно был вынесен лишь радиореактор. Это позволяло упростить задачу отопления салона за счёт тепла, выделяемого пускотормозными реостатами. Однако такая схема имеет много недостатков, связанных прежде всего с электробезопасностью пассажиров. Троллейбус в этом случае не может ехать по луже, глубиной более 10 см, а грязь и противогололёдные реагенты, попадая под днище, не только приводят к утечке тока на корпус, но и способствуют ускоренному износу изолирующих и токоведущих частей. Поэтому в последнее[какое?] время электрооборудование троллейбуса выносят на крышу в специальные ящики. Кроме всего прочего, такая компоновка электрооборудования позволяет понизить уровень пола в троллейбусе, а также способствует лучшему его охлаждению и понижению шума. Однако в этом случае требуется отдельная система отопления салона, что повышает расход электроэнергии зимой.
Меры обеспечения электробезопасности

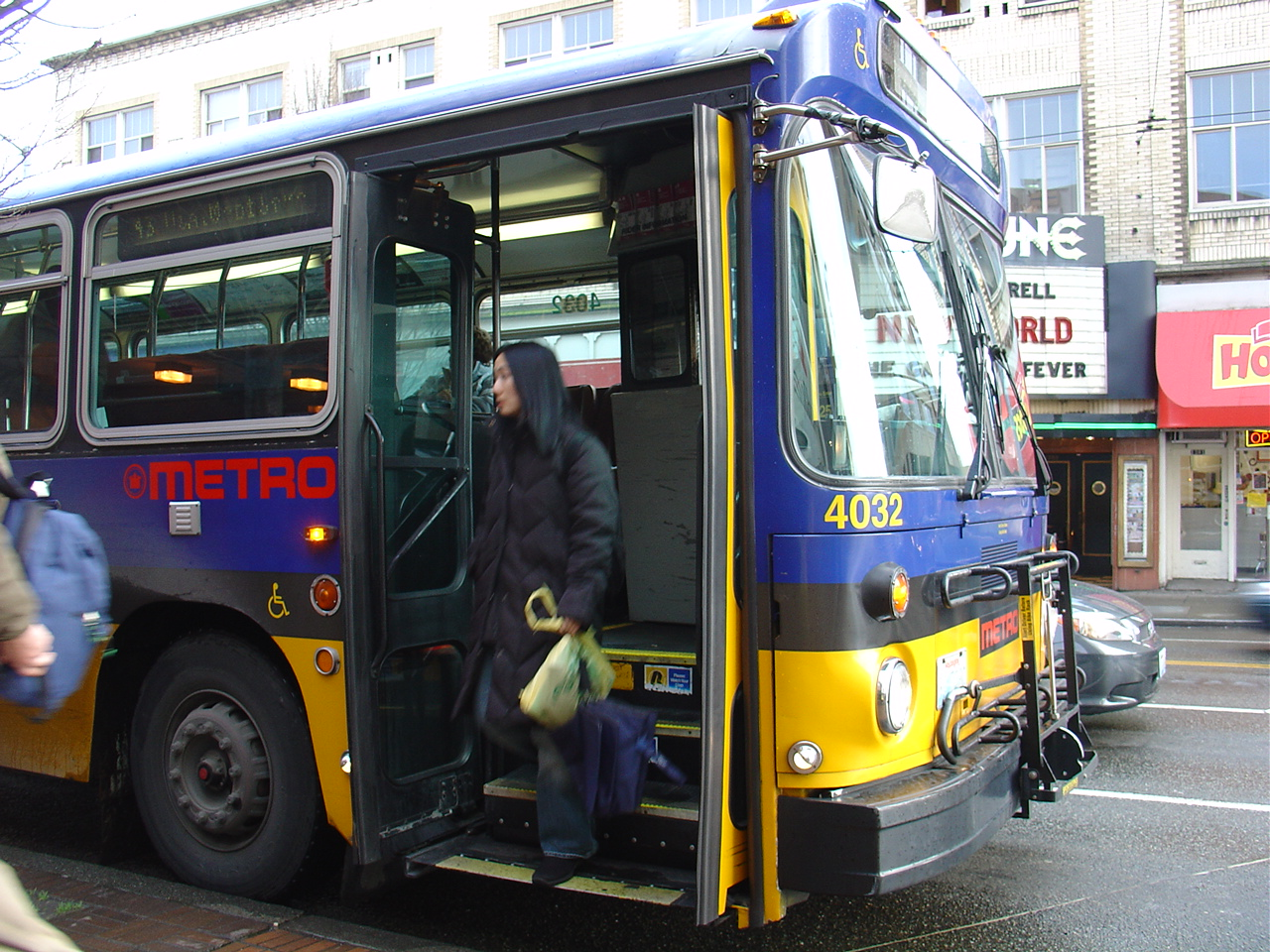
Электроизоляция подножек, дверей и поручней позволяет обезопасить пассажиров от ударов током при посадке и высадке
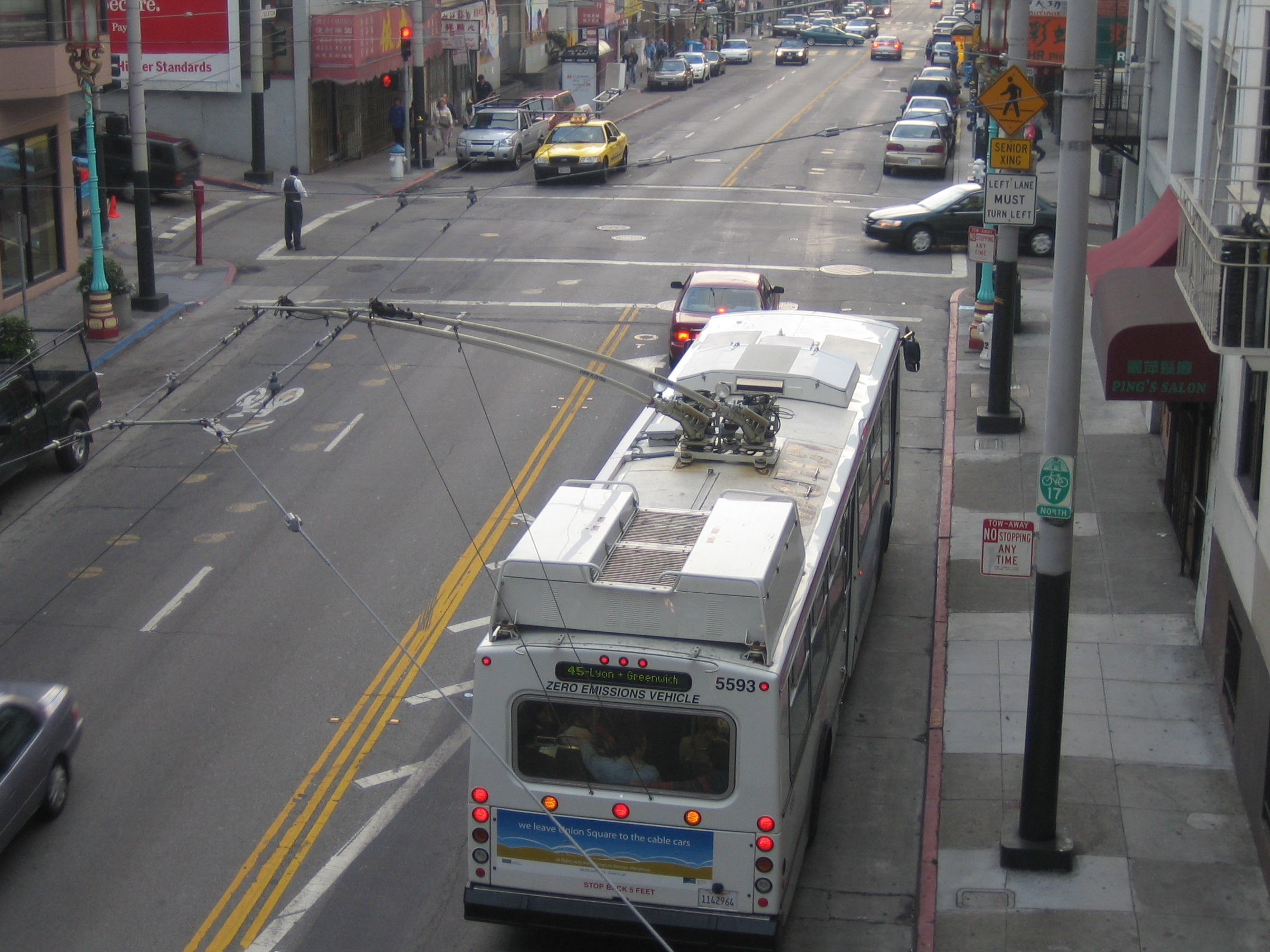
На крыше электрооборудование троллейбуса лучше защищено от загрязнения и воды, чем под полом
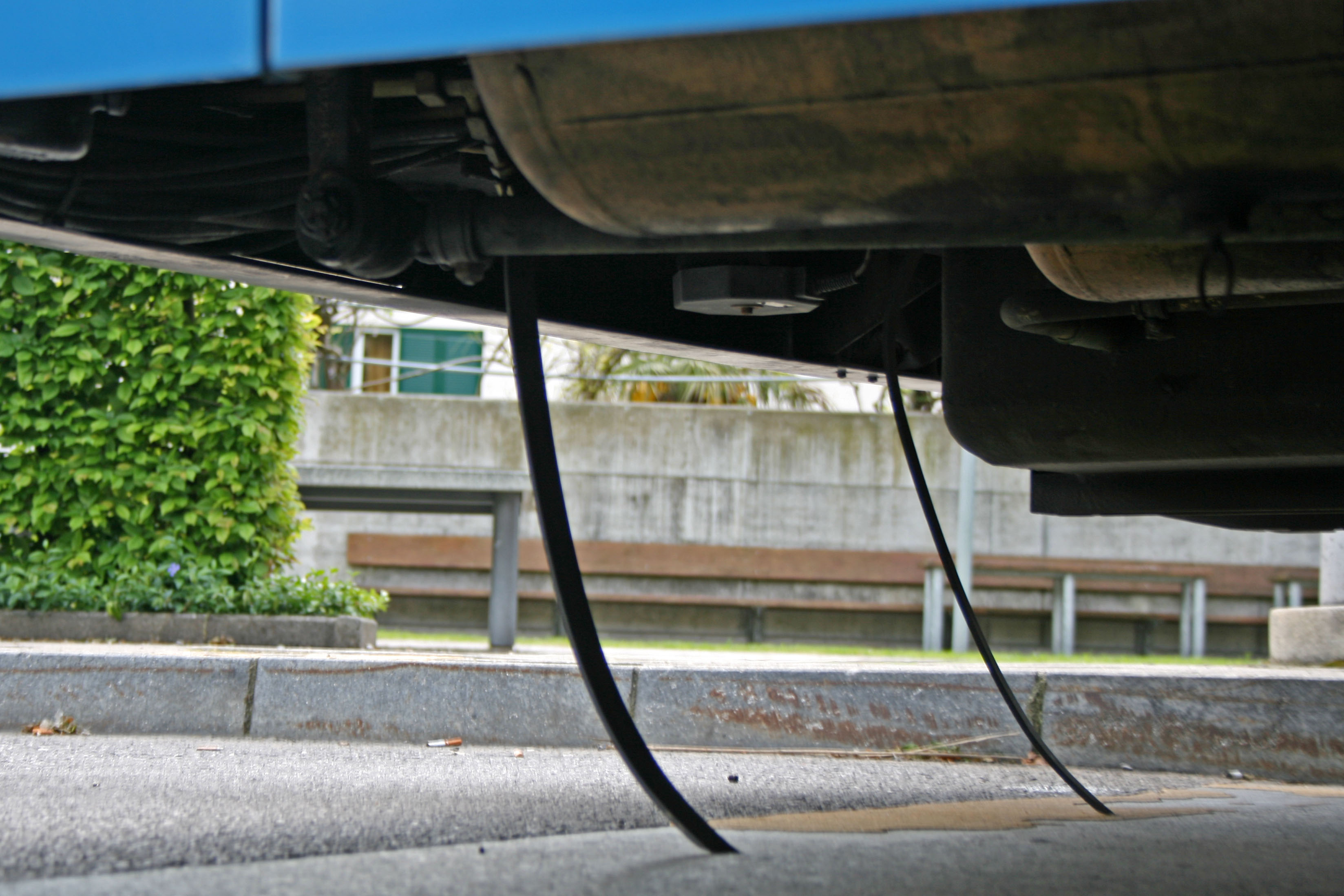
Резинометаллические ленты, касающиеся поверхности дороги — часть системы контроля утечки тока

### Токоприёмники
В современных троллейбусах устанавливается по два токоприёмника штангового типа, расположенных на крыше троллейбуса на специальном постаменте. На заре троллейбусостроения было опробовано множество других решений. В первом троллейбусе Сименса в качестве токосъёмника использовалась тележка, соединённая гибким проводом с троллейбусом и приводящаяся в движение с помощью вспомогательного двигателя. Но эта система не прижилась, во-первых, потому что требовала близкого расположения проводов, что нередко приводило к коротким замыканиям в ветреную погоду, а, во-вторых, тележку сложно было устанавливать на место при сходе с проводов. Тем не менее, было опробовано множество подобных систем, но все они, в конечном итоге, вышли из употребления. Существовали схемы токоприёмников с одной штангой (такие троллейбусы эксплуатировались до 1957 года в городе Эберсвальде), однако и они не получили широкого распространения из-за недостаточной надёжности. На первых штанговых токоприёмниках токосъём осуществлялся с помощью ролика, но вскоре от ролика отказались из-за плохого токосъёма и быстрого износа. Ролик был заменён так называемым башмаком с медно-графитовыми вставками. Такая схема почти без изменения применяется до сих пор.
Как сами штанги, так и контактные башмаки закреплены с использованием шарниров, что позволяет троллейбусу отклоняться от контактной сети (например, при объезде препятствия или при подходе к остановке). Штанги механически не связаны друг с другом, устанавливаются и опускаются они также независимо. Для прижатия токосъёмника к контактному проводу у основания штанги установлены пружинные подъёмные механизмы с ограничителями подъёма штанг. Здесь же могут быть расположены гидравлические или пневматические штангоуловители. Штангоуловители нужны для автоматического опускания штанг в случае их схода с целью предотвращения коротких замыканий и повреждения контактной сети. Применяются также механические и электрические штангоуловители, которые обычно расположены в задней части троллейбуса и соединяются со штангами тонкими тросами. В случае если штангоуловителей нет, тросы прикрепляются к кольцам, которые могут свободно перемещаться по штангам. Установка и снятие штанг обычно производится вручную водителем. В случае применения электрических, гидравлических или пневматических штангоуловителей штанги могут опускаться дистанционно, по команде из кабины водителя. Тем не менее установка все равно производится вручную. В некоторых троллейбусных хозяйствах, использующих дуобусы, для решения этой проблемы используют специальные ловушки, позволяющие частично автоматизировать подъём штанг, но их невозможно установить на всем протяжении контактной сети.
Обычно в непосредственной близости от токосъёмников располагают радиореактор, который призван подавлять радиопомехи, создаваемые двигателем и системой управления, которая иногда тоже располагается на крыше. Для обслуживания электрооборудования и штанг в большинстве случаев имеется лестница — в задней части или справа возле одной из дверей. Крыша обычно покрывается резиновым изоляционным покрытием для безопасности обслуживающего персонала.

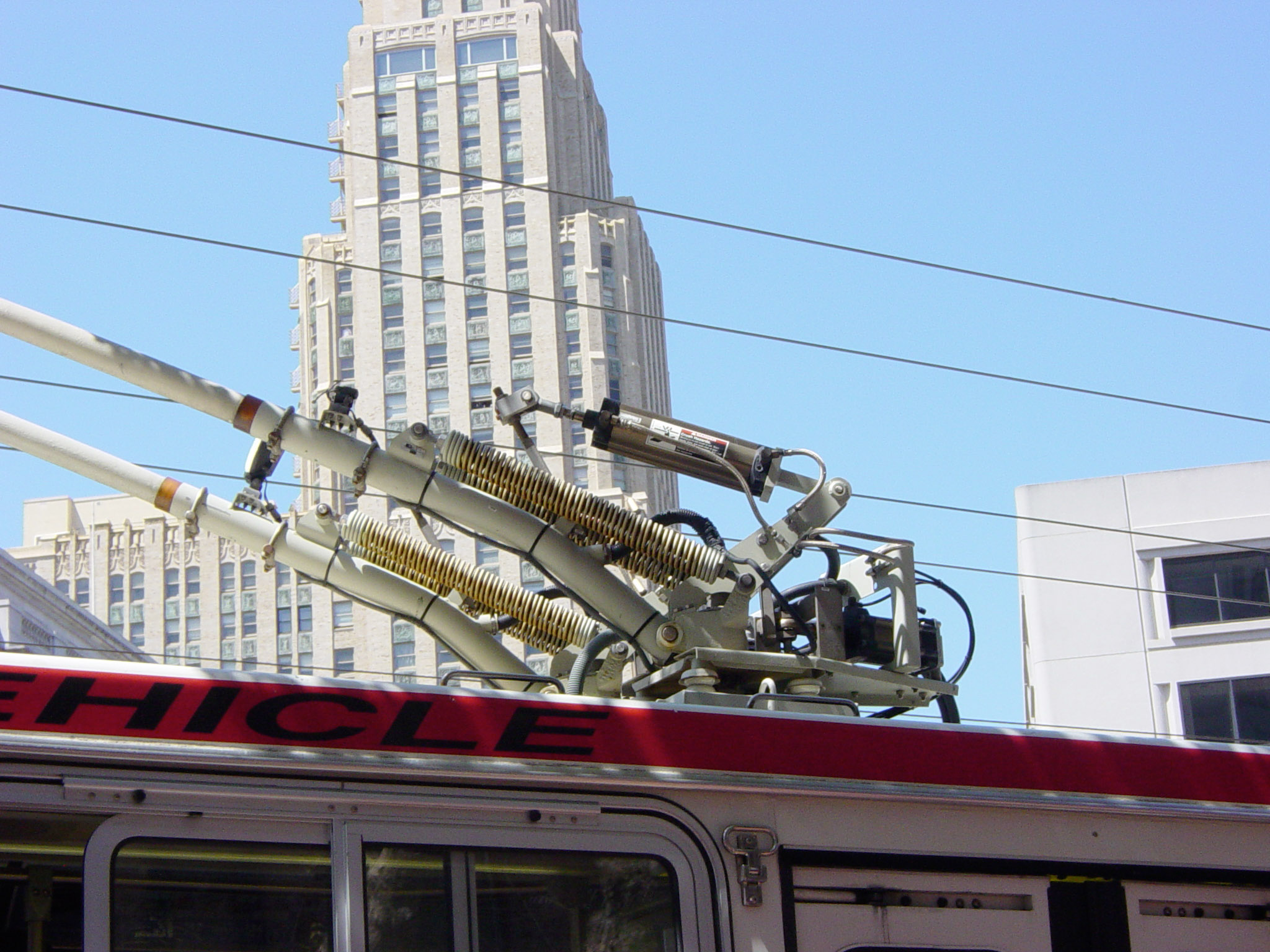
Штанги на шарнирах с пружинами и пневматическими штангоуловителями
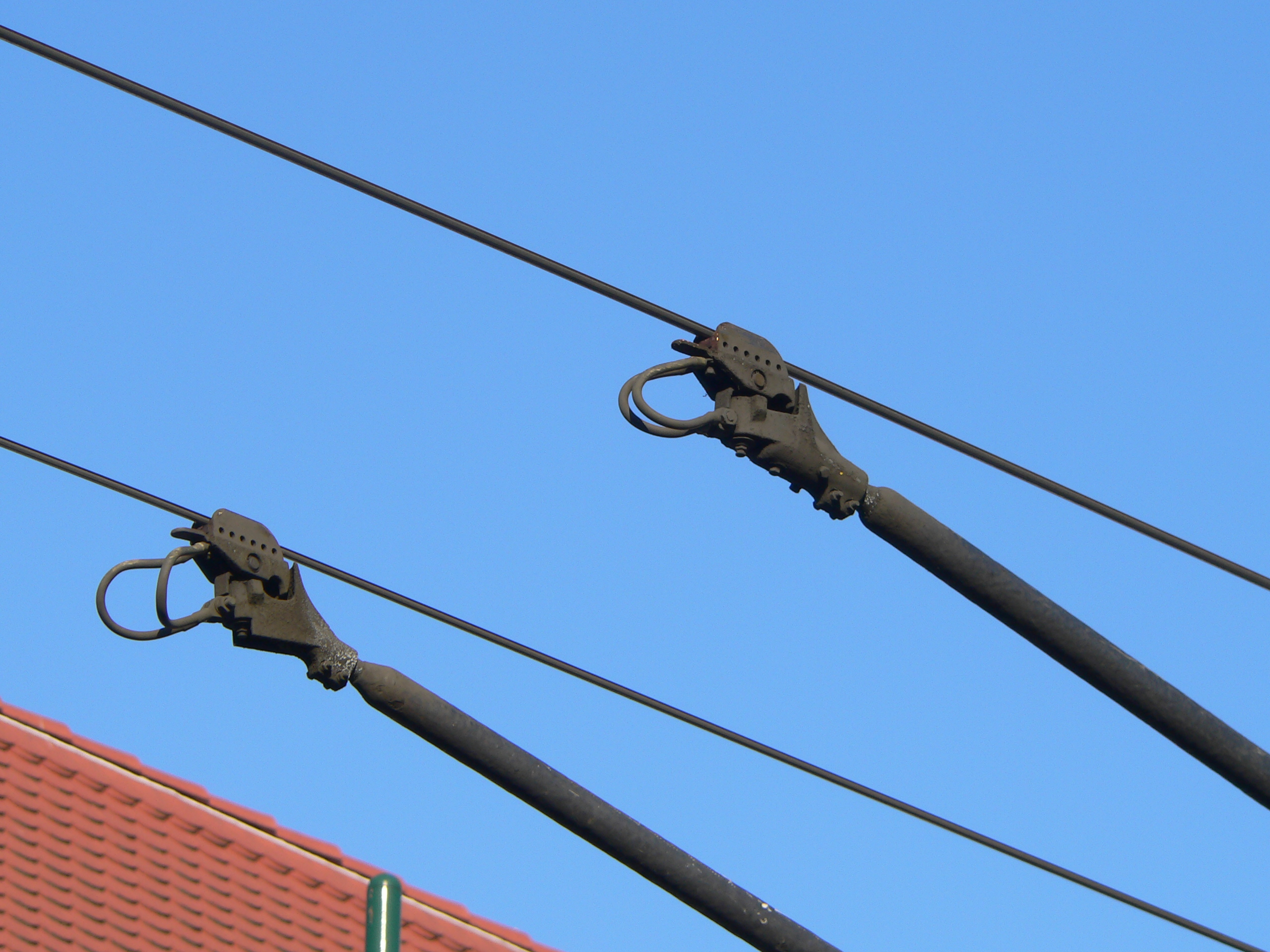
Башмаки токосъёмников
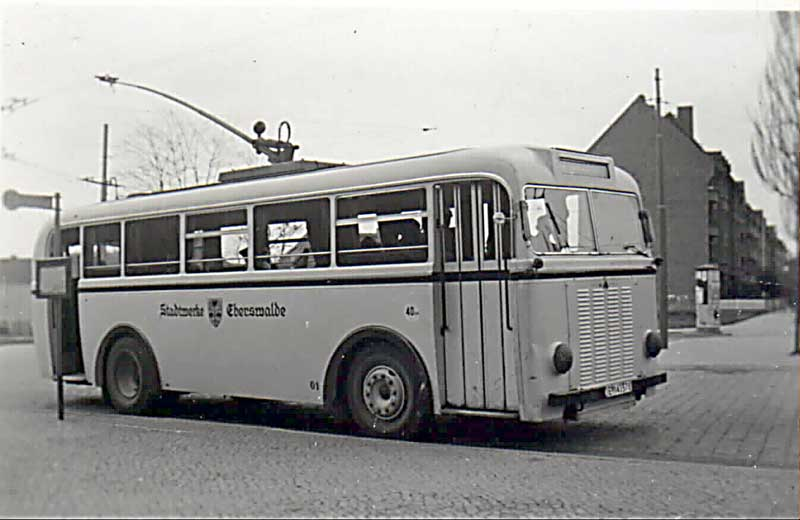
Троллейбус с одной штангой в городе Эберсвальде, 1940 г.
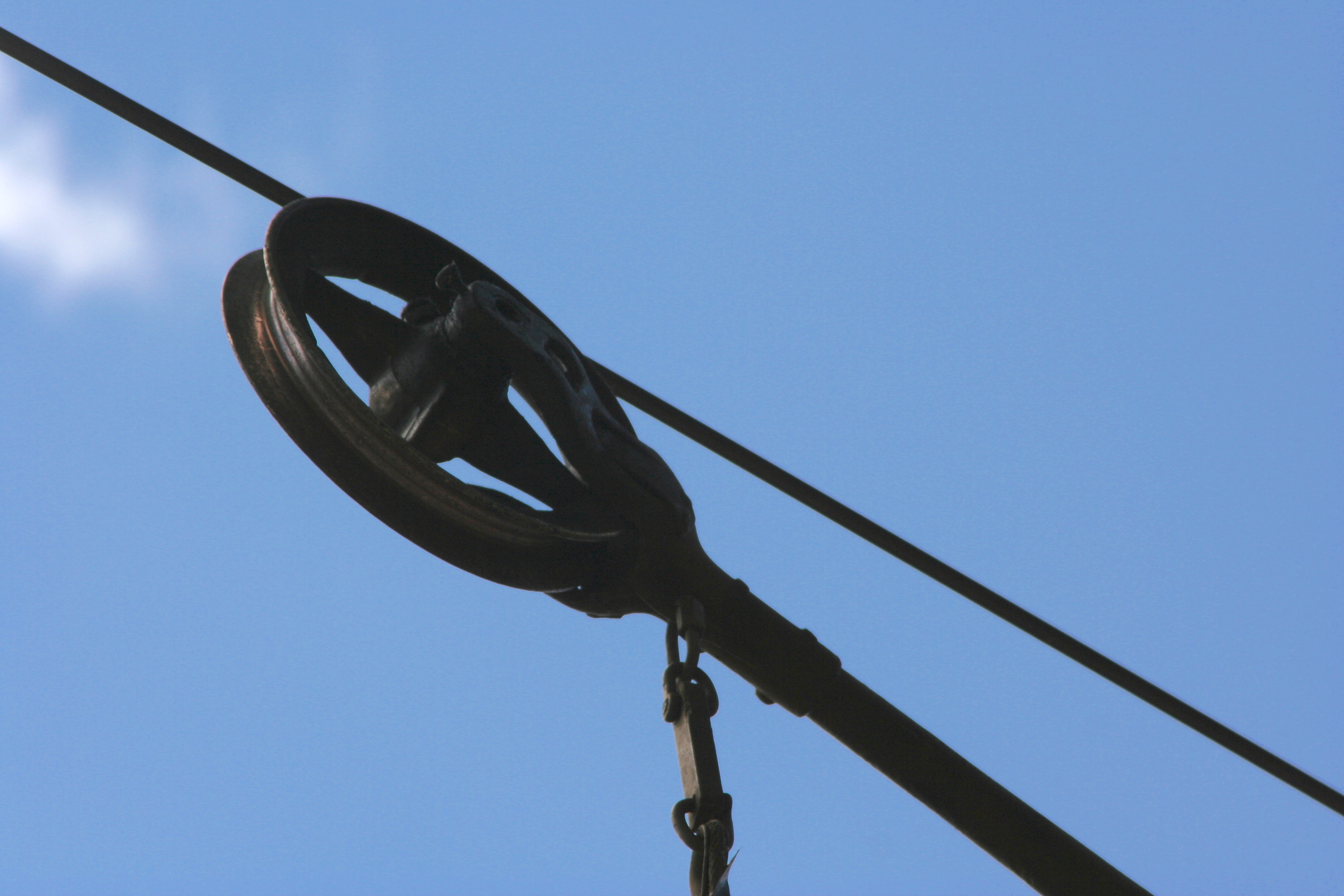
Ранняя конструкция штангового токосъёмника
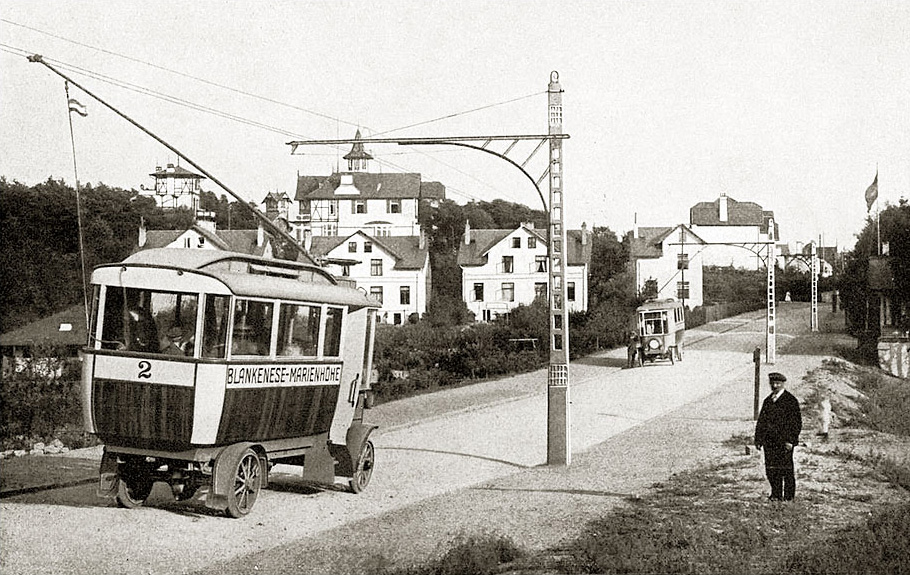
Более ранняя конструкция троллейбусов с одной штангой — Гамбург, между 1911 и 1914 г.
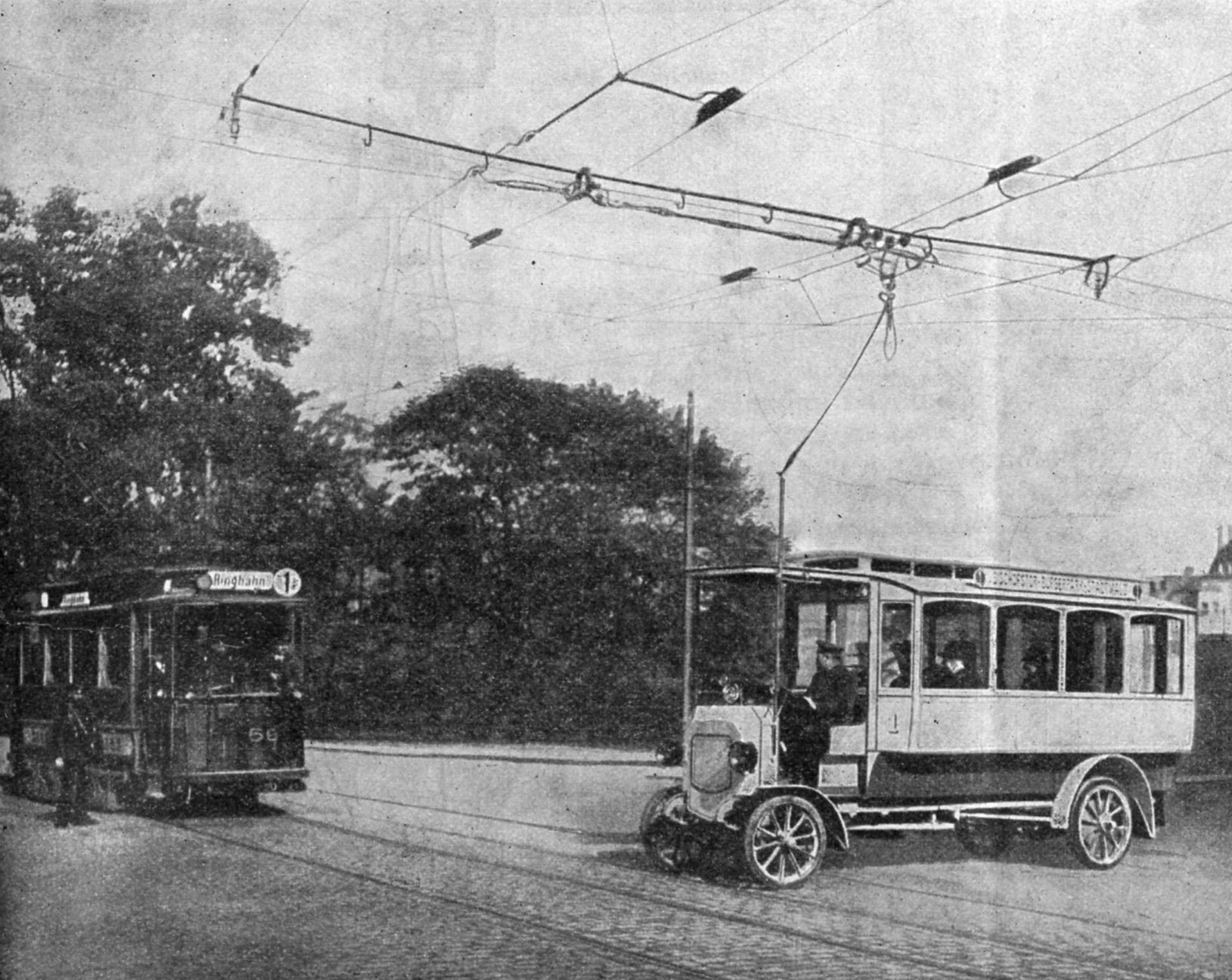
Троллейбус, использующий токоприёмник на гибком кабеле — Бремен, 1910 г.

### Тормозная система
Троллейбусы обычно оснащаются тремя типами тормозов:
- пневматическим (рабочим),
- электродинамическим (вспомогательным),
- механическим стояночным (имеет пневматический, механический или электрический привод).

При электродинамическом торможении энергия рассеивается на реостатах, либо, при использовании систем рекуперации, возвращается в контактную сеть. По мере замедления электродинамические тормоза теряют свою эффективность и в действие вступают колодочные пневматические тормоза. После полной остановки троллейбус фиксируется на месте стояночным тормозом. В экстренных случаях эти тормоза могут работать совместно.
Существует возможность торможения включением заднего хода, однако торможение таким способом обычно запрещено, потому что это может привести к перегрузке и выходу из строя двигателя и системы управления.
Также современные троллейбусы оснащаются остановочной тормозной системой, обеспечивающей автоматическую блокировку движения троллейбуса при открытых пассажирских дверях.

### Пневмооборудование
Для работы пневмооборудования сжатый воздух производится компрессором. В отличие от автобуса, где компрессор приводится в движение непосредственно от двигателя, в троллейбусе компрессор имеет собственный электропривод, который работает в повторно-кратковременном режиме и питается током от контактной сети. Привод компрессора от тягового электродвигателя невозможен, так как при этом после длительной стоянки пришлось бы какое-то время двигаться на пониженном давлении для набора давления в пневмосистеме, что недопустимо. Для хранения сжатого воздуха имеются резервуары. Обязательно наличие регулятора давления, предохранительного клапана и системы очистки воздуха. От сжатого воздуха работают тормоза, иногда усилитель руля, механизмы открытия-закрытия дверей, стеклоочистители (например, на МТБ-82). Также сжатый воздух обеспечивает работу пневмоподвески. Пневмооборудование располагается под кузовом и внутри его.

### Гидравлические приводы
Так же, как и для компрессора пневмосистемы, для насоса гидравлических приводов требуется собственный электропривод. Применение гидравлических приводов в троллейбусе ограничено в основном усилителем руля и, иногда, штангоуловителями.

### Отопление и вентиляция
Вентиляция в троллейбусах бывает естественная и принудительная. Естественная осуществляется через форточки окон и расположенные на крыше люки. Для искусственной вентиляции применяются вытяжные (приточно-вытяжные) вентиляторы или вентиляторы электрокалориферов (в режиме вентиляции). В современных троллейбусах устанавливаются также системы кондиционирования.
Во многих троллейбусах с РКСУ, в том числе ЗиУ-682, для отопления салона использовалось тепло, которое в большом количестве выделялось на пускотормозных реостатах. Такая конструкция требовала размещения реостатов под полом троллейбуса со всеми присущими такой системе недостатками. В случае размещения электрооборудования на крыше, а также при использовании тиристорной или транзисторной системы управления отопление салона осуществляется электрообогревателями, установленными в салоне и кабине водителя и оснащенными вентиляторами. Так как все системы троллейбуса (системы отопления, вентиляции и кондиционирования в том числе) питаются от контактной сети, в троллейбусе практически отсутствуют свойственные автобусу ограничения на электрическую мощность систем отопления, вентиляции и кондиционирования в частности. В автобусе электрическая мощность этих же систем всегда ограничена мощностью автобусного электрогенератора, поэтому отопление осуществляется от тепла двигателя (как в обычном легковом автомобиле), или от автономного отопителя, работающего на жидком или газообразном топливе, а кондиционер часто имеет прямой механический привод от двигателя через электромагнитную муфту.

## Сравнение с другими видами транспорта
Троллейбус имеет ряд как преимуществ, так и недостатков по сравнению с другими видами городского общественного транспорта.

### Преимущества

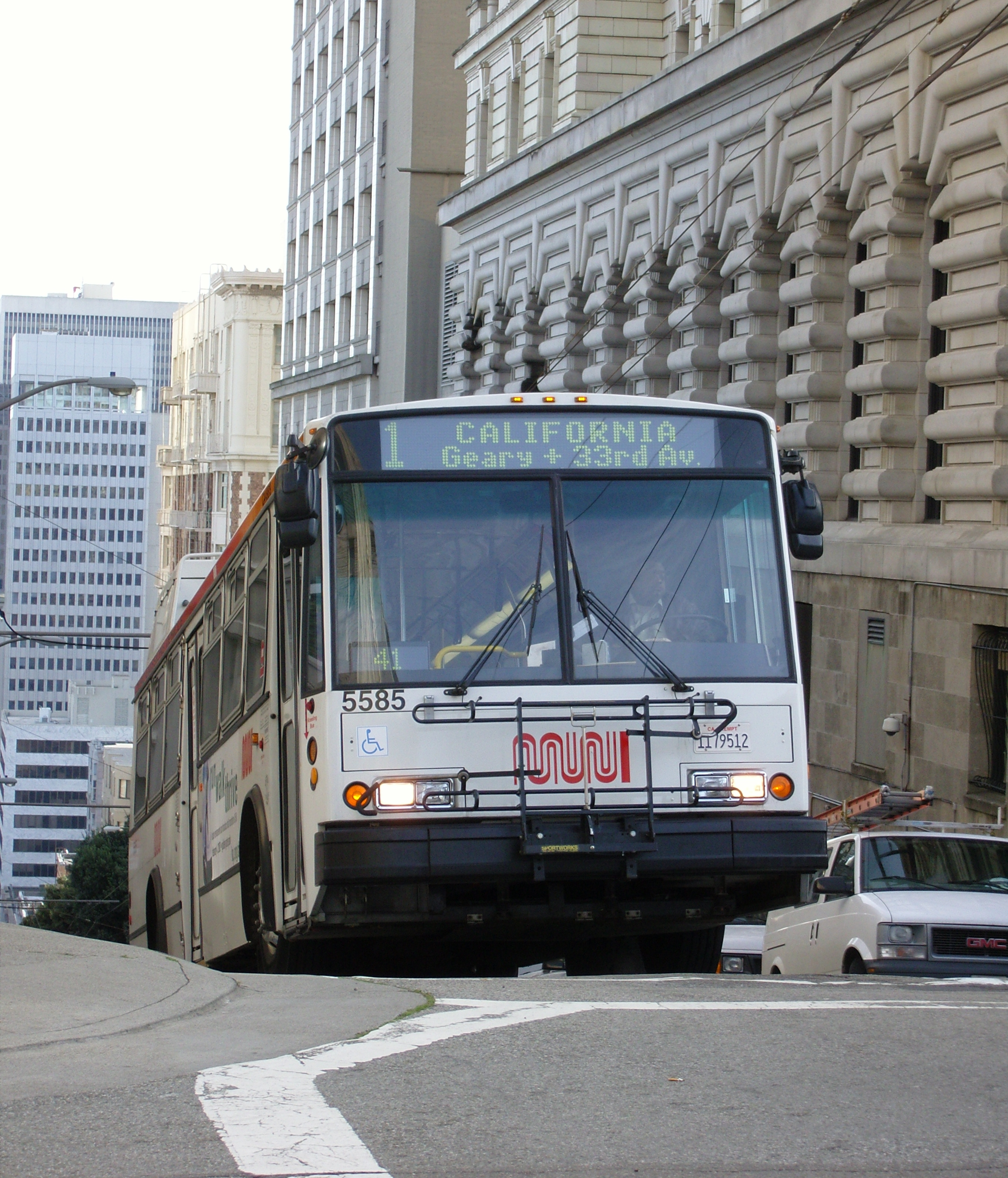
Троллейбус в районе Ноб-Хилл, Сан-Франциско

#### По сравнению с трамваем
- Троллейбус использует то же дорожное полотно, что и автомобильный транспорт, что при наличии невысоких пассажиропотоков позволяет обойтись без отдельной трамвайной линии и сэкономить городское пространство.
- Значительно более низкие капитальные расходы на строительство троллейбусной линии — не требуется ни вскрытия дорожного полотна, ни строительства обособленного пути, потому что используется существующая дорожная инфраструктура. Требуется лишь смонтировать воздушную контактную сеть.
- Троллейбус может отклоняться от оси контактной сети на расстояние до 4,5 м[52], иногда даже более, благодаря чему сравнительно легко маневрирует в транспортном потоке и имеет гораздо меньше проблем с объездом препятствий наподобие неправильно припаркованного или неисправного автомобиля и даже другого троллейбуса — при условии, что у последнего опущены обе штанги.
- Резиновые шины троллейбуса имеют лучшее сцепление с дорогой, чем металлические колёса трамвая, что позволяет эксплуатировать его на трассах с бо́льшими уклонами (до 8—12 %).
- Троллейбус обычно использует общие с автобусами остановки, расположенные на тротуаре. Остановки трамвая на совмещённом полотне расположены в глубине дороги и требуют выхода пассажиров на проезжую часть[52].
- Троллейбус может проходить по кривым меньшего радиуса, чем трамвайный вагон[52].
- Поскольку троллейбус имеет двухпроводную систему электроснабжения, то он не вызывает появления подземных блуждающих токов, резко сокращающих срок службы дорогостоящих подземных металлических сооружений[52].

#### По сравнению с автобусом
- Троллейбусы не загрязняют воздух выхлопными газами.
- Троллейбус может работать по системе многих единиц[27]. Современные троллейбусы как и автобусы бывают сочленёнными, но при этом их эксплуатационные расходы намного ниже чем у аналогичных автобусов.
- Удельное потребление энергии троллейбусом на одного перевезённого пассажира на 30-35 % ниже, чем у автобуса, применение рекуперативного торможения ещё больше увеличивает этот разрыв[7].
- Срок службы современного троллейбуса намного больше, чем срок службы аналогичного автобуса.
- При эксплуатации на горных трассах троллейбус не требует установки специального ретардера, поскольку его роль благополучно выполняет тяговый двигатель.
- Двигатель троллейбуса допускает довольно значительные по величине кратковременные перегрузки[1]. Электродвигатель может развивать полную мощность во всём диапазоне скоростей, что также важно при эксплуатации в гористой местности.
- На троллейбус можно установить систему рекуперации энергии в контактную сеть, что обеспечивает экономию электроэнергии, особенно при работе на участках со сложным рельефом[70][71].
- Тяговый электродвигатель более надёжен, чем двигатель внутреннего сгорания[52].
- Современный троллейбус значительно менее шумен, чем автобус. Основными источниками шума в троллейбусах являются компрессор, системы отопления и кондиционирования, иногда также системы управления, а в некоторых устаревших моделях — ещё и главный редуктор, мотор-генератор. В современных троллейбусах эти шумы либо устранены, либо значительно снижены. Теоретически троллейбусы могут быть сделаны практически бесшумными, но полная бесшумность может стать источником опасности для пешеходов.
- Троллейбус использует электрическую энергию, вырабатываемую на электростанциях, КПД которых выше, чем у двигателя автобуса[52]. Причём источником электроэнергии для троллейбуса может служить любая доступная электростанция.
- Вместимость низкопольного троллейбуса обычно больше, чем у низкопольного автобуса[54], так как не требуется места для размещения топливных баков, двигатель и агрегаты трансмиссии троллейбуса намного более компактны, а часть электрооборудования можно разместить на крыше.

### Недостатки
По сравнению с трамваем

Пробка из троллейбусов в Москве, вызванная неправильно припаркованными автомобилями

- Троллейбус потребляет больше электроэнергии, чем трамвай[33][52], но меньше, чем электробус. Это связано как с более высоким сопротивлением качению, так и с большим количеством циклов «разгон — торможение» в городском потоке.
- Провозная способность троллейбусной линии не превышает таковой у автобусной линии и ниже, чем у трамвайной линии[52]., но выше, чем у линии, обслуживаемой электробусами (в первую очередь, за счёт отсутствия потерь рабочего времени техники на зарядку).
- Троллейбус не может достичь столь же высокой средней скорости в городе, как трамвай, работающий на обособленной полосе.
- Троллейбусная выделенная полоса должна быть более широкой, чем трамвайная, так как траектория движения троллейбуса не фиксирована. По этой же причине, сложно организовать «беззазорную» посадку от остановки в троллейбус, что не является проблемой для рельсового транспорта.
- В отличие от трамвая, кузов троллейбуса не заземлён, поэтому требуется принятие дополнительных мер обеспечения электробезопасности: контроль утечки тока, обеспечение двойной изоляции электроцепей, регулярные проверки состояния изоляции.
- Устройство контактной сети троллейбуса сложнее и дороже.
- Троллейбус более, чем трамвай, чувствителен к обледенению контактных проводов. Плохой контакт приводит к быстрому износу контактных вставок, которые в этом случае приходится менять несколько раз за рабочую смену.

По сравнению с автобусом
- Первоначальные инвестиционные затраты на развёртывание троллейбусной системы выше, чем для автобусной, так как требует строительства тяговых подстанций и контактной сети[52].
- Троллейбус очень чувствителен к состоянию дорожного покрытия и контактной сети[2]. При необходимости проехать повреждённый участок дороги приходится значительно снижать скорость, чтобы избежать схода штанг с проводов контактной линии.
- Фактически невозможен обгон одного троллейбуса другим троллейбусом без автономного хода, если это не предусмотрено контактной сетью — для этого необходимо опускать штанги на одном из троллейбусов, либо объезжать стоящий, как правило, передний троллейбус со срывом штанг заднего троллейбуса на ходу (без наличия второго сотрудника, например, другого водителя, или водителя-наставника — это невозможно, а в некоторых случаях и запрещено).
- Троллейбусная сеть "классического" троллейбуса отличается сравнительно низкой гибкостью из-за привязки к контактной сети[52]. Однако применение в современных троллейбусах систем автономного хода (а в прошлом и дуобусов) во многом решает эту проблему.
- Конструкция спецчастей контактной сети (изгибов на поворотах, пересечений, стрелок, разделяемых соединений на разводных мостах) в России и большинстве стран бывшего СССР требует проходить их на пониженной скорости[52] (иногда до 5 км/ч[47]). В большинстве европейских стран, США и Канаде эта проблема отсутствует.
- В постсоветских странах существует опасность остановки на обесточенном участке на пересечениях и троллейбусных стрелках из-за применения устаревших элементов контактной сети. Существуют современные спецчасти, свободные от этих недостатков. Они широко распространены на Западе. Но в постсоветских странах есть только единичные случаи применения таких спецчастей (например, в Вологде). Применением систем автономного хода легко нивелирует и этот недостаток.
- Троллейбус, не оснащённый системой автономного хода, не может отклониться от контактной сети более, чем на 4,5 метра, что иногда приводит к затруднениям при объезде дорожных заторов и повреждений контактной сети. Также при значительном отклонении от контактной сети необходимо снижать скорость во избежание схода штанг с проводов контактной сети.
- По указанным выше причинам, троллейбус без автономного хода на аккумуляторах или ДГУ с большей долей вероятности может сорвать выполнение рейса, чем автобус.

## Троллейбусные системы мира

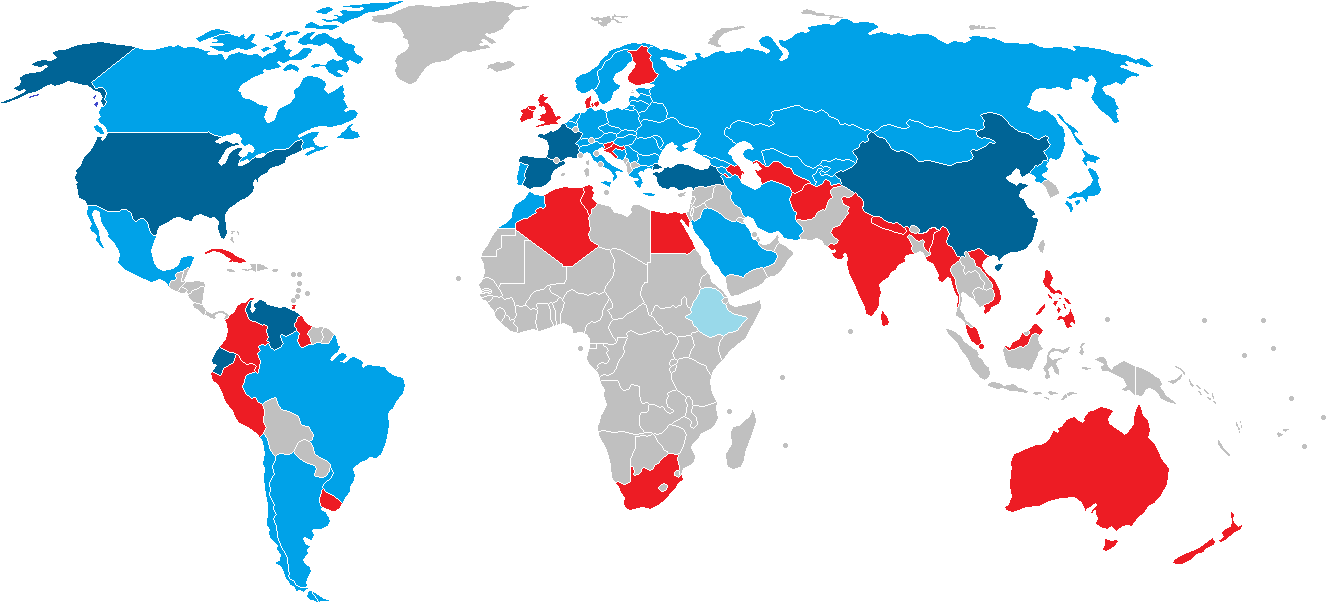
Троллейбусные системы в мире:
Страны с действующими, включая BRT
Страны с действующими, без BRT
Страны, планирующие
Страны, имевшие
Страны, никогда не имевшие

По состоянию на начало апреля 2015 года в мире 289 троллейбусных систем.

### В Америке

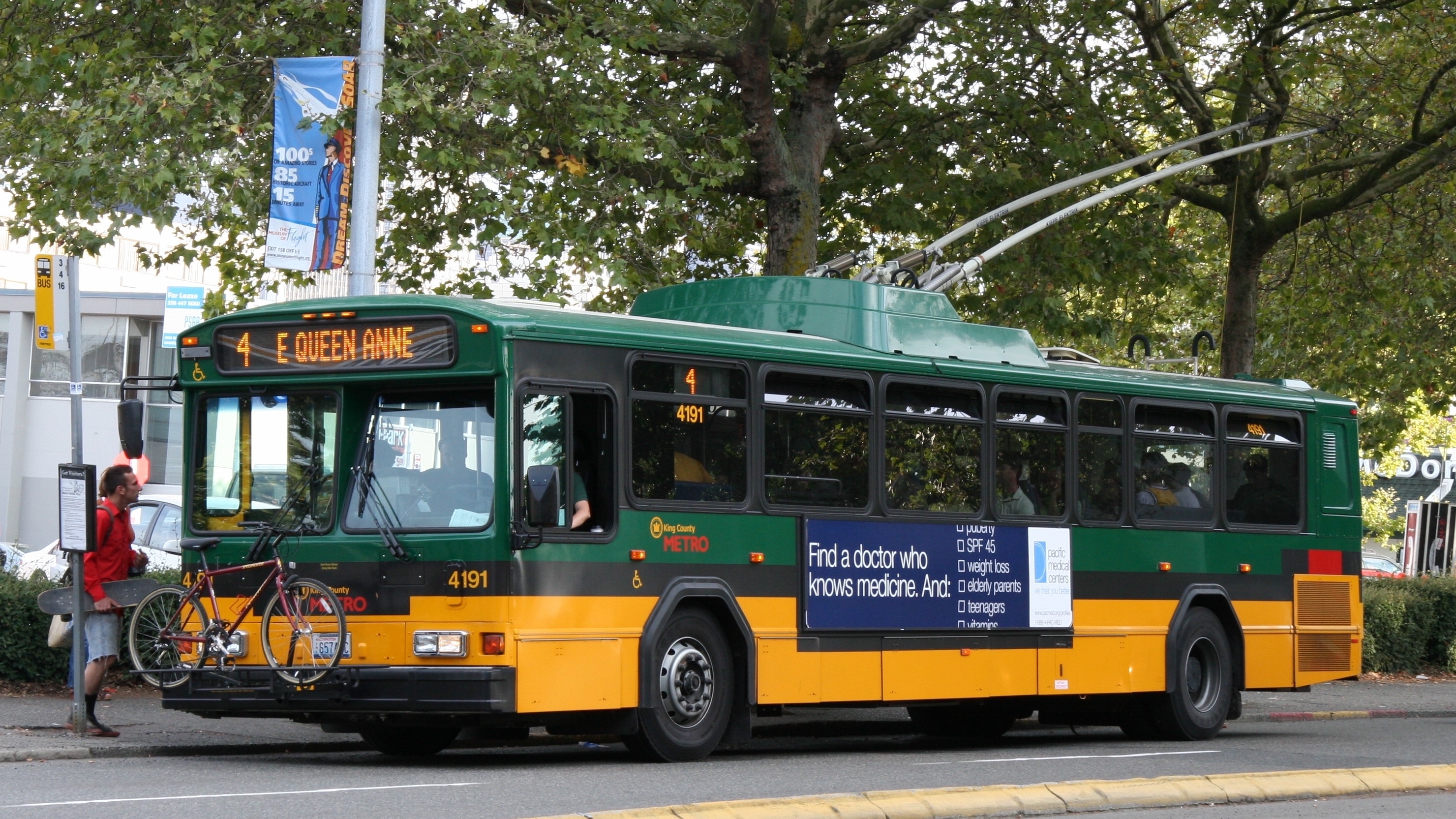
В США и Канаде троллейбусы, как и автобусы, часто оснащают креплениями для велосипедов

Северная Америка представлена троллейбусами Ванкувера (Канада) и пятью троллейбусными системами в США. Примечательна троллейбусная система в Бостоне, штат Массачусетс, где кроме обычного уличного действует система подземного скоростного троллейбуса (так называемая серебряная линия, см. Транспортное управление залива Массачусетс).
Латиноамериканские страны на начало 2015 года представлены десятью троллейбусными системами в Аргентине (в Кордове, Мендосе и Росарио), Бразилии, Венесуэле (в Мериде), в Мексике, Чили (в Вальпараисо) и в Эквадоре (в Кито). Последняя примечательна тем, что расположена ближе всех к экватору.

### В Азии и Океании

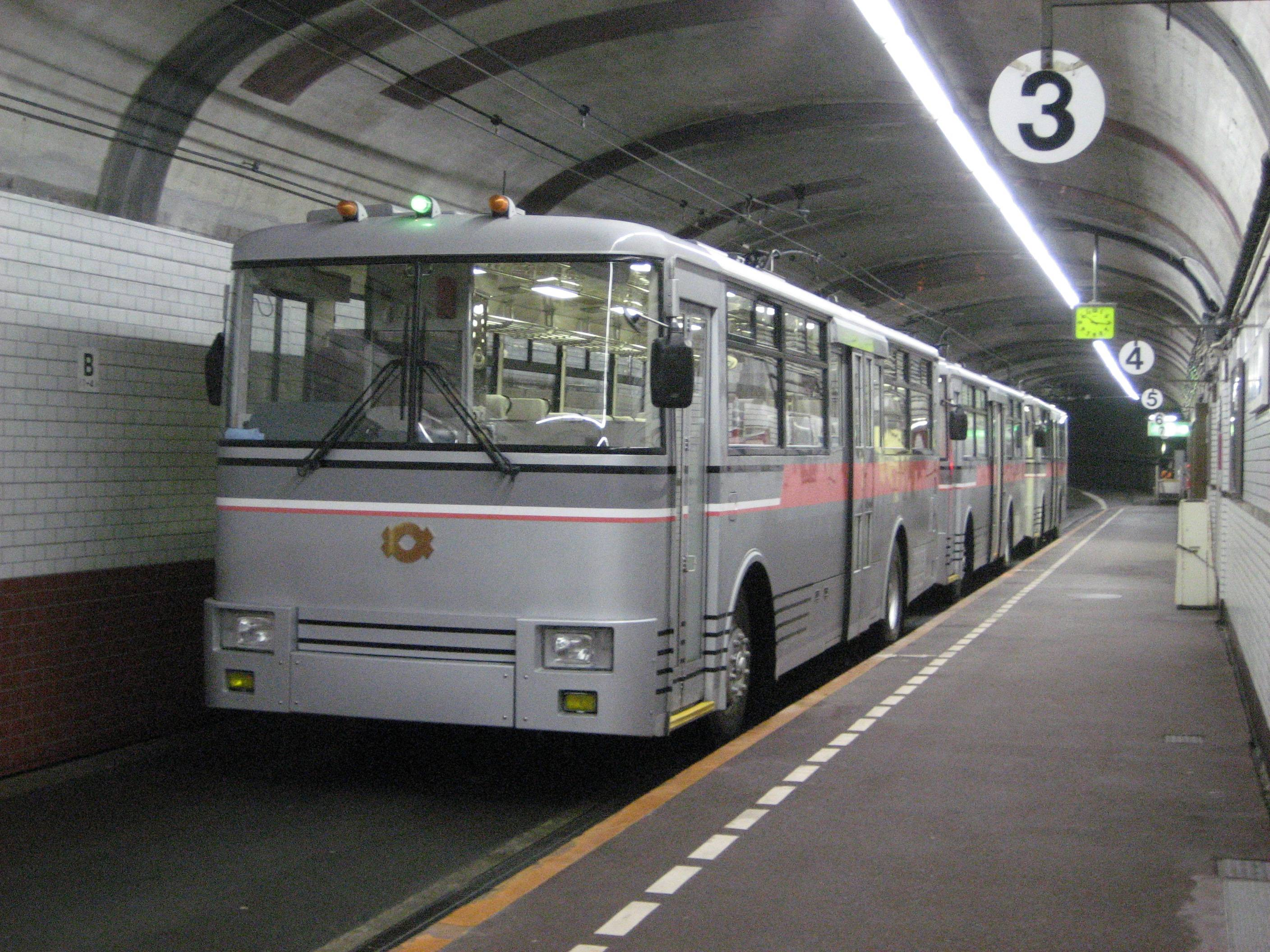
Подземный троллейбус в Куробэ

Кроме России и стран СНГ, в Азии большинство троллейбусных систем находится в Китае и Северной Корее. Троллейбус также есть в Турции (в Малатье), Монголии (в Улан-Баторе) и Японии.
- Системы, подобные бостонской «серебряной линии» действуют также в городе Куробэ[76] и посёлке Татэяма (Япония)[77].
- Самая южная троллейбусная система была расположена в Веллингтоне (Новая Зеландия)[78], закрыта в ноябре 2017 года (см. Веллингтонский троллейбус).
- Троллейбусная система Шанхая (Китай) — самая старая из ныне действующих: она работает с 1914 года[79]. Кроме обычного троллейбуса действует также электрический автобус на суперконденсаторах, который подключается специальным токоприёмником к КС только на остановках[80].

### В Европе (кроме СНГ)
В Европе на начало 2015 года работает 90 троллейбусных систем (вместе с Украиной, Беларусью и Молдавией — 141).

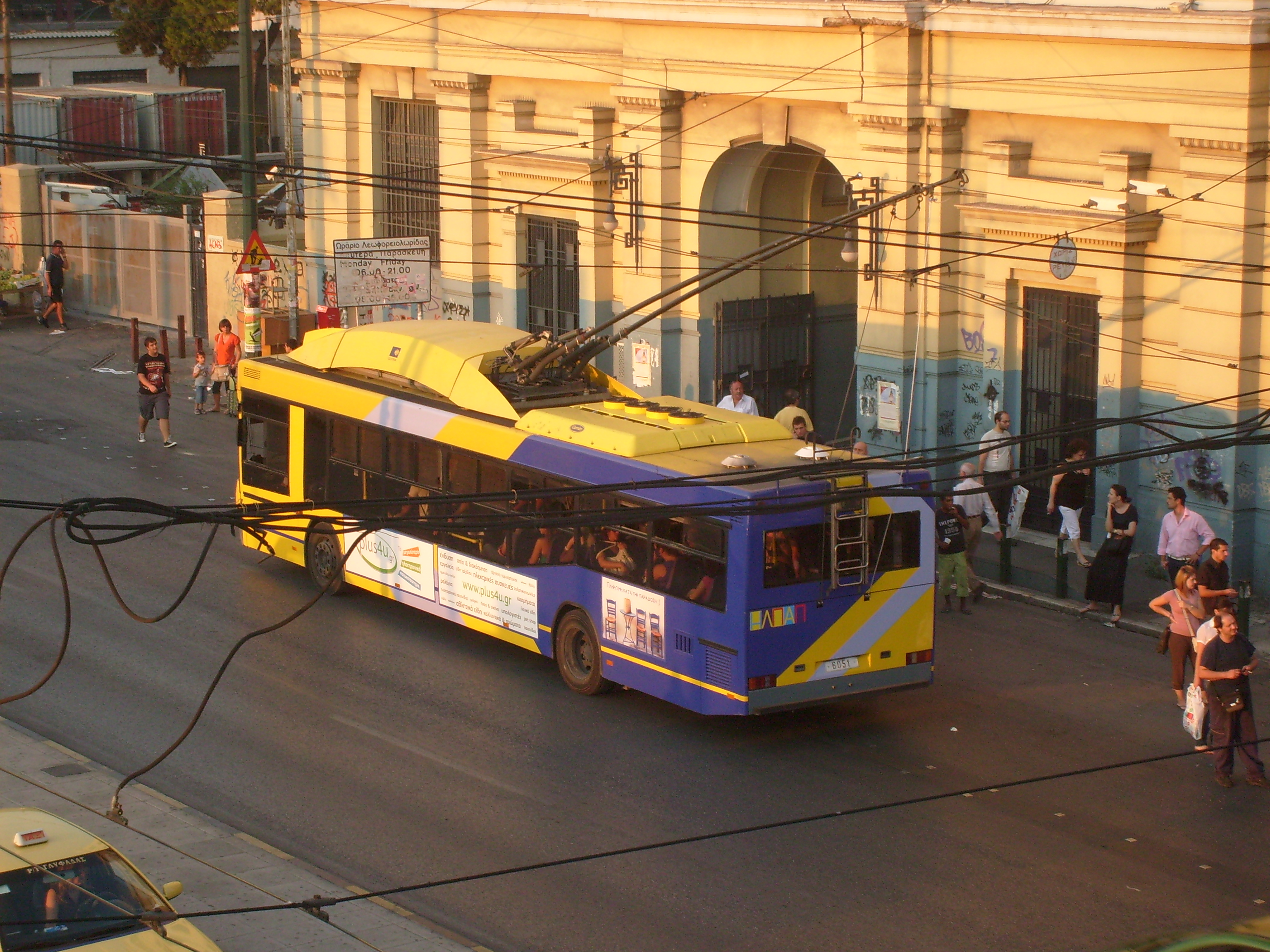
Троллейбус возле пирейского железнодорожного вокзала

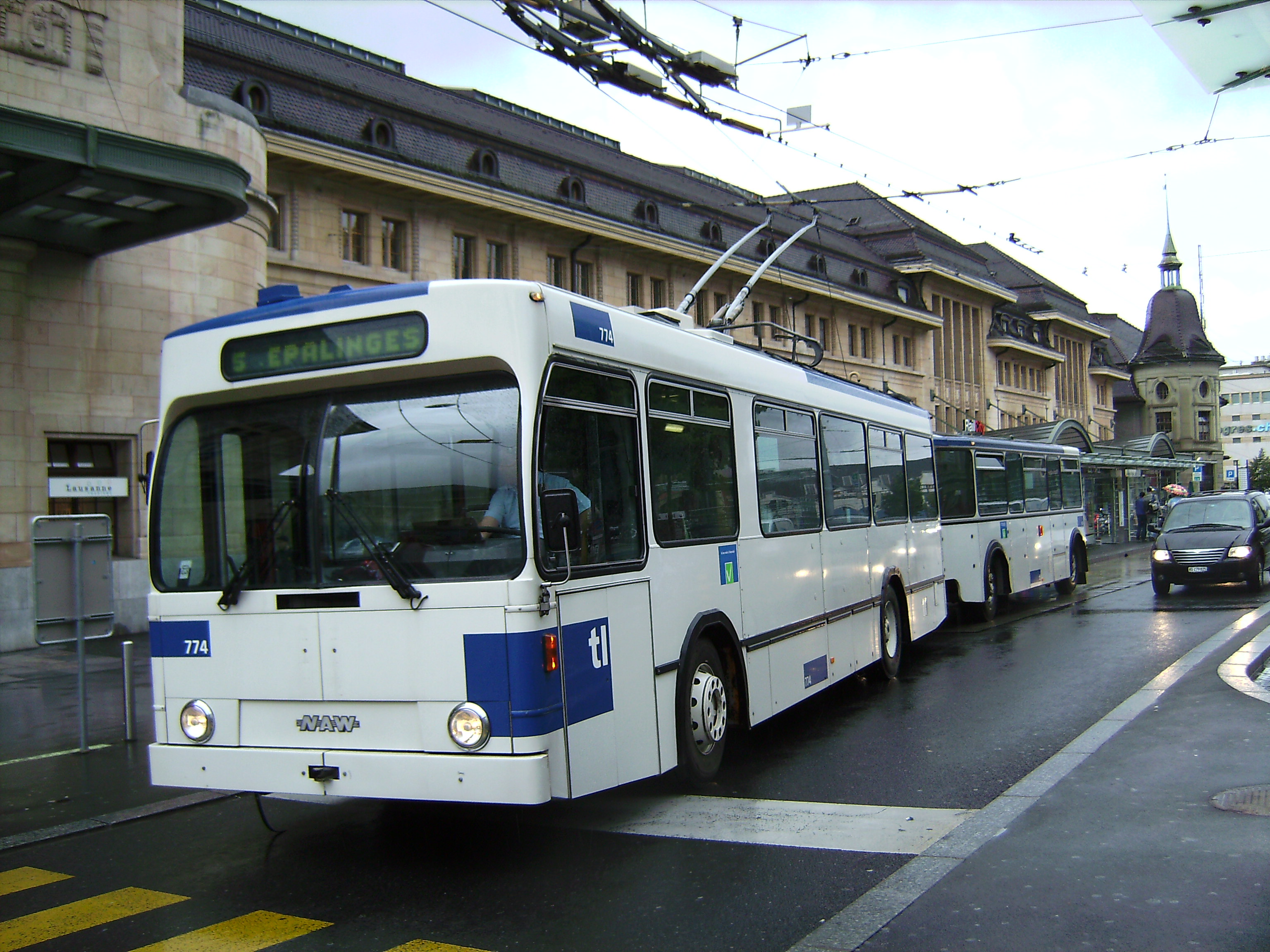
Троллейбус с прицепом в Лозанне, Швейцария.

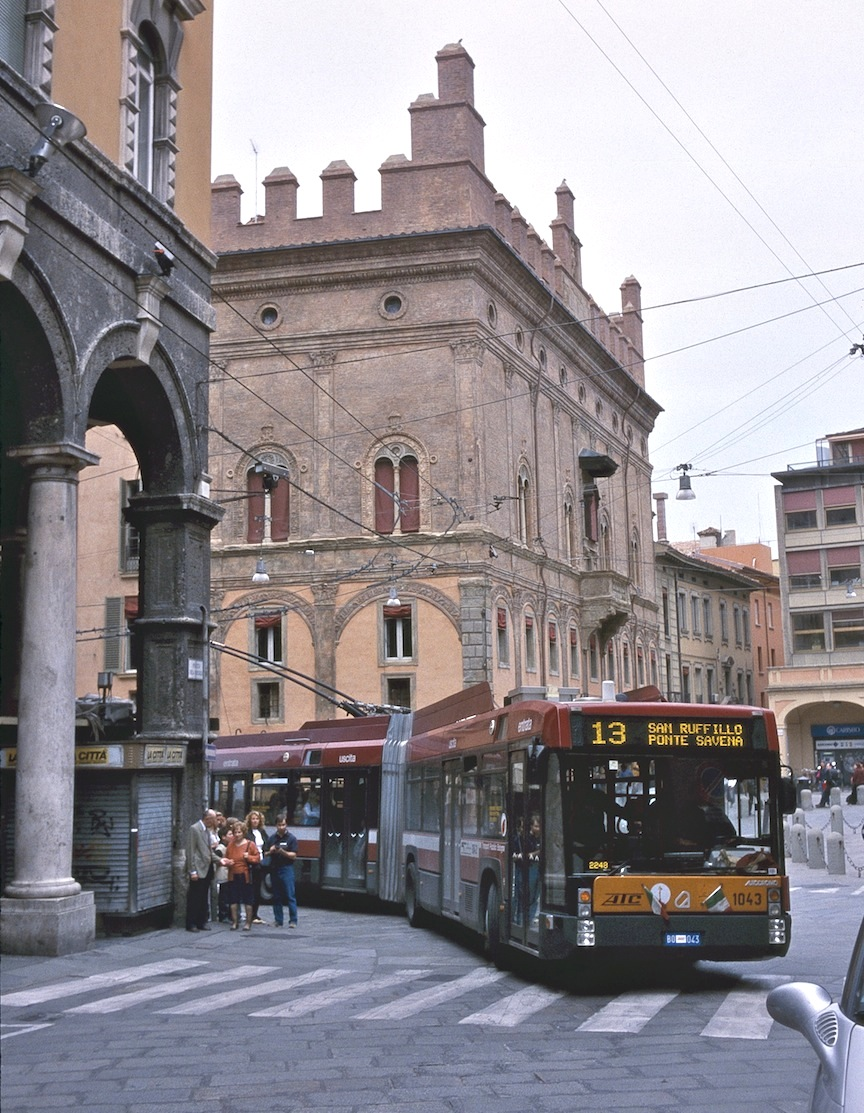
Сочленённый троллейбус в Болонье, Италия.

- В Киеве находится самая длинная троллейбусная сеть в мире (длина контактной сети 499,7 км).
- Крупнейшая троллейбусная система в Евросоюзе находится в Афинах (Греция), и включает также город Пирей. Протяжённость контактной сети более 350 км, эксплуатируются 366 машин[82].
- Имеющиеся на конец 2014 года троллейбусные системы Великобритании являются музейными. В 2015 году ожидался ввод в строй городской троллейбусной системы в Лидсе[англ.], однако это не было сделано. Именно Лидс был одним из первых городов Великобритании, где в 1911 году было запущено троллейбусное движение[83].
- Из 12 действующих троллейбусных систем Швейцарии шесть систем эксплуатируются в городах совместно с трамвайными. Популярность электротранспорта в Швейцарии обусловлена наличием недорогой энергии гидроэлектростанций. Троллейбусные системы Швейцарии примечательны ещё и тем, что во многих городах эксплуатируются трёхсекционные сочленённые троллейбусы, а также троллейбусы с прицепами.
 Также существовали ныне закрытые троллейбусные системы городов Альтштеттена[нем.][84] и Лугано[чеш.][85] В их контактной сети использовалось напряжение 1000 В, из-за чего были большие сложности с приобретением подвижного состава.

Кроме того, в Европе по состоянию на начало 2015 года троллейбусы есть в городах Австрии, Болгарии, Боснии и Герцеговине, Венгрии, Германии, Испании, Италии, Латвии, Литве, Нидерландах, Норвегии, Польше, Португалии, Румынии, Сербии, Словакии, Франции, Чехии, Швеции и в Эстонии. По данным 2000 года в Европе действовало 112 троллейбусных систем.

### В СНГ
В России на начало апреля 2015 года действует 85 троллейбусных систем — больше, чем в любой другой стране мира.
- Первый пассажирский троллейбус в СССР был изготовлен на московском заводе «Динамо» в 1933 году[87].
- Старейшая в России и долгое время бывшая крупнейшей в мире[88] троллейбусная система была расположена в Москве (ныне — музейный маршрут), сейчас это звание носит Ростов-на-Дону. (см. также ниже ➤)
- В троллейбусной сети города Белгорода до 1 июля 2012 года осуществлялось движение по пригородной линии в посёлок Майский Белгородского района протяжённостью 8 км[89]. После остановки движения дальнейшая судьба линии под вопросом.
- Самая северная в мире троллейбусная система расположена в Мурманске.
- Качканарский троллейбус — единственная в России троллейбусная система, закрывшаяся во времена СССР[90].
- Города Саратов и Энгельс имеют общую маршрутную сеть. Между данными городами проходит междугородний маршрут № 109. В 2004 году произошло падение опор контактной сети на Саратовском мосту, после чего движение было прекращено, но в 2021 году линия была восстановлена.
- В России с советских времён также действуют другие междугородные (пригородные) троллейбусы, а в постсоветское время таковые были запущены между Махачкалой и Каспийском в 2017 г. и между Чебоксарами и Новочебоксарском в 2020 г. Кроме того, с 2001 года действует пригородная троллейбусная линия Москва — Химки.
- Первая в мире по количеству подвижного состава троллейбусная система расположена в Минске.
- Крупнейшая троллейбусная сеть в мире по длине маршрутов расположена в Киеве.
- Старейший на территории СНГ линейный троллейбус эксплуатируется в Симферополе, это Škoda 9Tr 1972 года выпуска[91].
- Самой протяжённой троллейбусной линией в мире является междугородный маршрут Симферополь — Алушта (52 км) — Ялта (86 км) в Крыму[92].
- В Узбекистане действует только междугородный троллейбус Ургенч — Хива, протяжённость маршрута которого — 33[89] км.
- В Приднестровье с 1993 года действует междугородный троллейбус Тирасполь — Бендеры, протяжённостью более 13 км.
- С 2019 года троллейбусная сеть Санкт-Петербурга является крупнейшей в России по количеству действующих маршрутов и длине контактной сети[93].

- Москва планомерно сокращала парк троллейбусов и маршруты для них с 2018 года. В качестве причин, по которым приняли такое решение московские власти назвали: контактная сеть уродует облик города и требует больших затрат на содержание, а сами троллейбусы из-за тихоходности и низкой маневренности плохо вписываются в динамичный трафик современного мегаполиса[94]. 25 августа 2020 года власти Москвы отказались от использования троллейбусов на городских маршрутах. В столице навсегда сохранён только один троллейбусный маршрут — от Комсомольской площади до Елоховской площади. Ликвидации троллейбусного движения активно противостояло общественное движение «Москвичи за троллейбус» и депутаты Мосгордумы: они указывали на чрезмерную дороговизну электробусов, а также опыт европейских городов по сохранению электрического транспорта[95].

## Производители троллейбусов
В настоящее время на территории бывшего СССР эксплуатируются троллейбусы, выпущенные в России, Беларуси, Таджикистане, Украине, а также в Чехии, Польше и Китае.
В большинстве стран, в отличие от стран СНГ, нет специализированных производителей троллейбусов, что связано с небольшим количеством троллейбусных хозяйств (по сравнению с Россией и постсоветским пространством), хотя в прошлом из-за большого заказа СССР чешская фирма «Шкода» имела подразделение, занимавшееся сугубо троллейбусным производством. Очень часто зарубежные троллейбусы представляют собой слегка модифицированный кузов автобуса, приспособленный для установки соответствующего электрооборудования. Само электрооборудование поставляется сторонним по отношению к производителю кузовов поставщиком. Исключение составляют только крупные концерны, агрегирующие внутри себя сразу несколько отраслей машиностроения, например итальянский FIAT или немецкий MAN SE. Оба этих концерна в прошлом самостоятельно выпускали троллейбусы, некоторые из этих машин до сих пор работают на линиях, например троллейбусы FIAT 60-х гг. выпуска в Неаполе. В настоящее время потенциальный заказчик имеет возможность выбора и сочетания кузовов с электрооборудованием различных фирм. Кузова для троллейбусов могут выпускаться практически любым производителем автобусов, например Daimler AG (под торговой маркой Mercedes-Benz), Neoman и др. Электрооборудование для троллейбусов поставляется целым рядом известных мировых компаний — Siemens AG, Bombardier, Van Hool, Kiepe и др.
Исключением является польская фирма Solaris Bus & Coach, которая выпускает троллейбусы трёх моделей — Solaris Trollino 12, Solaris Trollino 15 и Solaris Trollino 18.

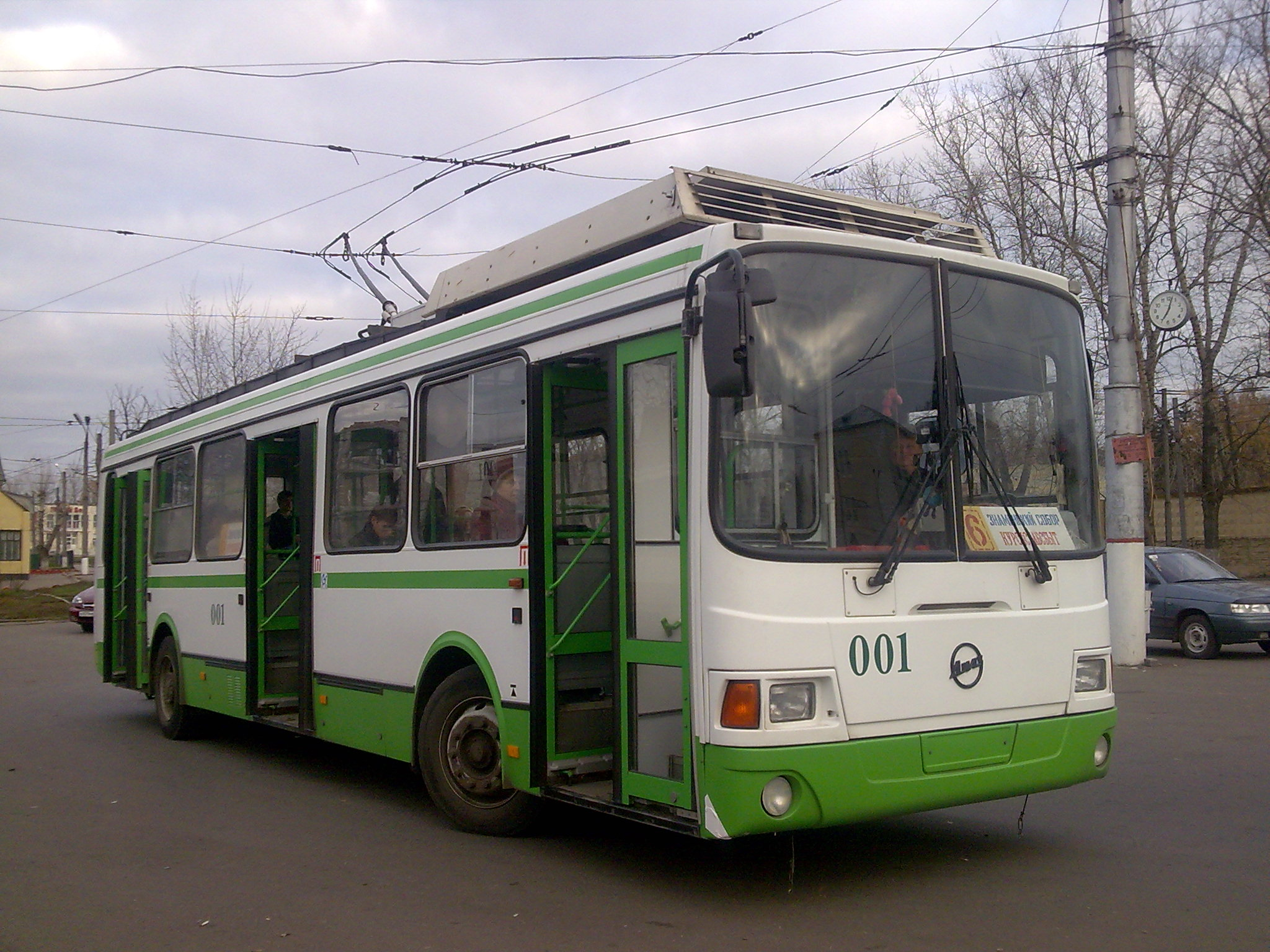
ЛиАЗ-5280 в Курске
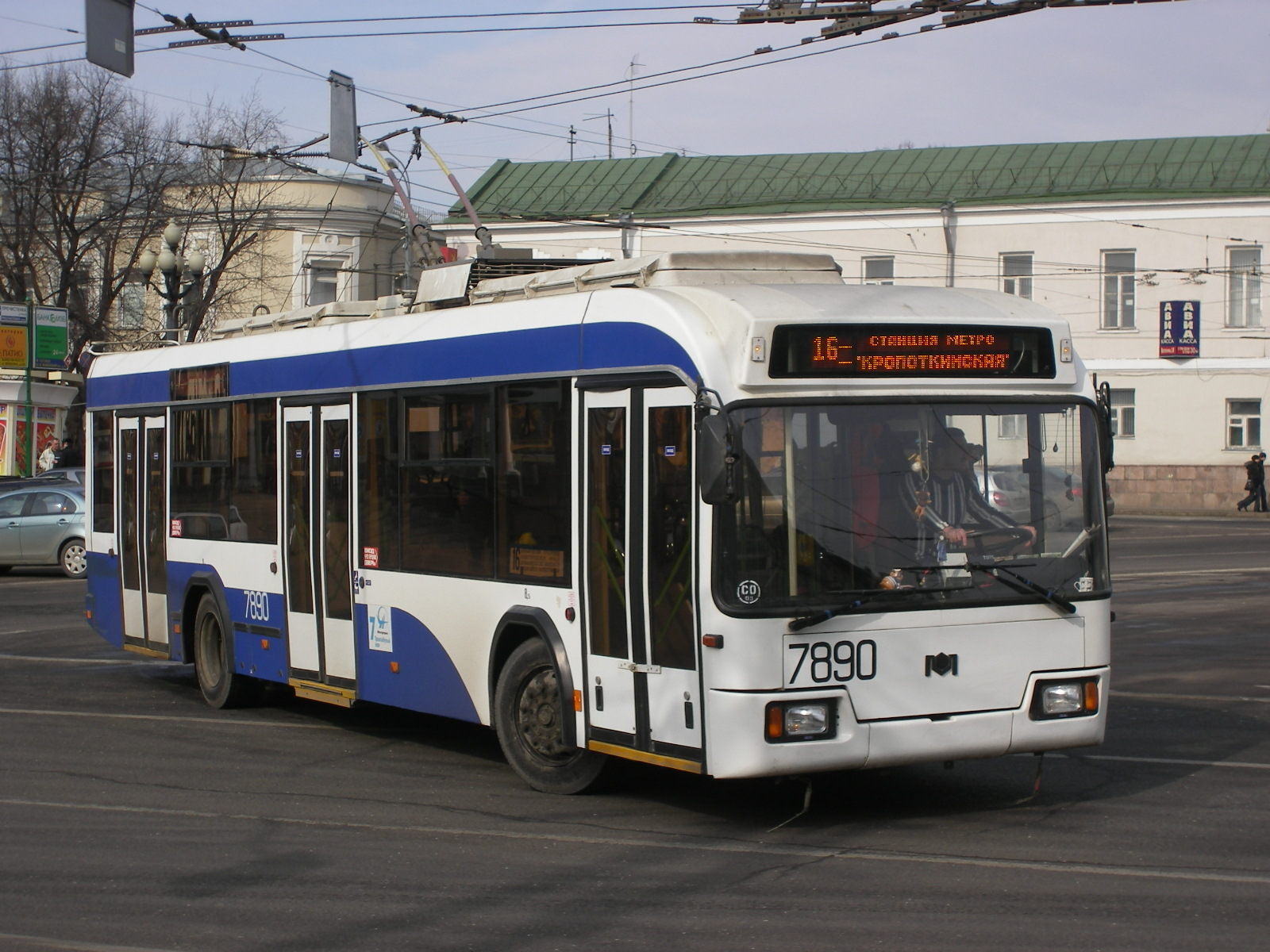
АКСМ-321 в Москве
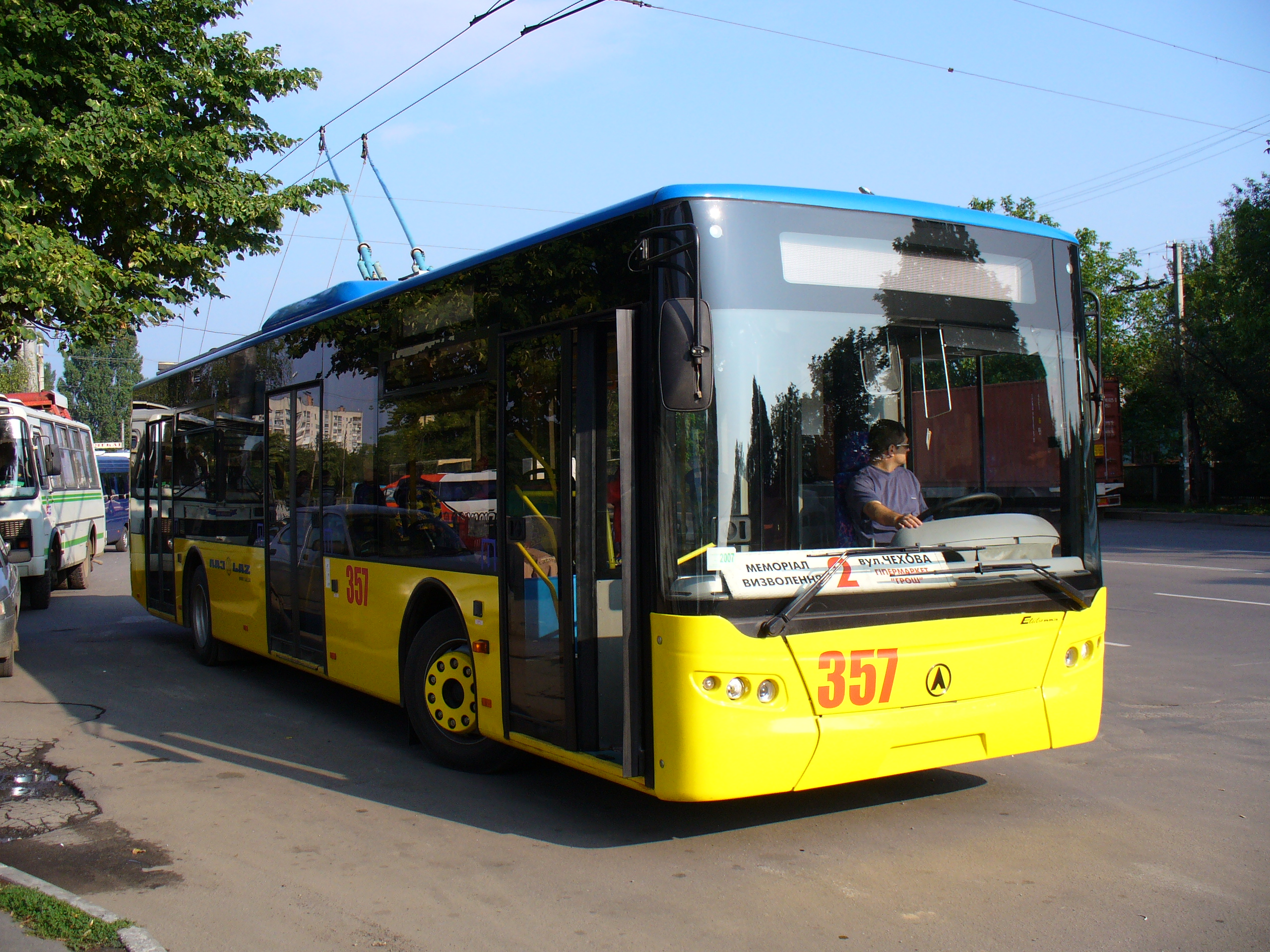
ElectroLAZ-12 в Виннице
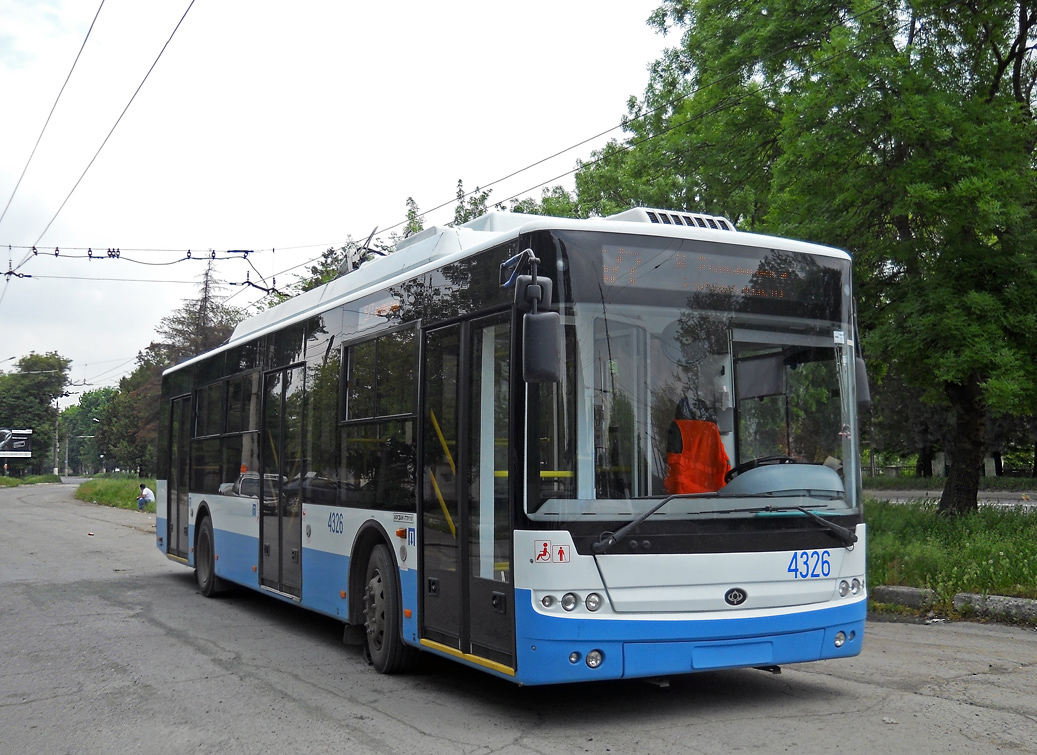
Троллейбус Богдан Т701.10 в Симферополе
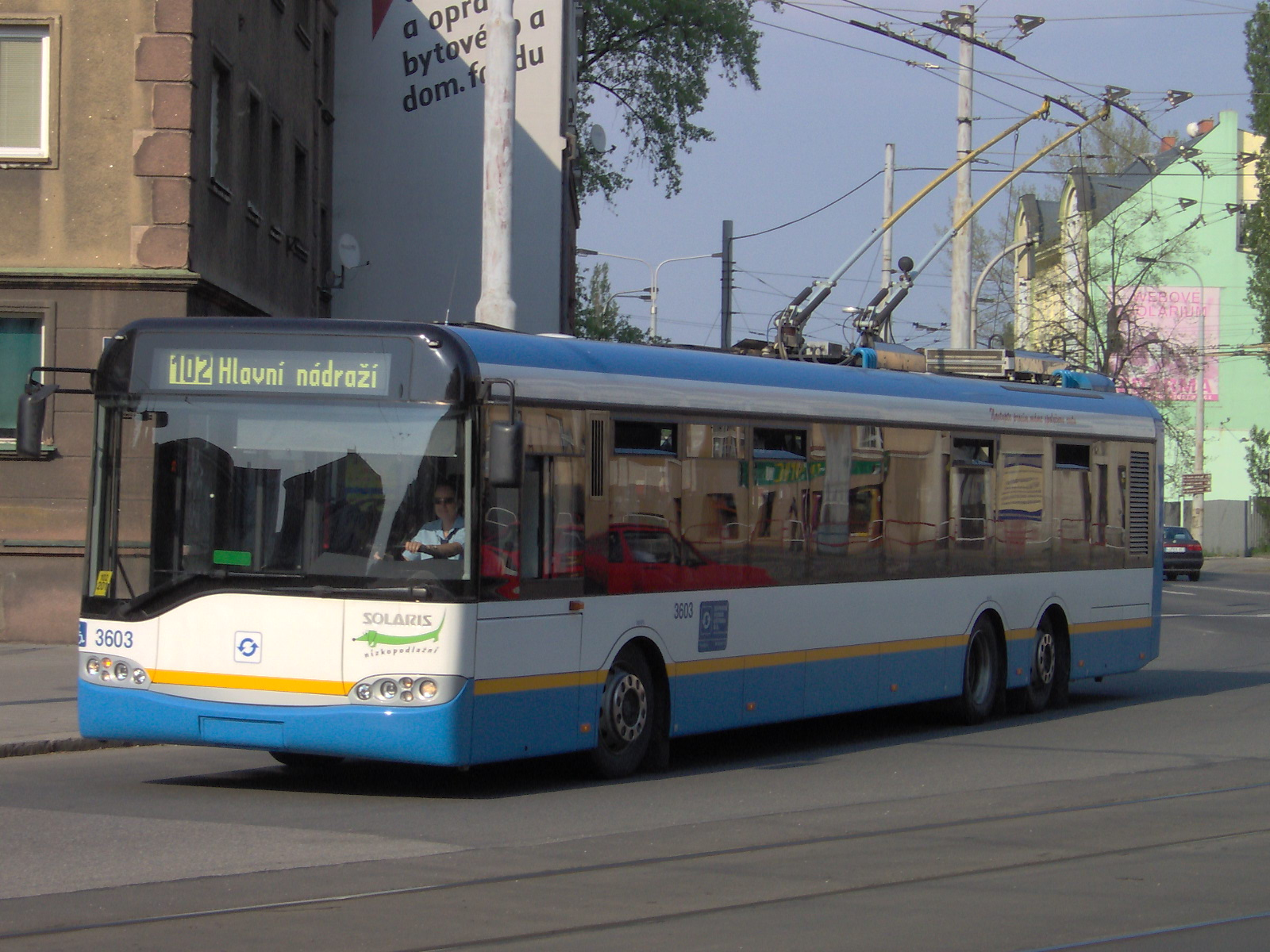
Solaris Trollino 15 в Остраве
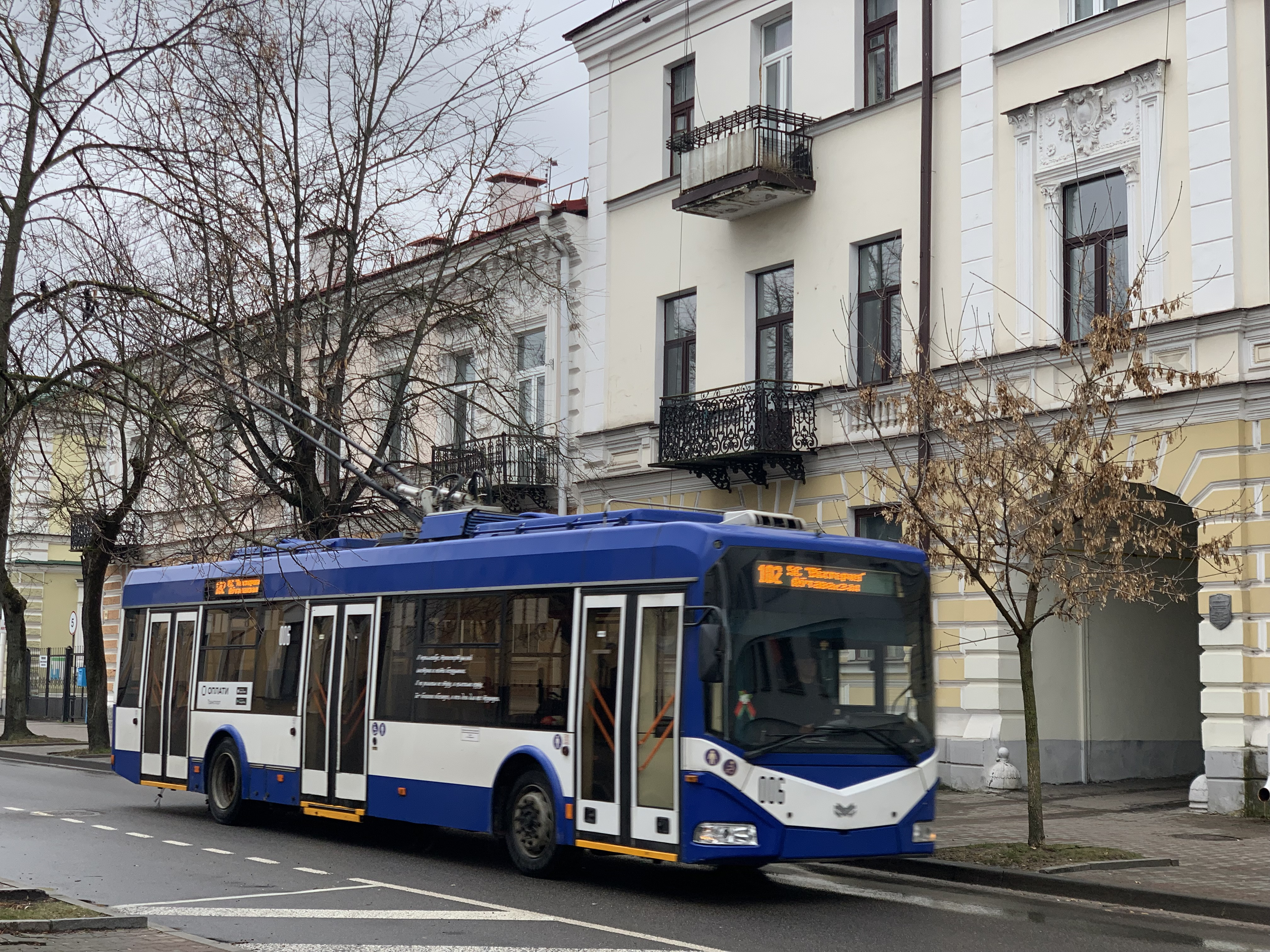
BKM 321 в Бресте
БКМ-321 в Курске
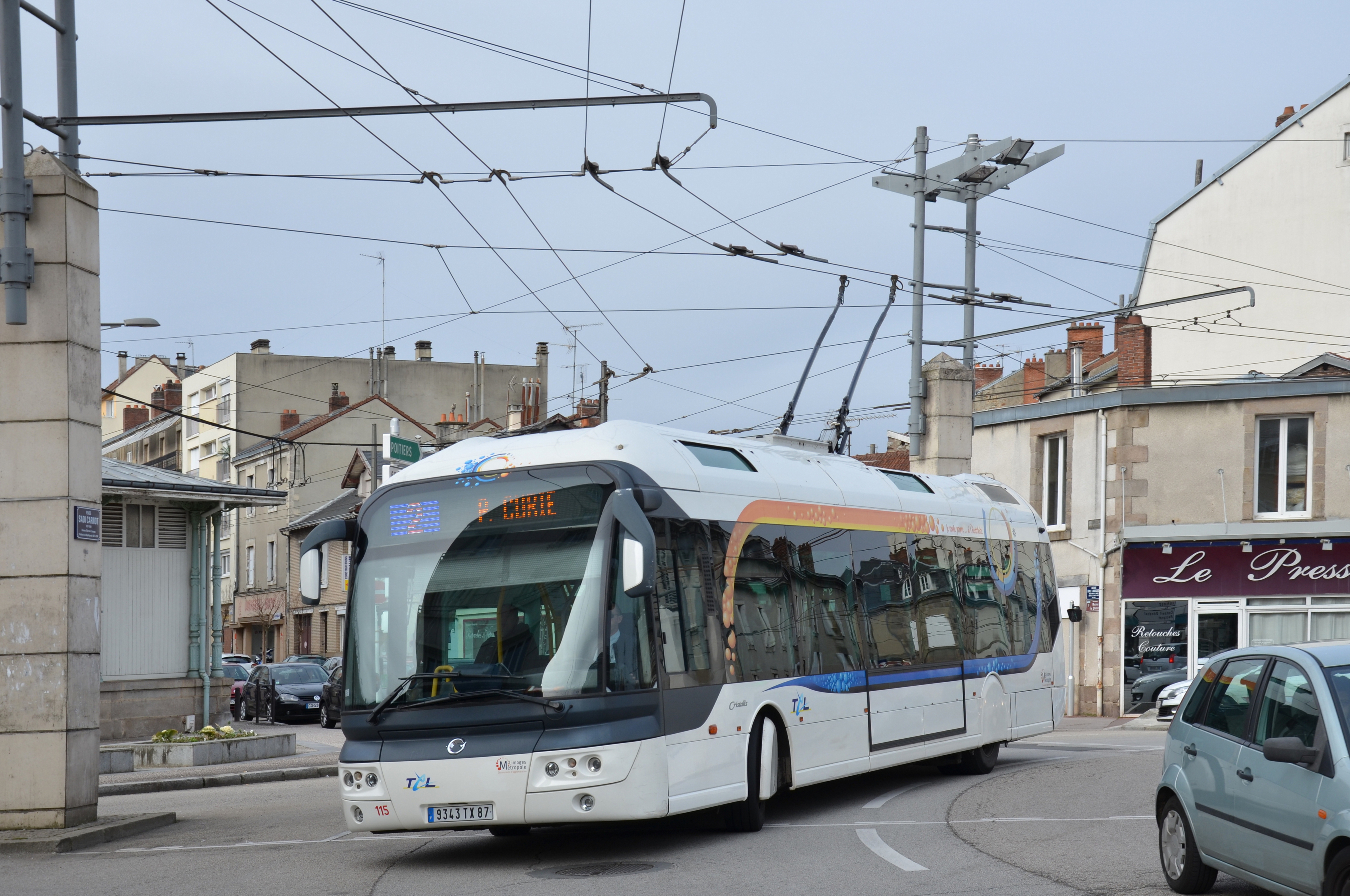
Irisbus Cristalis в Лиможе
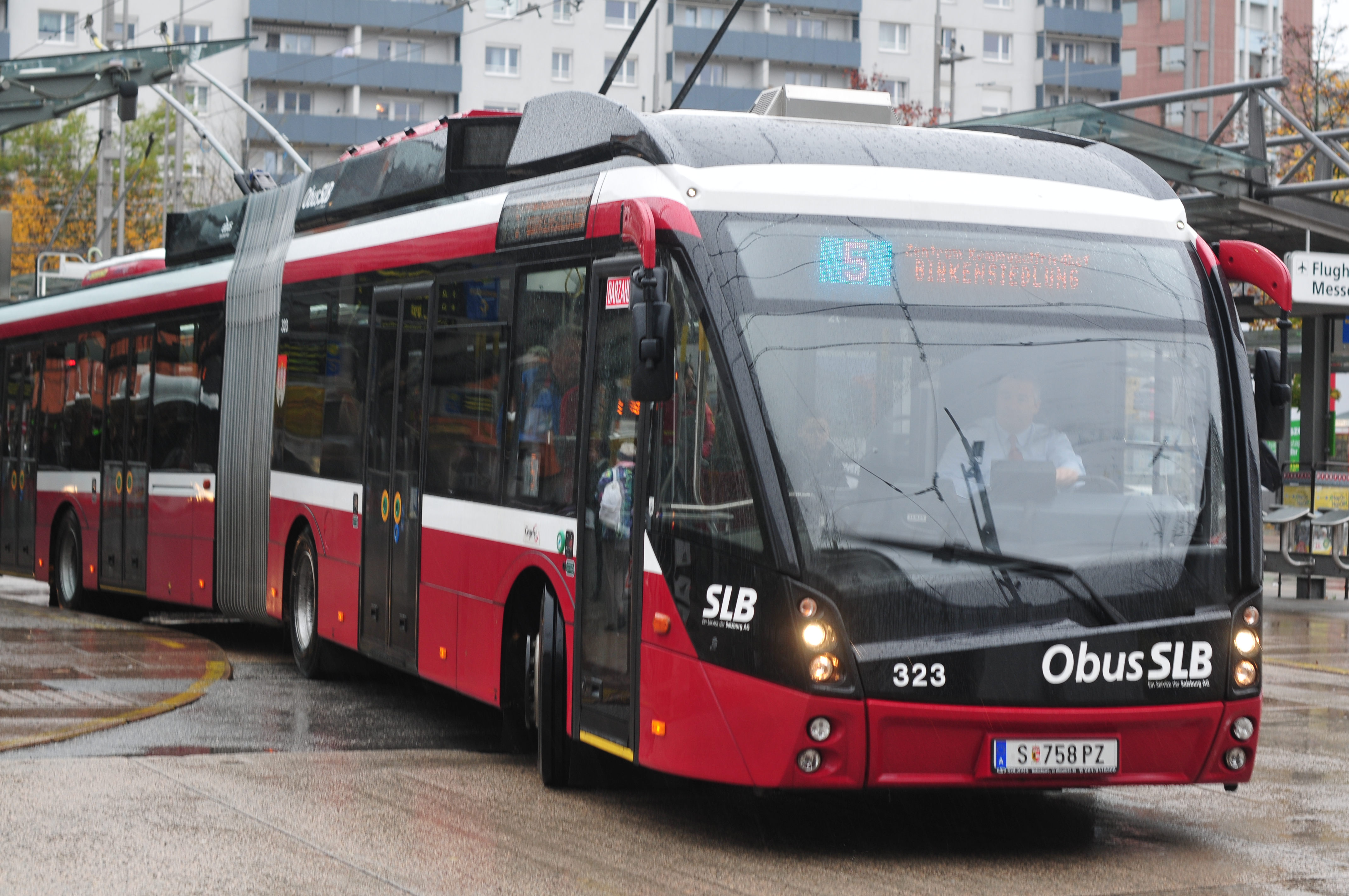
Solaris Trollino 18 в Зальцбурге
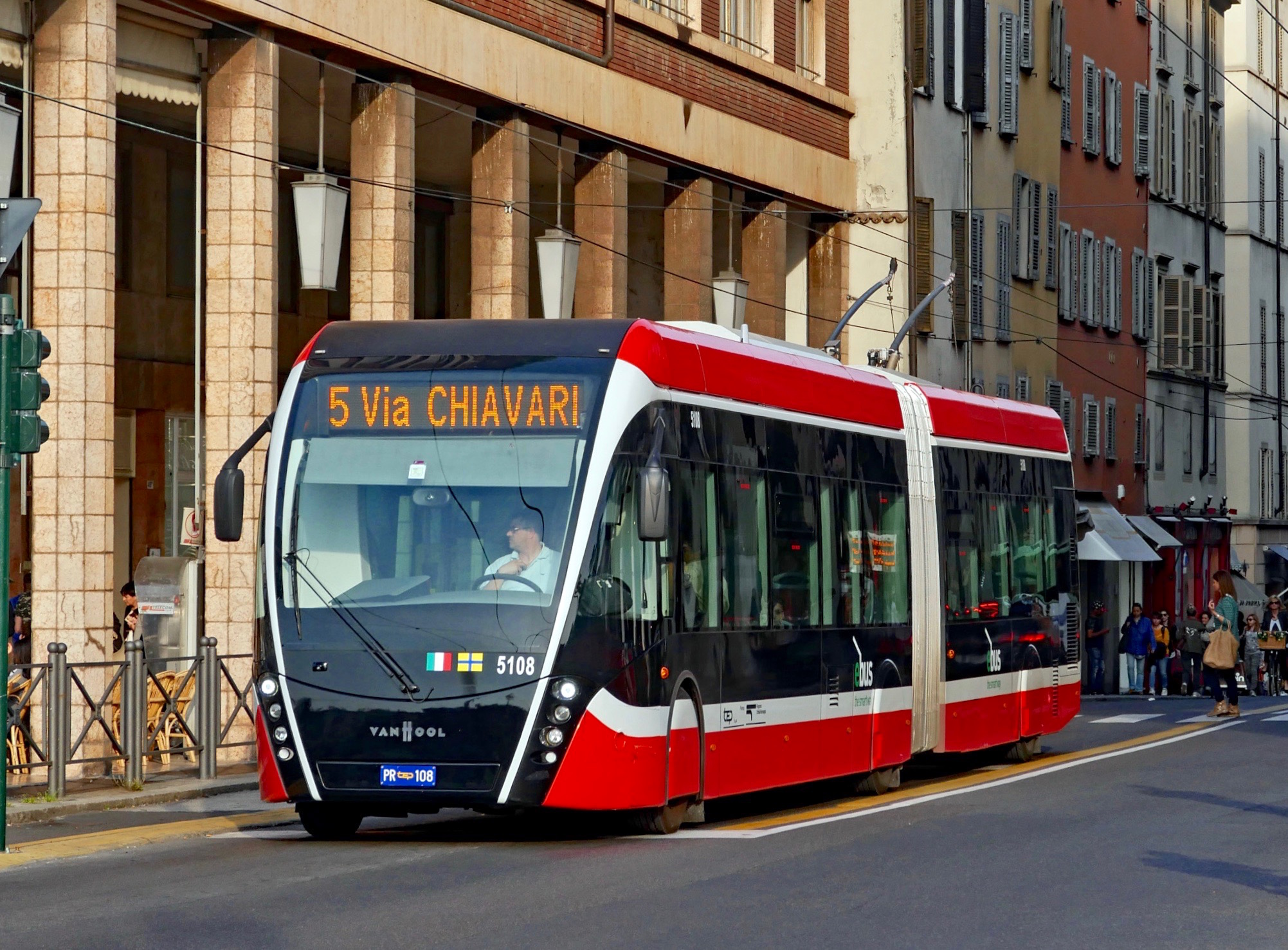
Van Hool Exquicity 18T в Парме
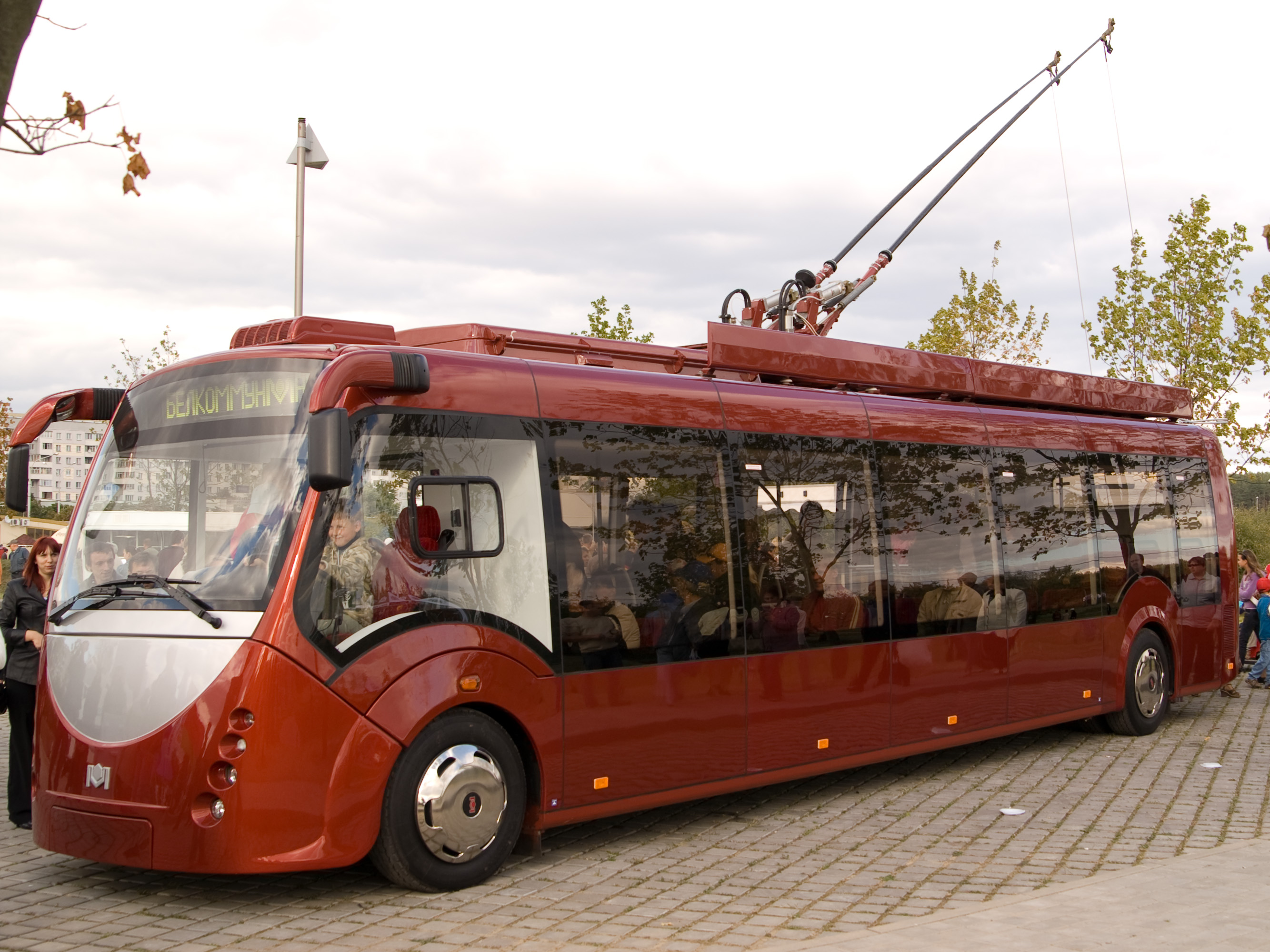
AKSM-420 Vitovt в Минске
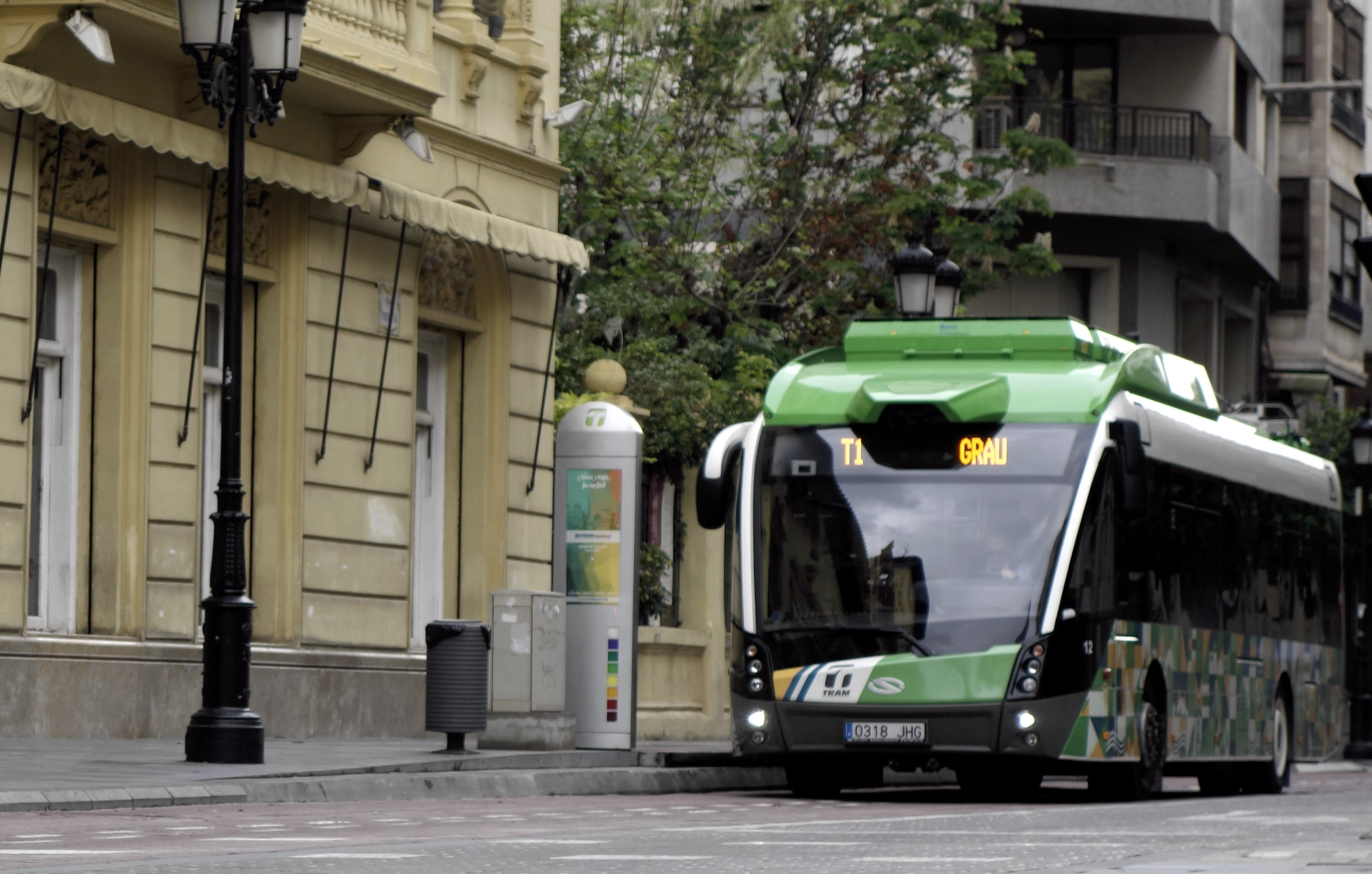
Троллейбус в Кастельон-де-ла-Плана
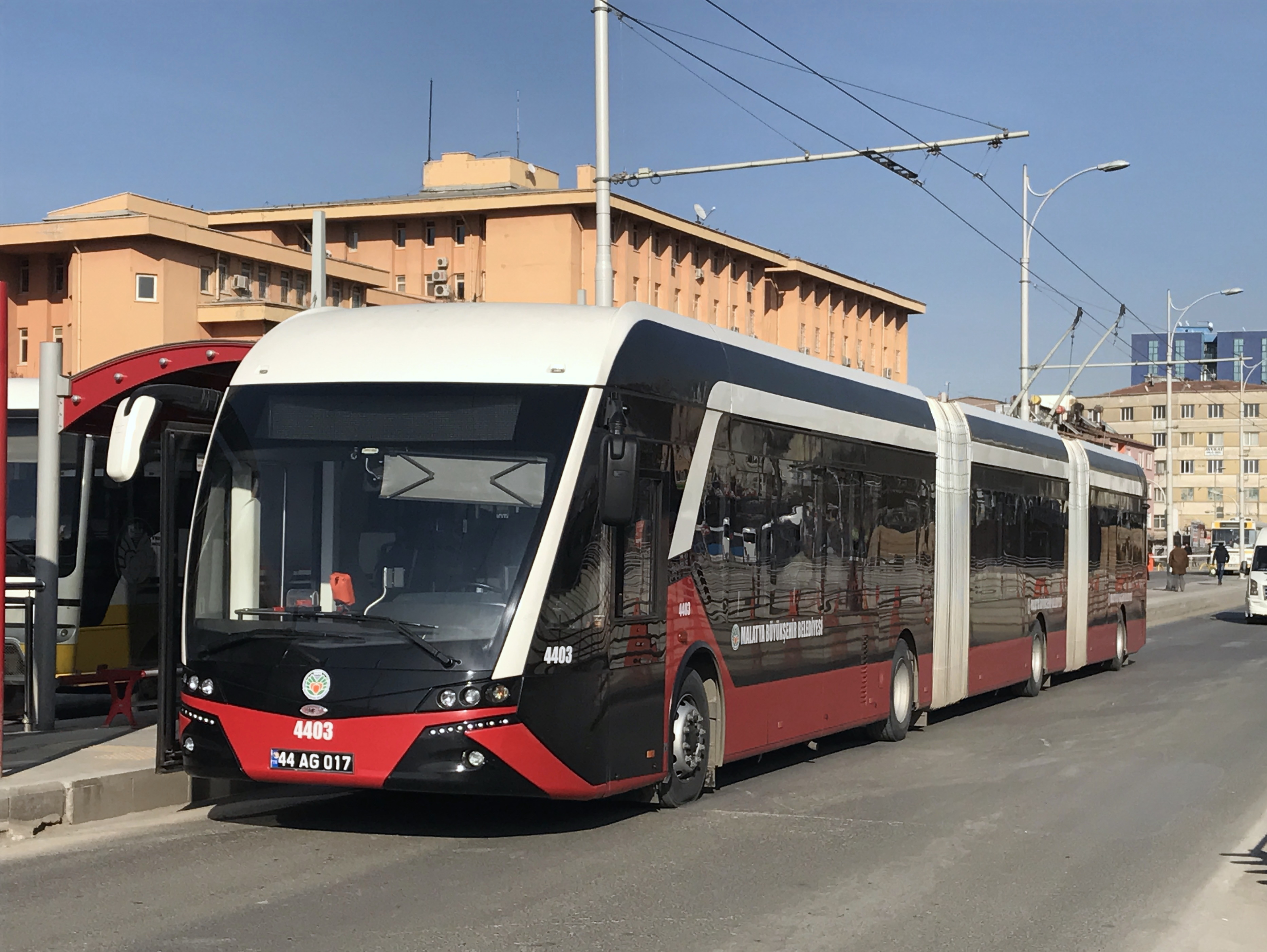
Троллейбус в Малатье
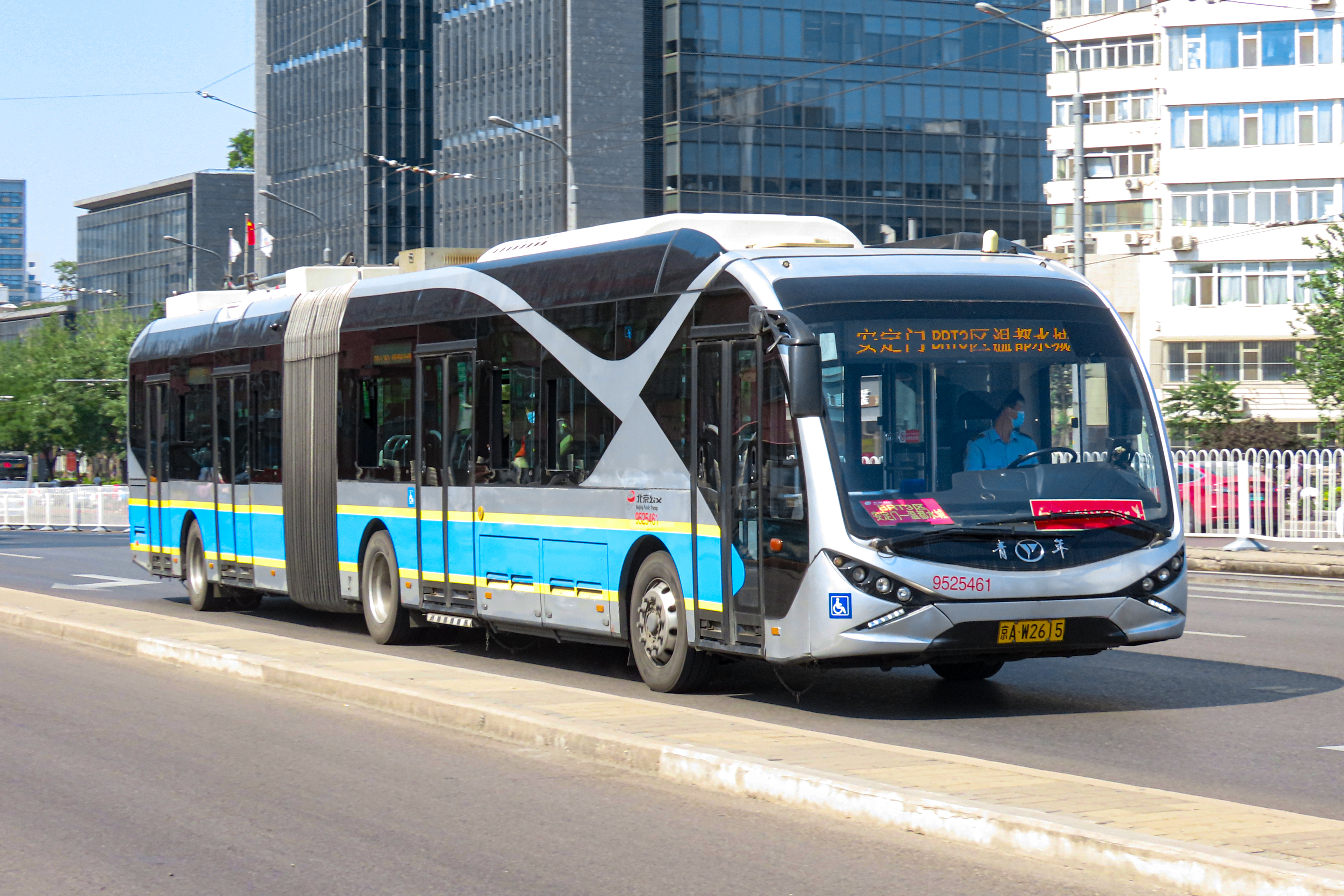
Youngman JNP6183BEV в Пекине

## Музеи электротранспорта
- Музей электрического транспорта Санкт-Петербурга
- Музей пассажирского транспорта Москвы
- Музей электрического транспорта Курска
- Музей электрического транспорта Киева
- Нижегородский музей МУП Нижегородэлектротранс
- Музей общественного транспорта Будапешта
- Музей под открытым небом Блэк Кантри (англ. Black country с англ. — «Чёрная страна»), в Дадли
- Музейный комплекс горэлектротранспорта в Новосибирске[96]

## Памятники

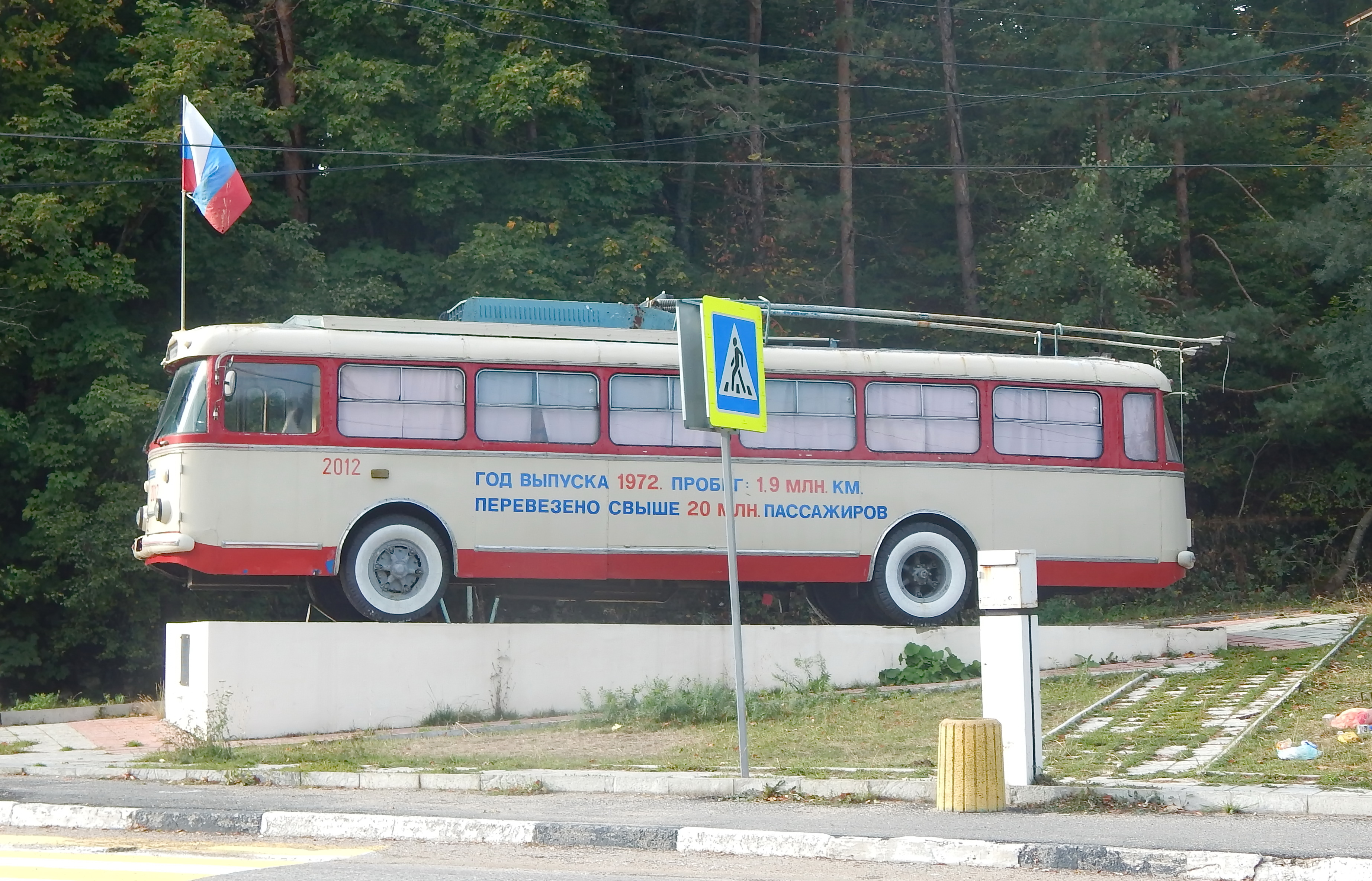
Памятник крымскому троллейбусу

На территории бывшего СССР открыты памятники троллейбусу Шкода в Крыму, МТБ-82 в Минске, ЗиУ-5 — в Воронеже, Туле и Энгельсе (на территории Энгельсского завода электрического транспорта), ЗиУ-682В — в Херсоне.

## Троллейбус в популярной культуре

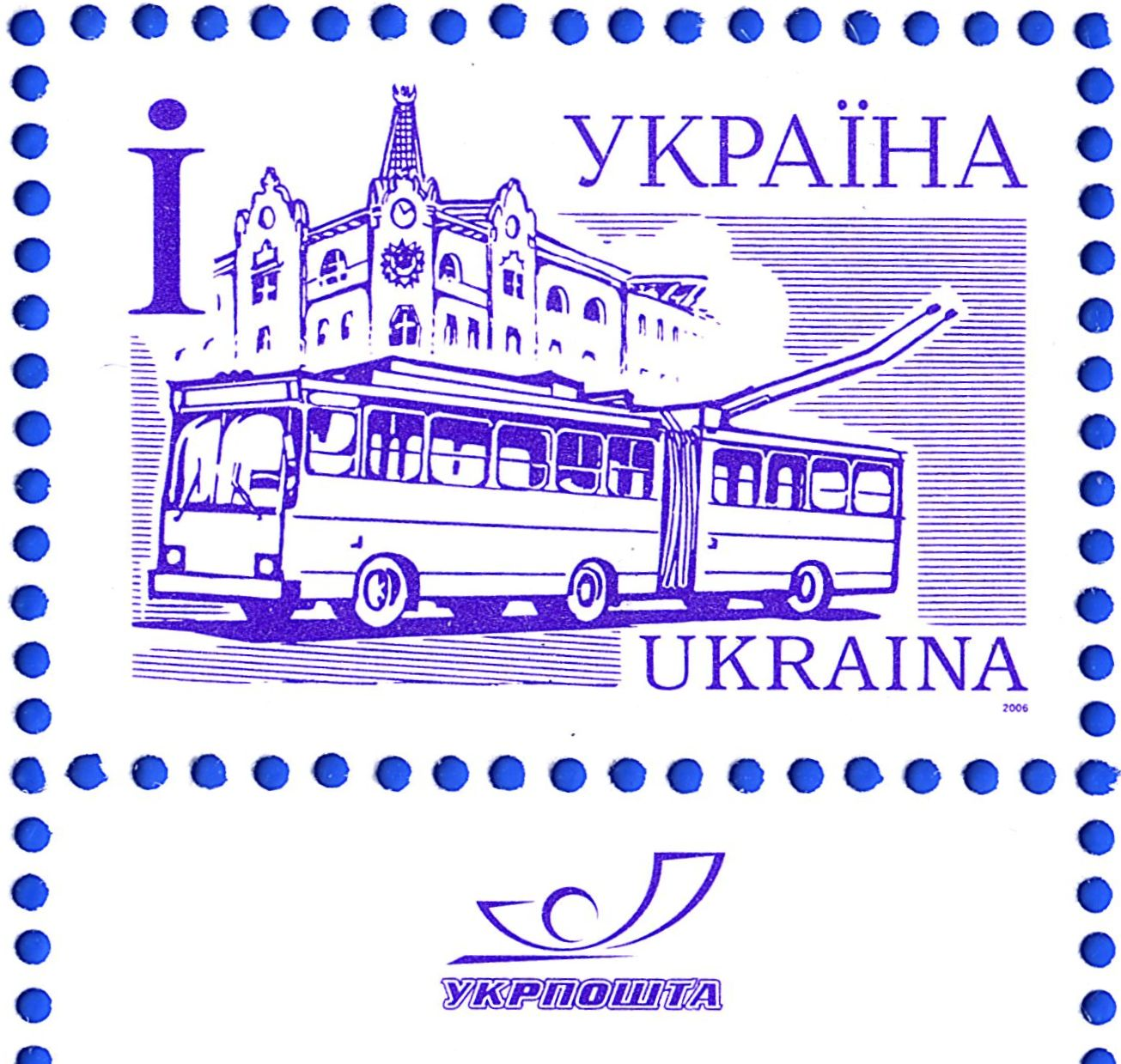
Безноминальная марка (2006) с изображением троллейбуса

В отличие от трамвая, нашедшего широкое отражение во многих художественных произведениях, троллейбус представлен в них в гораздо меньшей степени. Иногда ему посвящают песни (например, «Последний троллейбус» Булата Окуджавы, или «Троллейбус» Виктора Цоя), фильмы («Первый троллейбус»), или он становится героем городских легенд (как, например, в Инстербурге).
Одна из особенностей троллейбуса — постоянный доступ к электроэнергии, что даёт больше возможностей к оборудованию «клуба на колёсах», чем для автобуса. Например, в Москве действовал музыкально-экскурсионный маршрут «Синий Троллейбус», на котором проводятся выступления коллективов авторской песни.